# Zeisigwald

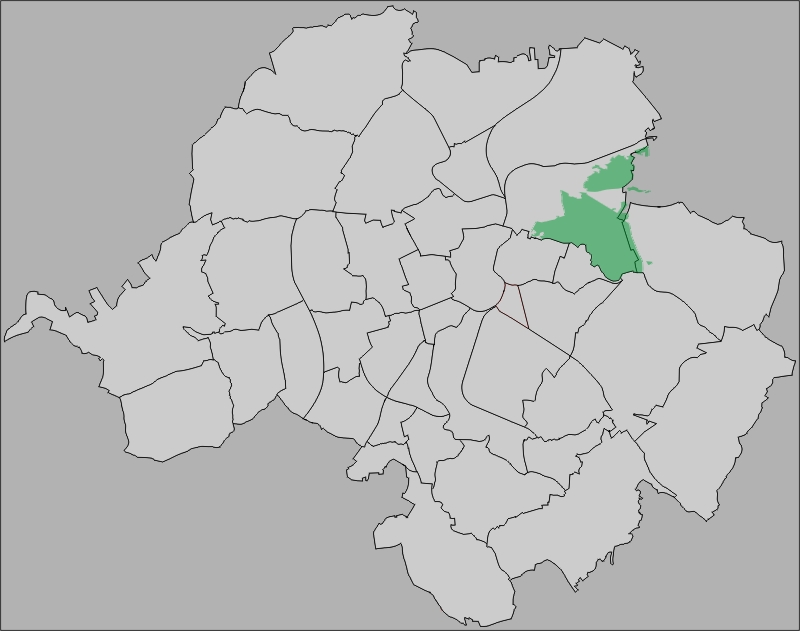
Lage des Zeisigwaldes

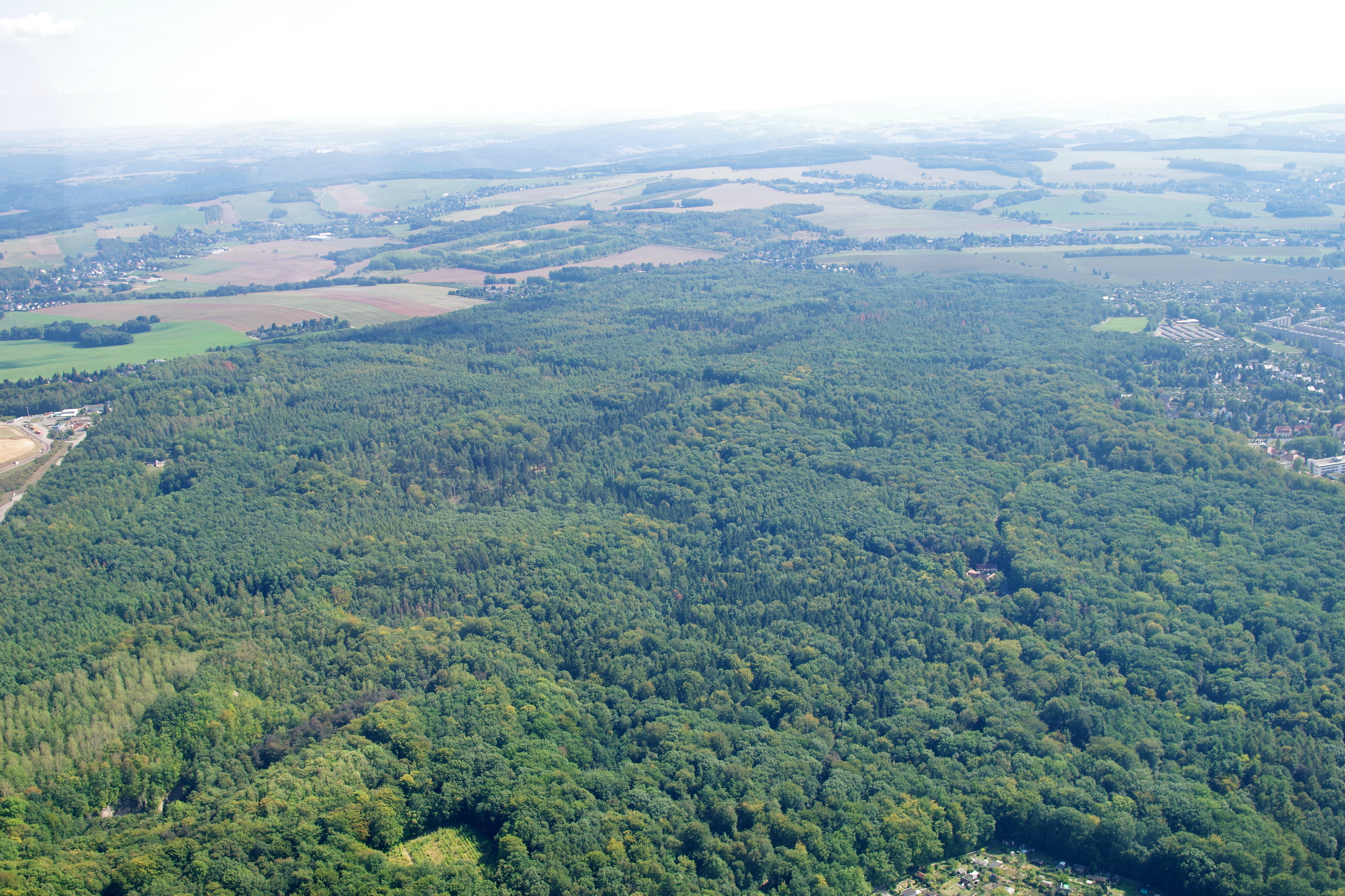
Luftaufnahme des Zeisigwaldes

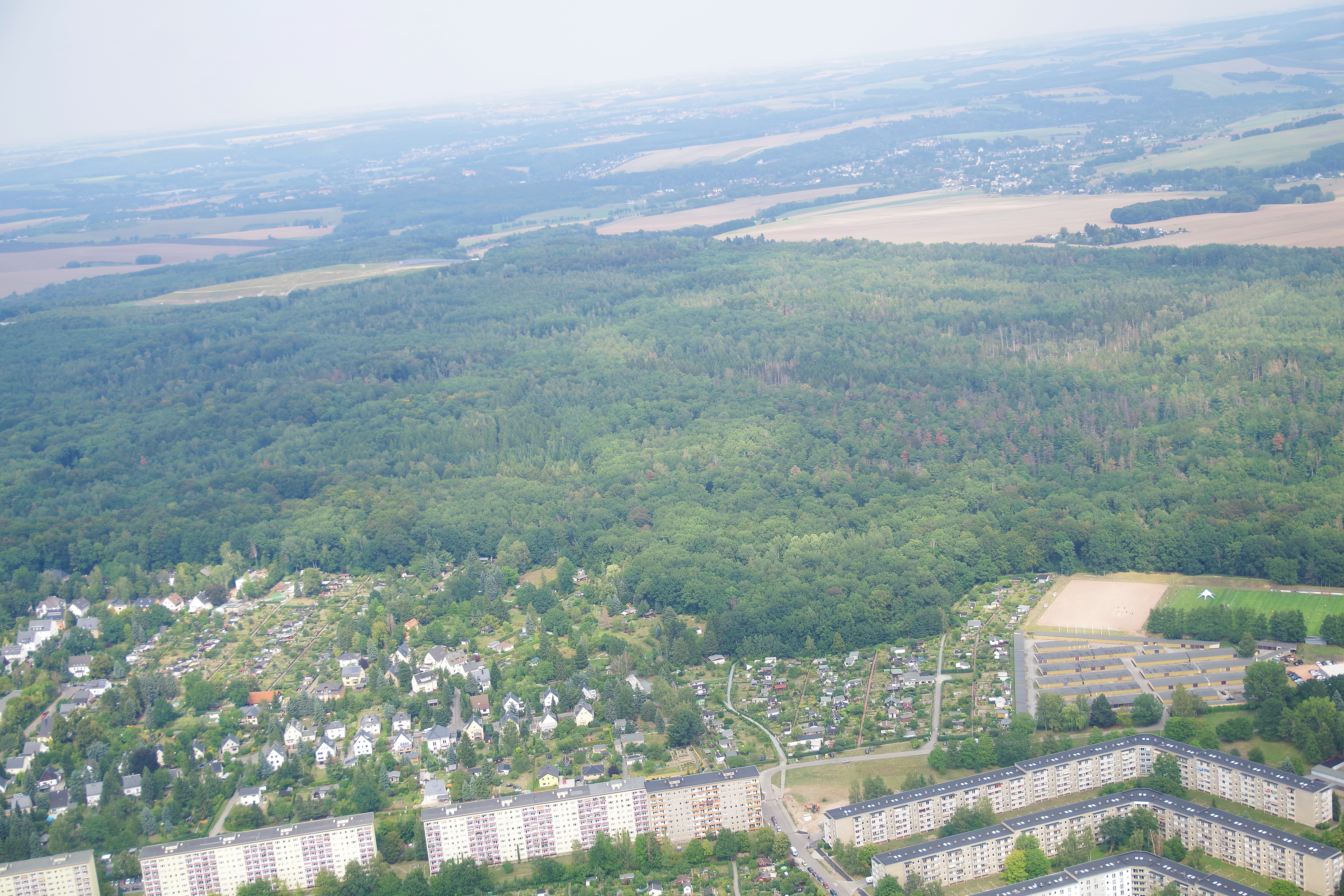
Luftaufnahme des Zeisigwaldes

Der Zeisigwald ist ein Waldgebiet im Nordosten der Stadt Chemnitz und ein Rest des alten Erzgebirgswaldes Miriquidi. Er ist die größte zusammenhängende Waldfläche der Stadt Chemnitz.

## Geschichte
Erstmals urkundlich erwähnt wurde der Wald 1331 als des Keisers Forste. Ab da befand er sich im Besitz des Benediktinerklosters Chemnitz. Von 1331 bis 1549 soll sich im Zeisigwald ein Ort für Fehmgerichte von Stadt und Kloster befunden haben. Laut einer Volkssage sei während des Hussitenkrieges von den Bürgern der Stadt ein Schatz im Zeisigwald vergraben worden. 1402 kaufte die Stadt vom Kloster Teile des Klosterdorfes Gablenz, dabei wurden auch Teile des Waldes mit erworben. Ab 1493 ist erstmals eine Nennung als Zceißigwalt erfolgt. Der Name rührt von einer damals betriebenen Vogelstellerei her, insbesondere dem Fang von Zeisigen. Neben diesem Namen wurde der Wald aber auch immer wieder unter anderem Namen erwähnt: Rathswald, Communewald, Churfürstlicher Zeisigwald, Königsforst, Staatsforst und Bürgerwald. Diese Namensänderungen gehen vor allem auf die wechselnden Eigentumsverhältnisse zurück. Im Zuge der Säkularisation kam der westlich der heutigen Forststraße gelegene Teil des Waldes 1546 in den Besitz der Stadt Chemnitz. Der östliche Teil gehörte wechselnden staatlichen Obrigkeiten. 1567 musste das Recht auf Jagdausübung auf städtischem Besitz an den Landesherren abgetreten werden. Dieses erhielt die Stadt erst 1814 zurück. Mindestens ab Mitte des 16. Jahrhunderts wurde in dem auf einem alten Vulkangebiet (Zeisigwald-Caldera) gelegenen Wald in großem Umfang Porphyrtuff abgebaut. Der Rat der Stadt kaufte nach und nach auch die östlichen Gebiete des Waldes auf. Eine erste Vermessung des Waldes wurde 1761 durch Trenkmann durchgeführt, der die Waldfläche mit 160,1 ha angab. Bei einer erneuten Vermessung durch Menges in den Jahren 1847/48 wurde die heutige Einteilung des Waldes in Flügel und Schneisen vorgenommen. Seit dem 20. Jahrhundert dient der Wald, neben einer jahrzehntelangen wirtschaftlichen und militärischen Nutzung, vor allem als Naherholungsgebiet für die Stadt Chemnitz. Die Eingemeindung der gesamten Waldfläche in das Stadtgebiet erfolgte 1950. Lediglich der nördliche Ausläufer gehörte zu Niederwiesa.

## Geographie
Der Zeisigwald befindet sich zwischen den Stadtteilen Gablenz, Sonnenberg, Yorckgebiet und Hilbersdorf, zu dessen Flurkataster er gehört. An seinem Ostrand liegen die Siedlungen Beutenberghäuser und die Anton-Günther-Siedlung. Er ist mit einer Fläche von über 600 Hektar das größte stadtnahe Erholungsgebiet der Stadt Chemnitz. Wahrscheinlich reichte er einst, als Rest des großen zusammenhängenden Erzgebirgswaldes, über den Sonnenberg bis zum heutigen Theaterplatz.
Der höchste Punkt ist der 420,9 Meter hohe Beutenberg, ein Rest vulkanischer Aktivitäten im Bereich der ehemaligen Zeisigwald-Caldera. Er befindet sich direkt auf der Wasserscheide zwischen den Einzugsgebieten der Flüsse Chemnitz und Zschopau. Eine weitere Erhebung innerhalb des Waldgebietes ist der 398,3 Meter hohe Fuchsberg. Dieser auch unter dem Namen Dostsche Halde bekannte Bergrücken entstand im 19. Jahrhundert als Abraumhalde der umliegenden Steinbrüche.
Der Beutenberg wurde für die Landvermessung mit der Königlich-Sächsischen Triangulation genutzt. Auf ihm befand sich die Triangulationssäule mit der Nummer 92 (50° 50′ 52″ N, 12° 58′ 56″ O), eine Station zweiter Ordnung. In direktem Sichtkontakt dazu standen die Stationen erster Ordnung Udohöhe (13) und Pfaffenberg (16) sowie die Stationen zweiter Ordnung Dittersdorfer Höhe (91), Taurastein (93) und Sachsenburg (94). Die 6,1 m hohe, achteckige, sich nach oben verjüngende Säule hatte am Boden einen Durchmesser von 50 cm. Sie wurde im Juli 1871 für 591 Mark (heute etwa 5900 Euro) aus dem Porphyr der umliegenden Steinbrüche gefertigt. Die Gründung reichte bis in eine Tiefe von einem Meter. Die Inschrift ist nicht mehr bekannt. Nachdem die Porphyrsteinbrüche um den Beutenberg stetig wuchsen, stand die Säule 1930 noch auf einer Steininsel mitten im Steinbruch. Über ihren weiteren Verbleib ist nichts bekannt. Ab 1965 wurden die umgebenden Steinbrüche verfüllt.

## Ökologie
Der Zeisigwald ist ein Mischwald, speziell ein submontaner Hainsimsen-Eichen-Buchenwald. Vorherrschende Baumarten sind Buche, Eiche, Fichte, Lärche und Kiefer. Außerdem wurden Ende des 19. Jahrhunderts zahlreiche Weymouth-Kiefern, Stech-Fichten, Robinien und Roteichen angepflanzt. Insgesamt zählt der Zeisigwald 26 verschiedene Baumarten mit einem Gesamt-Holzvorrat von circa 68.000 m³. Der Holzvorrat verteilt sich dabei wie folgt: Rotbuche 19.900 m³, Roteiche 14.600 m³, Stieleiche 8.100 m³, Weymouth-Kiefer, Lärche und Fichte mit je zwischen 6.700 m³ und 5.100 m³. Seit 2002 ist die Forstwirtschaft im Zeisigwald FSC-zertifiziert. Besonders im südlichen Teil des Waldes ist die Bodenvegetation artenarm und lässt auf Bodenversauerung schließen. Die niedrigeren Randbereiche des Beutenberges sind teilweise stauvernässt. Durch den Wald ziehen sich unzählige kleinere Bachläufe, die aus Sickerwasserquellen entspringen. In einigen Teilen haben sich mehrere kleinere Moore gebildet, dabei finden sich vor allem Versumpfungsmoore. Die Buchen- und Eichenbestände im Zeisigwald sind bevorzugte Brutgebiete für Greifvögel und Spechte. In kleineren Höhlen nisten Fledermäuse und Wildbienen.
Zehn Areale des Zeisigwaldes mit insgesamt 28 ha Fläche wurden zum Flächennaturdenkmal erklärt: Das FND Erlensumpf (4,9 ha, seit 1975) liegt im nordöstlichsten Zipfel des Zeisigwaldes. Erlenwald, Feuchtwiesen und Moorvegetation bilden hier artenreiche Feuchtbiotope mit einer Vielzahl gefährdeter Pflanzenarten und -gesellschaften sowie einer reichhaltigen Vogelwelt. Das FND Badwiese Ebersdorf (1,1 ha, seit 1995) ist das Areal des ehemaligen Reichsbahnbades, auf dessen Feuchtwiesen zahlreiche gefährdete Pflanzenarten sowie wilde Orchideen wachsen. Das FND Fuchsberg (1,9 ha, seit 1973) und das FND Ratssteinbruch (2,2 ha, seit 1973) werden von den Arealen um den Fuchsberg und den alten Findelwirthschen Steinbruch gebildet. Beide dienen der Erhaltung der Steinbruchlandschaft und der ungestörten Entwicklung des Waldes und sind Brutgebiet zahlreicher Vogelarten. Ebenfalls zum Flächennaturdenkmal wurden 2007 fünf Areale mit Buchenbestand erklärt, das FND Buchenbestand am Goldborn (1,8 ha), das FND Buchenbestand östlich vom Grenzweg (1,6 ha), das FND Buchenbestand am Denkmal der Versöhnung (2,9 ha), das FND Buchenbestand am Bethanien-Krankenhaus (3,0 ha) und das FND Buchenbestand am Grünen Weg (3,7 ha). Diese sind als Hainsimsen-Eichen-Buchenwald nach der EU Flora-Fauna-Habitat-Richtlinie ein schutzwürdiger Lebensraum. Das FND Quellgebiet im Südlichen Zeisigwald (4,9 ha, seit 2003) umfasst das Areal des ehemaligen Tanklagers. Das Quellgebiet des Gablenzer Grundbaches soll als Quellgebiet mit Tümpeln, Sumpf- und Sukzessionsflächen erhalten werden.
Der ehemalige Ratssteinbruch ist Teil einer Referenzfläche des Weltforstrates FSC, die in einen Urwald gewandelt und deswegen nicht mehr gepflegt wird. Dort dürfen keine Bäume entnommen oder neu gepflanzt werden, das Betreten erfolgt auf eigene Gefahr.
Am Nordrand des Zeisigwaldes liegt das Naturschutzgebiet (NSG) Am nördlichen Zeisigwald, das 2013 als NSG ausgewiesen wurde.

## Geologie
Der Waldboden besteht überwiegend aus dem Rotliegend der Leukersdorf-Formation in der Vorerzgebirgs-Senke. Vulkanische Ereignisse, die sich vor etwa 290 Millionen Jahren ereigneten, formten die heutige Landschaft mit. Längere Eruptionsperioden zur damaligen Zeit sind die Ursachen dafür, dass sich in diesem Gebiet der Vorerzgebirgs-Senke eine mächtige Tuffgesteinlagerstätte mit einer Mächtigkeit von bis zu 90 Metern bildete und in einer besonderen Schichtenlage, überwiegend im bebauten Stadtgebiet liegend, gut erhaltene versteinerte Hölzer aus dem Perm des so genannten Versteinerten Waldes geborgen werden können. Die ausgeworfenen Vulkanaschen verfestigten sich zum sogenannten Zeisigwaldtuff beziehungsweise Hilbersdorfer Porphyrtuff (beides heute Faziesbegriffe), der seit dem 15. Jahrhundert für Bauarbeiten in Chemnitz und Umgebung aus dem Zeisigwaldgebiet kam. Entlang der Dresdner Straße herrscht eine „weichere“ Variante des Porphyrtuffs vor; am Weißen Weg zwischen Dresdner Straße und Beutenberggipfel dominiert der zerklüftete, durch Kieselsäure verfestigte Porphyrtuff, der ein dichtes Gefüge und große Härte aufweist.

## Geschichtliche und sonstige Nutzung
Im östlichen Zeisigwald befinden sich ein Anton-Günther-Gedenkstein sowie ein Gedenkstein für Heinrich Cotta. Der Heinrich-Cotta-Gedenkstein, der aus einem versteinerten Stück Baumstamm bestand, wurde zwischen Dezember 2012 und Januar 2013 gestohlen. Anfang Juni 2013 spendierte das Museum für Naturkunde Chemnitz ein neues Stück versteinerten Baumstamms, sodass der Gedenkstein wieder aufgestellt werden konnte. Durch den Zeisigwald führt auch der sächsische Jakobsweg.

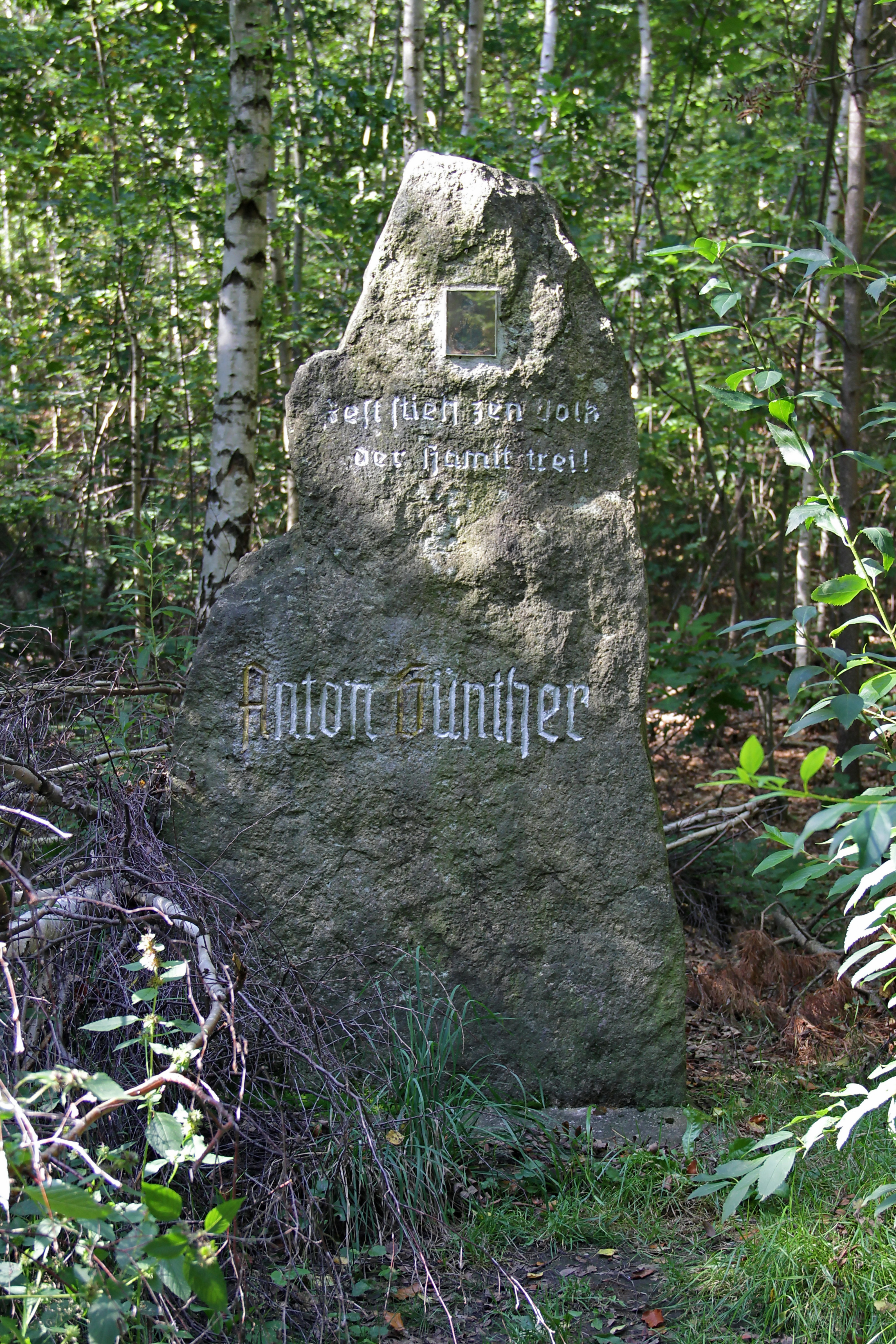
Anton-Günther-Gedenkstein
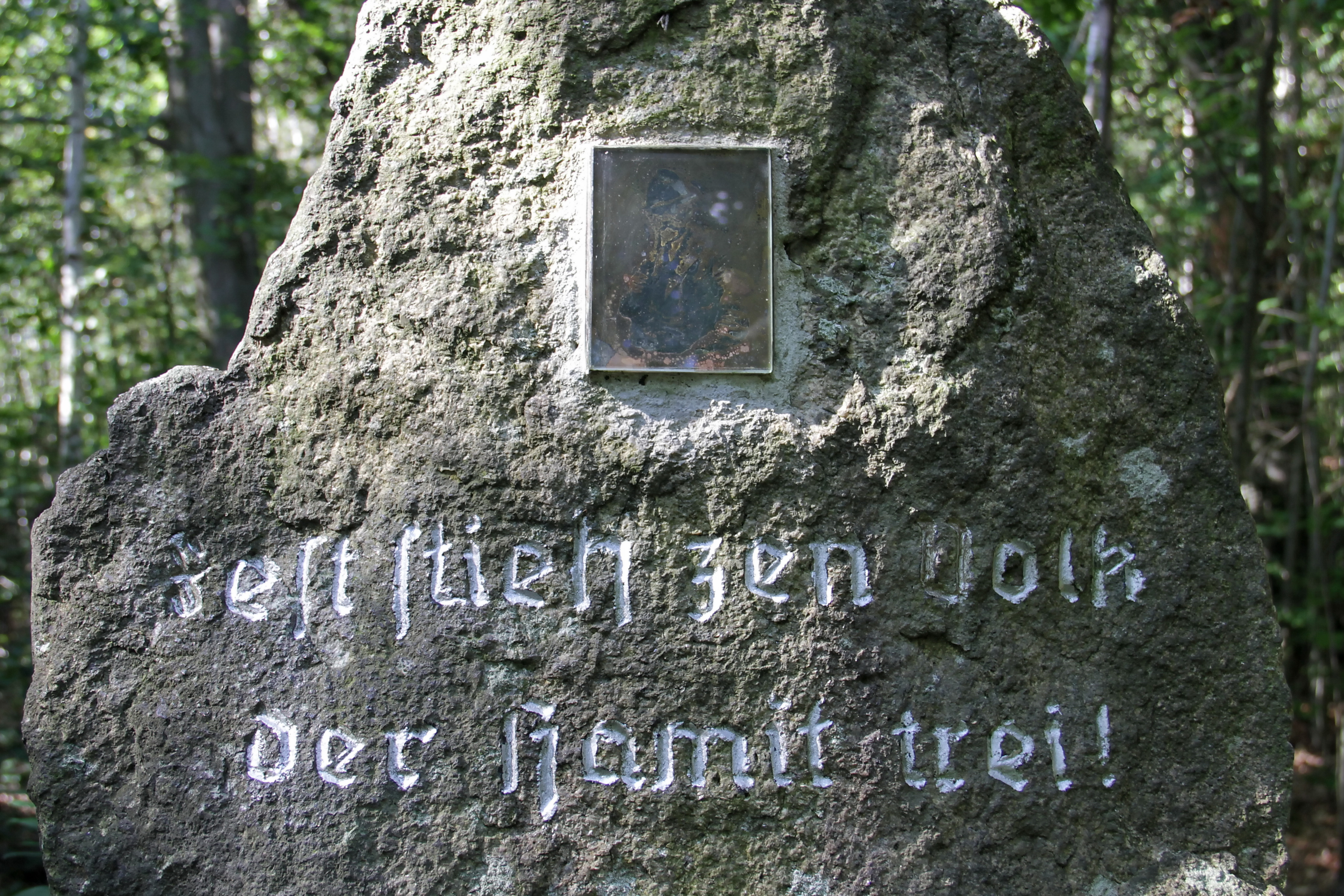
Inschrift
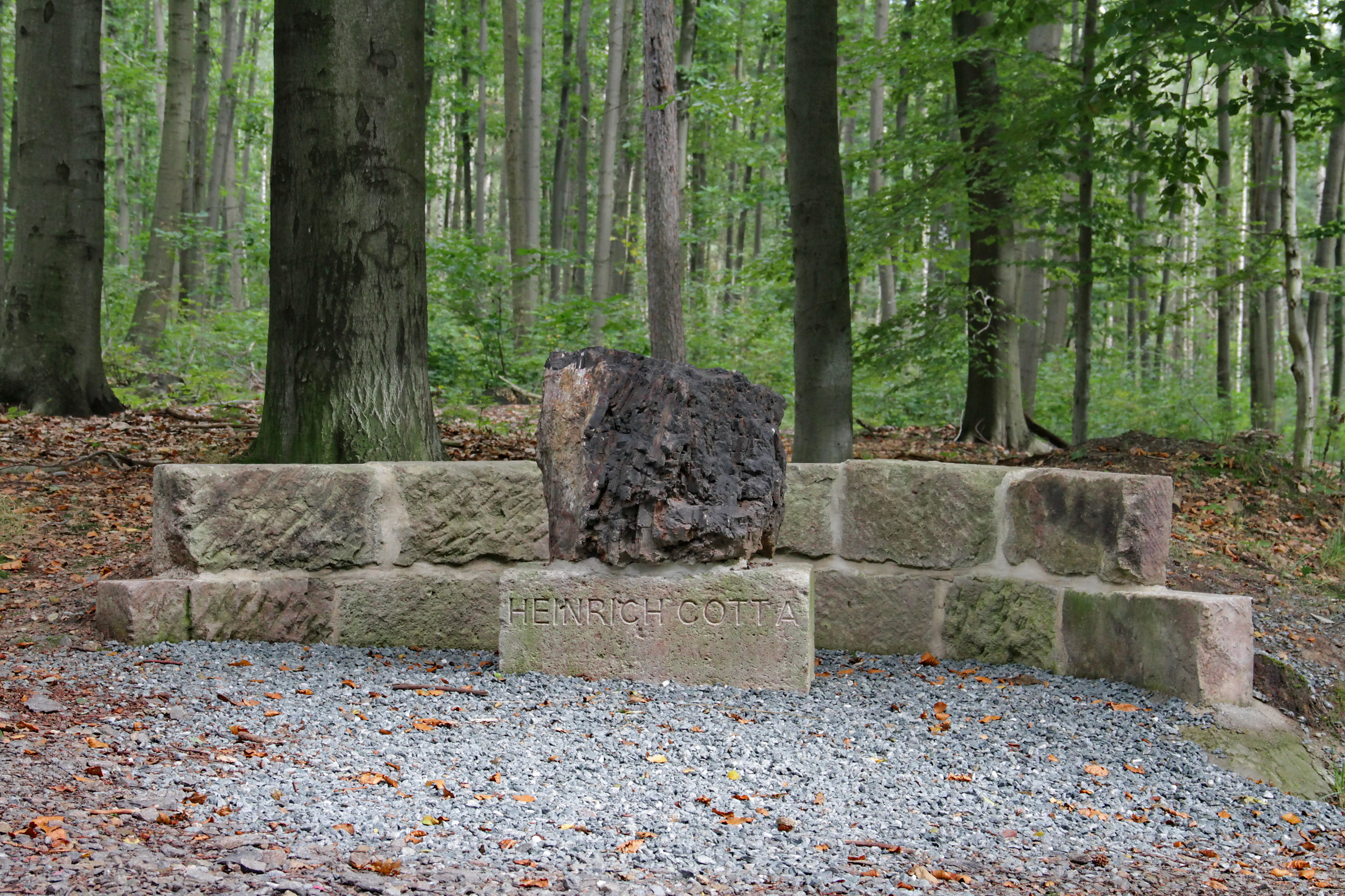
Heinrich-Cotta-Gedenkstein
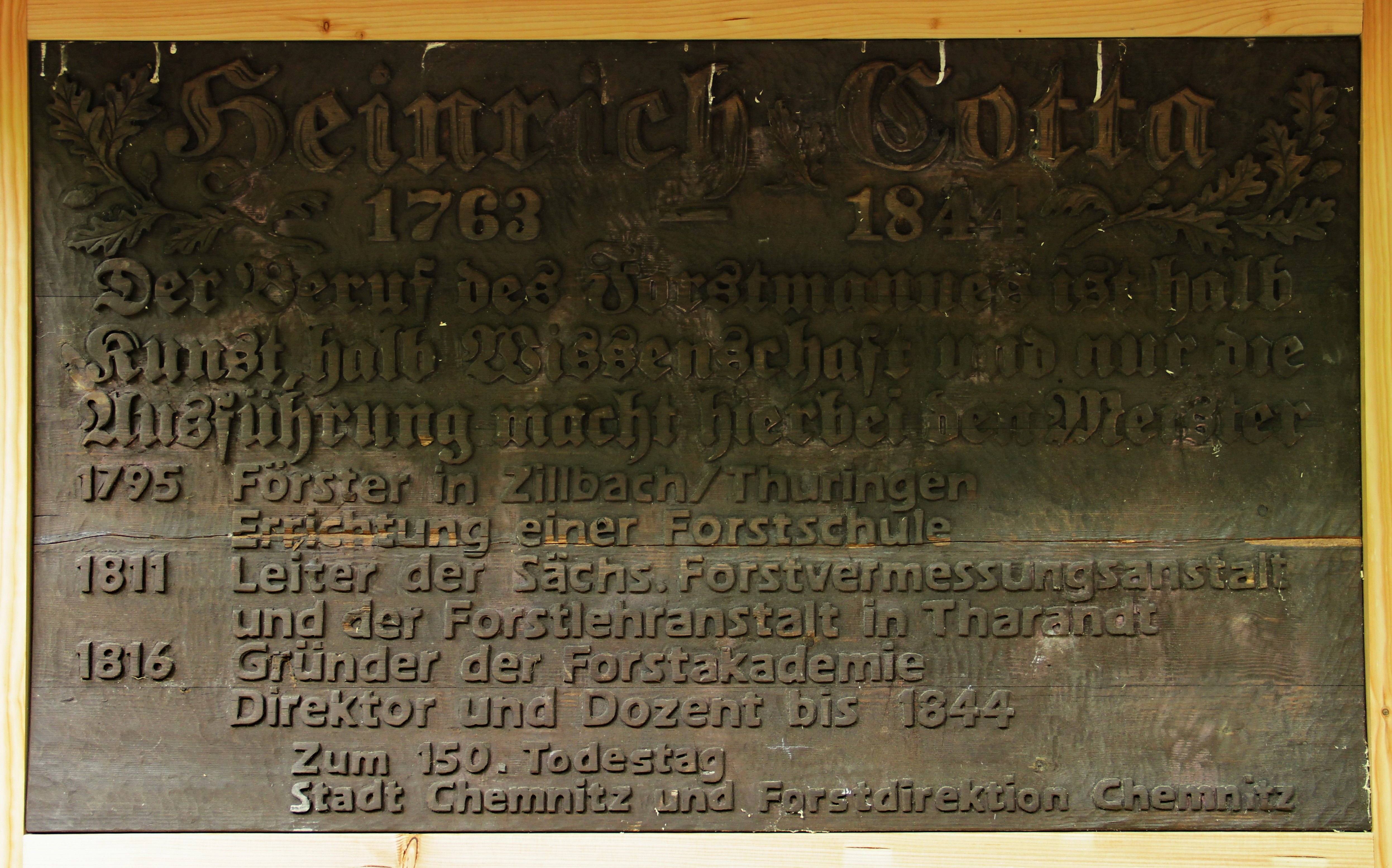
Infotafel zu Heinrich Cotta

### Jagdgebiet und Holzwirtschaft
Bereits zu Zeiten des Benediktinerklosters Chemnitz wurde der Wald als Quelle für Brenn- und Bauholz genutzt. Auch die Vogelstellerei ist bereits für diese Zeit dokumentiert, was ab 1493 zur Benennung Zceißigwalt führte. Auf dem Beutenberg wurden Bienen gezüchtet (Beute: Bienenstock). Im 16. Jahrhundert kam der Wald in städtischen Besitz. Neben der Holzwirtschaft und der Vogelstellerei wurde der Wald dann auch zur Jagd genutzt. Von 1567 bis 1818 musste die Stadt das Jagdrecht im Zeisigwald an den Landesherren abtreten. Durch einen steigenden Bedarf an Brenn- und Bauholz sowie Rodungen zur Schaffung von Viehweiden kam es vom 15. bis zum 18. Jahrhundert zu einem weitgehenden Aushieb der Nutzhölzer mit teilweise einhergehender Verödung. 1826 erließ der Rat der Stadt ein Verbot, das es jedem Bürger bei „Aretur und Strafe“ untersagte, den Wald zu betreten. Begründet wurde dies unter anderem mit ausufernden „Volksvergnügungen“ im Waldgebiet. Trotz forstwirtschaftlicher Regelungen und Verordnungen kam es in der zweiten Hälfte des 18. Jahrhunderts zu einer teilweisen Waldverwüstung; bis ins frühe 19. Jahrhundert war der Wald so licht geworden, dass eine gezielte Aufforstung erfolgen musste. Dabei wurden aus wirtschaftlichen Gründen vor allem schnellwachsende Nadelhölzer wie Fichten, Kiefern und Tannen gepflanzt. 1828 erhielt der Forstmann Hans Ernst von Manteuffel die Genehmigung, den „Ratsforst zum Gegenstand seiner Forstmeister-Probearbeit zu machen“. Dieser wählte einen 80-jährigen Wachstums-Wechselturnus und teilte den Wald mit Schneisen in acht Forstabteilungen. Bereits um 1850 wurden diese Monokulturen zum Problem: Schädlingsbefall, schlechte Luft in der Industriestadt sowie Schnee und Sturm hatten großflächige Waldschäden entstehen lassen. 1880 kam der Chemnitzer Ratsförster zu dem Schluss, dass 70 % des Rohholzbestandes gefällt werden müssten. Daher wurde von da an wieder Laubholzanbau forciert.

### Porphyrtuffabbau
Im Zeisigwald lagern große Vorkommen an Porphyrtuff mit einer Mächtigkeit von bis zu 90 Metern. Diese wurden zu einem großen Teil abgebaut. Bekannt ist das Material aus dem Zeisigwald vor allem mit den aus der Baupraxis herrührenden Begriffen Hilbersdorfer Porphyrtuff beziehungsweise Hilbersdorfer Porphyr. Während entlang der Dresdner Straße ein zur Werksteinbearbeitung geeigneter weicherer Porphyrtuff vorherrscht, dominiert am Weißen Weg zwischen Dresdner Straße und Beutenberggipfel ein Porphyrtuff, der aufgrund seiner großen Festigkeit zu großen Teilen für Schotter und Split genutzt wurde. Die Steinbrüche erstreckten sich über das komplette Areal zwischen Dresdner Straße, Weißem Weg, Beutenberg, Zeisigwaldschänke und Forststraße bis hinunter zum heutigen Polizeipräsidium.
In Chemnitz bestand über 800 Jahre eine bauliche Nutzung des „Zeisigwaldtuffs“, wofür mehrere Abbaustellen im heutigen Stadtgebiet in Anspruch genommen wurden. Seit dem späten 15. Jahrhundert ist der Gesteinsabbau im Zeisigwaldgebiet nachgewiesen. Ein eindrucksvolles Zeugnis aus dieser Zeit ist die Tulpenkanzel im Freiberger Dom. Georgius Agricola bezeichnete den Stein als saxa Kempniciana, Petrus Albinus schrieb 1590 in seiner Bergk-Chronica:

„Bey uns aber in Meyssen ist der Kemnitzer Stein der fürnehmste, welcher entweder gar weis
und rot, oder sprencklicht, aus weis und rot vermischt, wie er daselbster umb in etlichen Steinbrüchen
gefunden wird.“

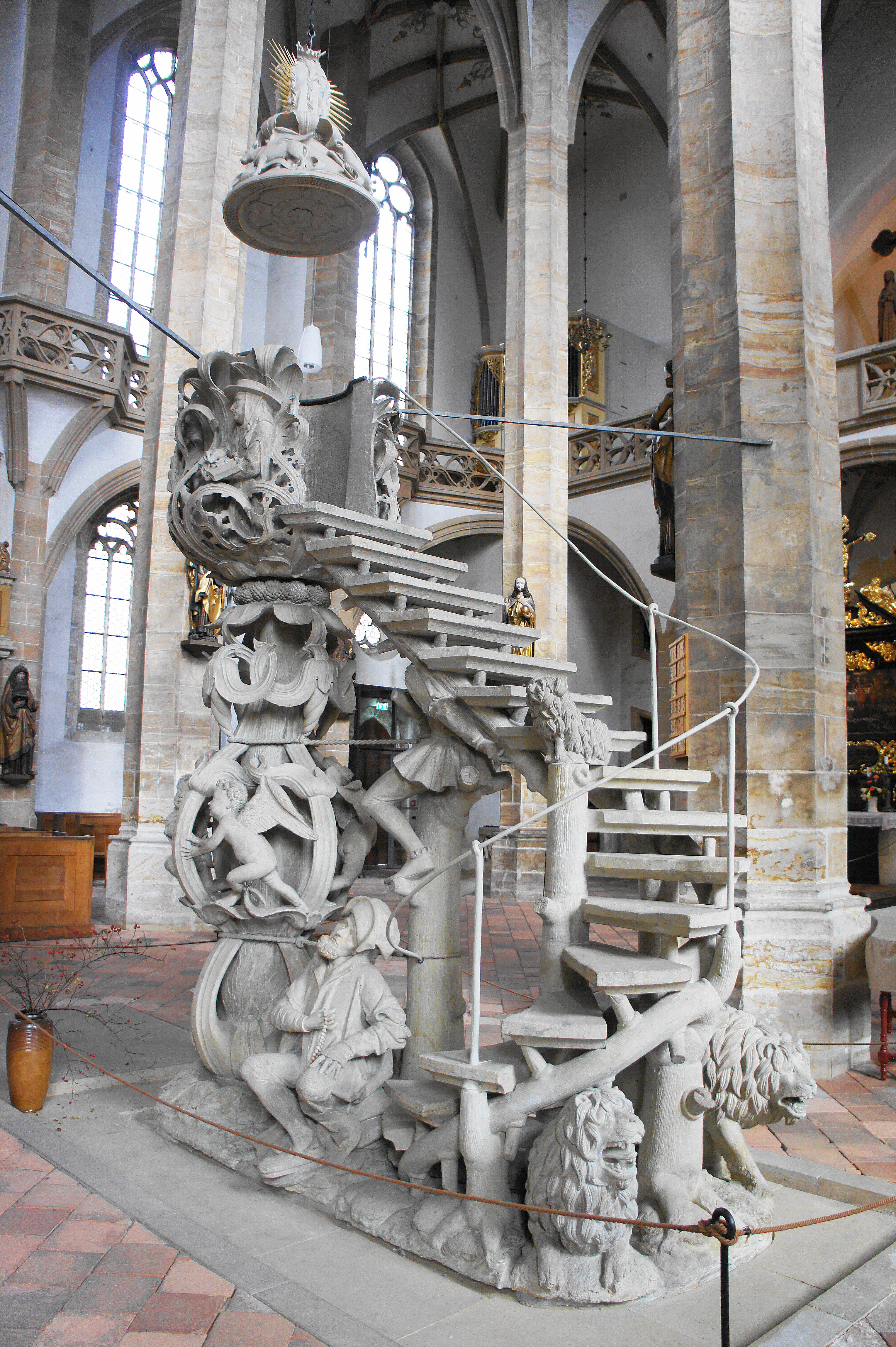
Tulpenkanzel im Freiberger Dom
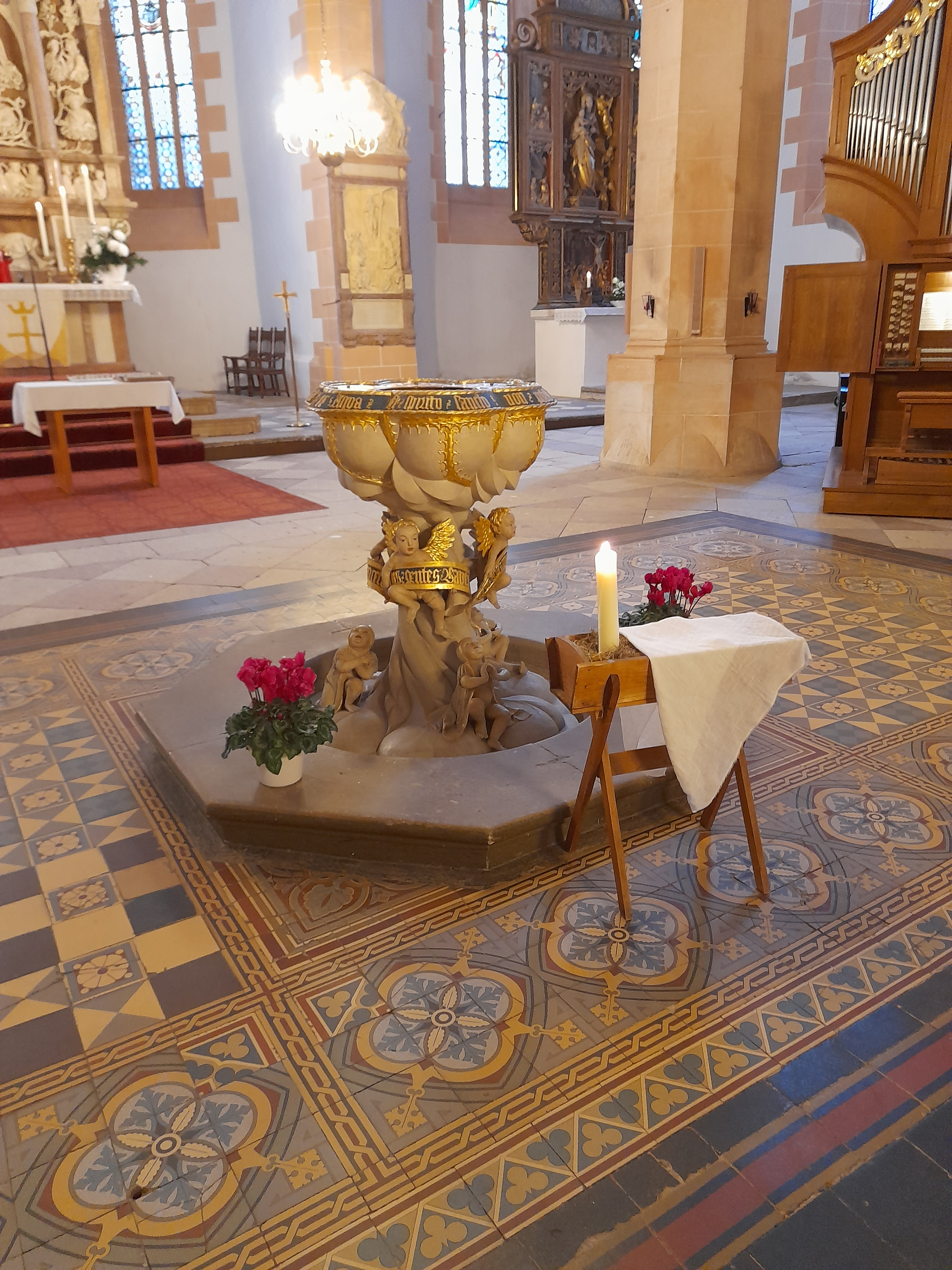
Taufstein der St. Annenkirche in Annaberg-Buchholz
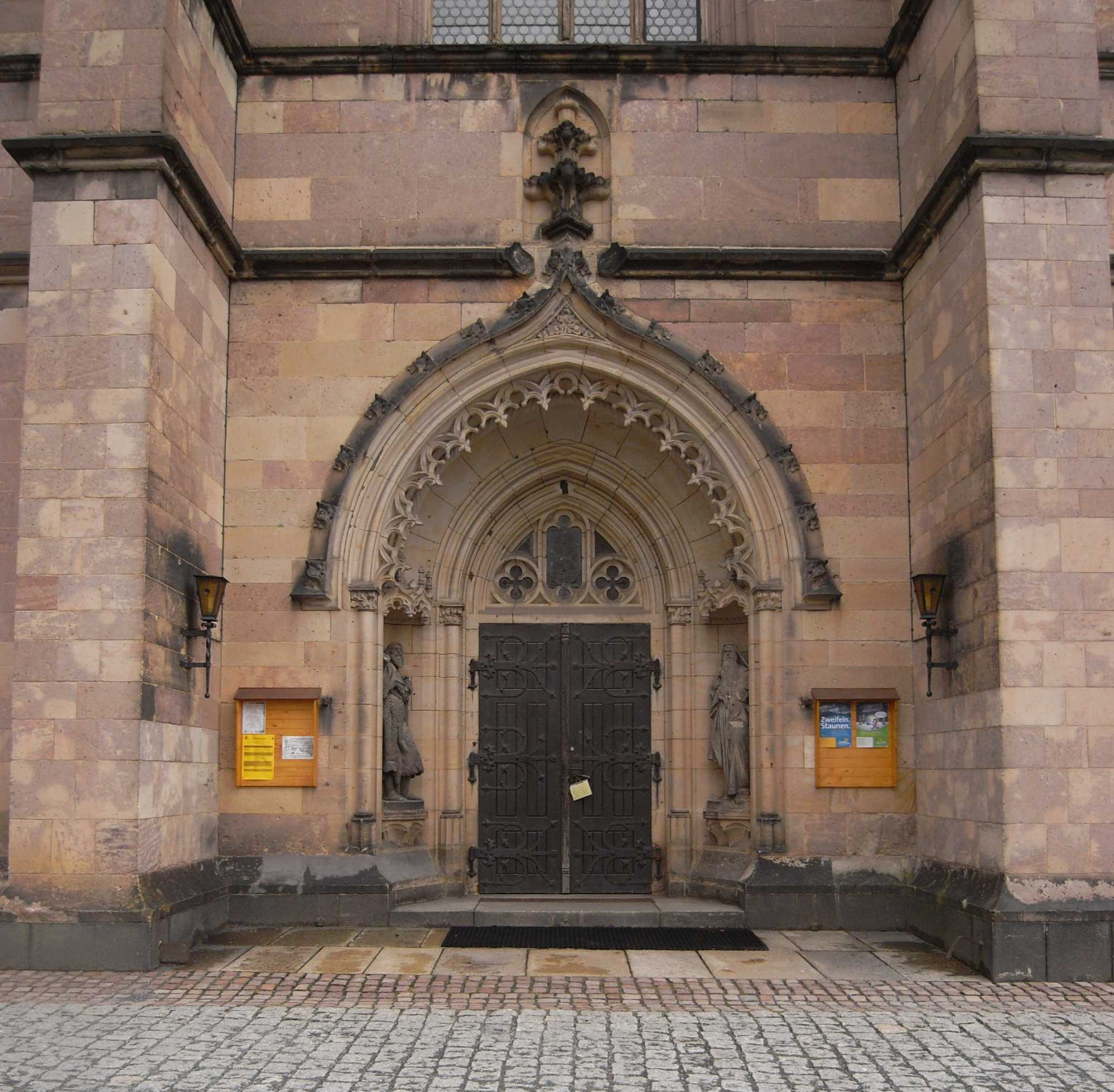
Portal der Schloßkirche Chemnitz
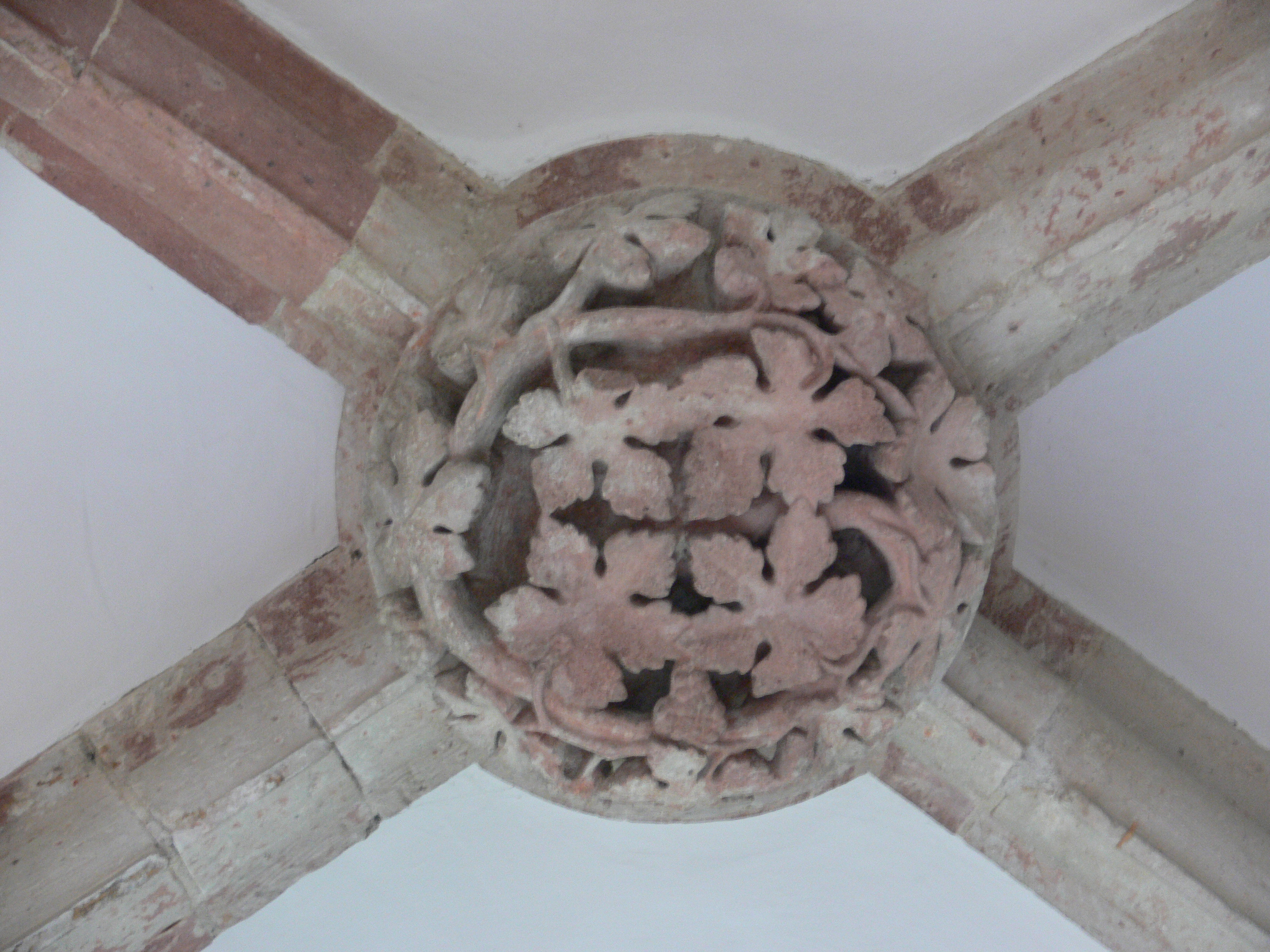
Schlussstein im Kreuzgang in der Schloßkirche Chemnitz
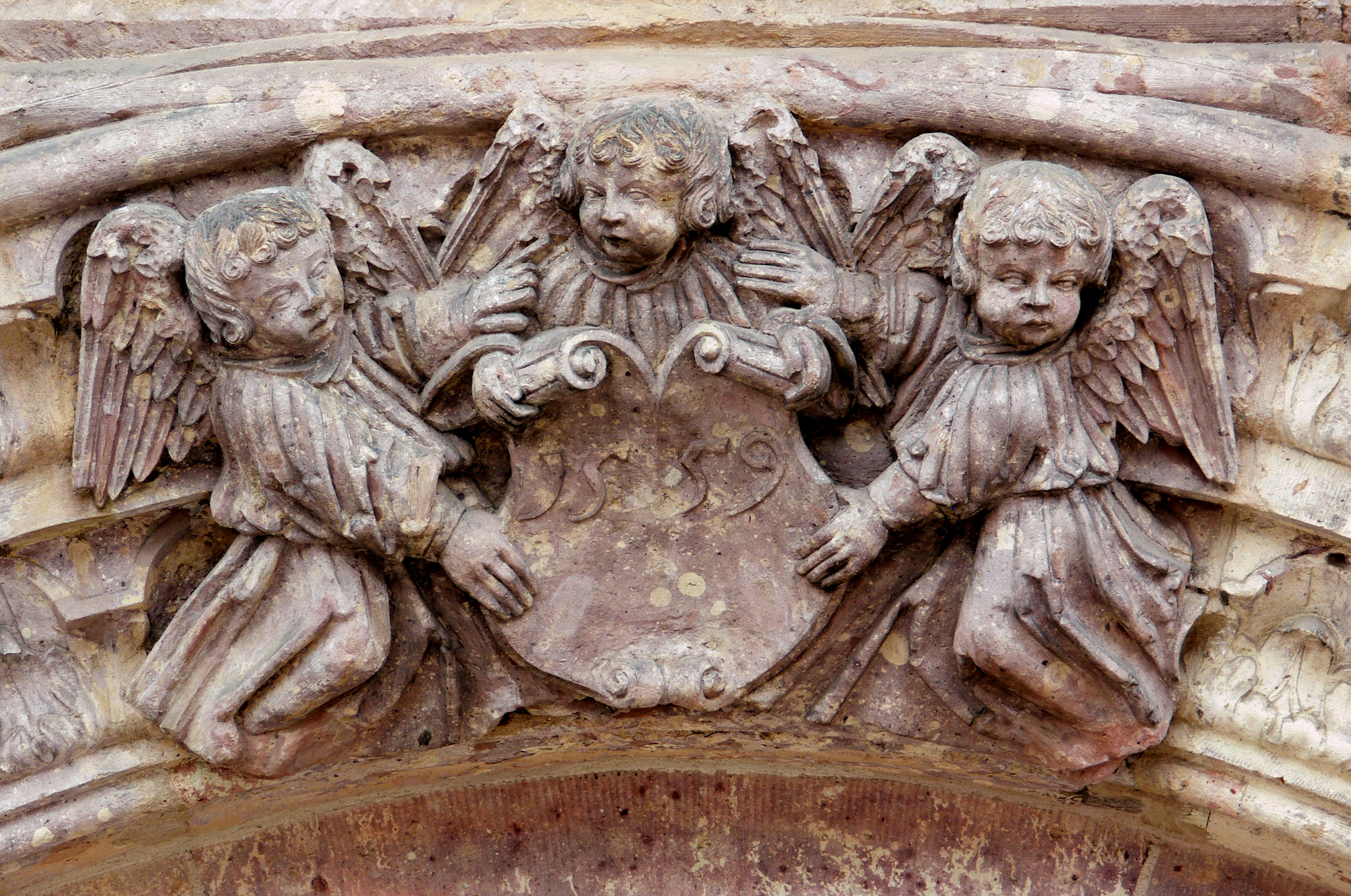
Portal am alten Rathaus Chemnitz

Ab Ende des 18. Jahrhunderts wurde am Beutenberg im Beutenbergbruch, dem ersten Schotterbruch im Zeisigwald, Schotter für den Straßenbau gewonnen. 1797 wurde die Chemnitzer Steinmetzinnung gegründet, woraufhin sich Hilbersdorf und der Zeisigwald zum Zentrum der Chemnitzer Bausteingewinnung entwickelten.
Im 19. Jahrhundert wuchs aufgrund des industriellen Aufstieges der Stadt Chemnitz der Bedarf an Baustein rasant an. Der Porphyrtuff aus dem Zeisigwald wurde bei der in der ersten Hälfte des 19. Jahrhunderts in Chemnitz typischen Bauweise für die Grundmauern der Gebäude sowie für Tür- und Fenstergewände, Fußbodenbeläge und Treppenstufen verwendet. So wurden mehr und mehr Brüche im Zeisigwald erschlossen. Um 1880 wurde auch der Bau der Teufelsbrücken veranlasst. Diese dienten als Grabenverbau der Abstützung der senkrechten Wände, zwischen denen die Zufahrtsstraße in den damaligen Findewirthschen Steinbruchbetrieb (später: Ratsherren-Steinbruch beziehungsweise Ratssteinbruch) angelegt wurde, und sind noch heute erhalten. Sie stellten einen repräsentativen Zugang zum Steinbruchbetrieb dar. Direkt neben der Zufahrt befindet sich das 1869 erbaute, als Porphyr-Haus Dresdner Straße 230 bekannte Haus des damaligen Obermeisters der Chemnitzer Steinmetzinnung. In der zweiten Hälfte des 19. Jahrhunderts gab es durch die Eisenbahnanbindung mit dem Sandstein aus dem Elbsandsteingebirge eine Konkurrenz zum einheimischen Porphyrtuff.

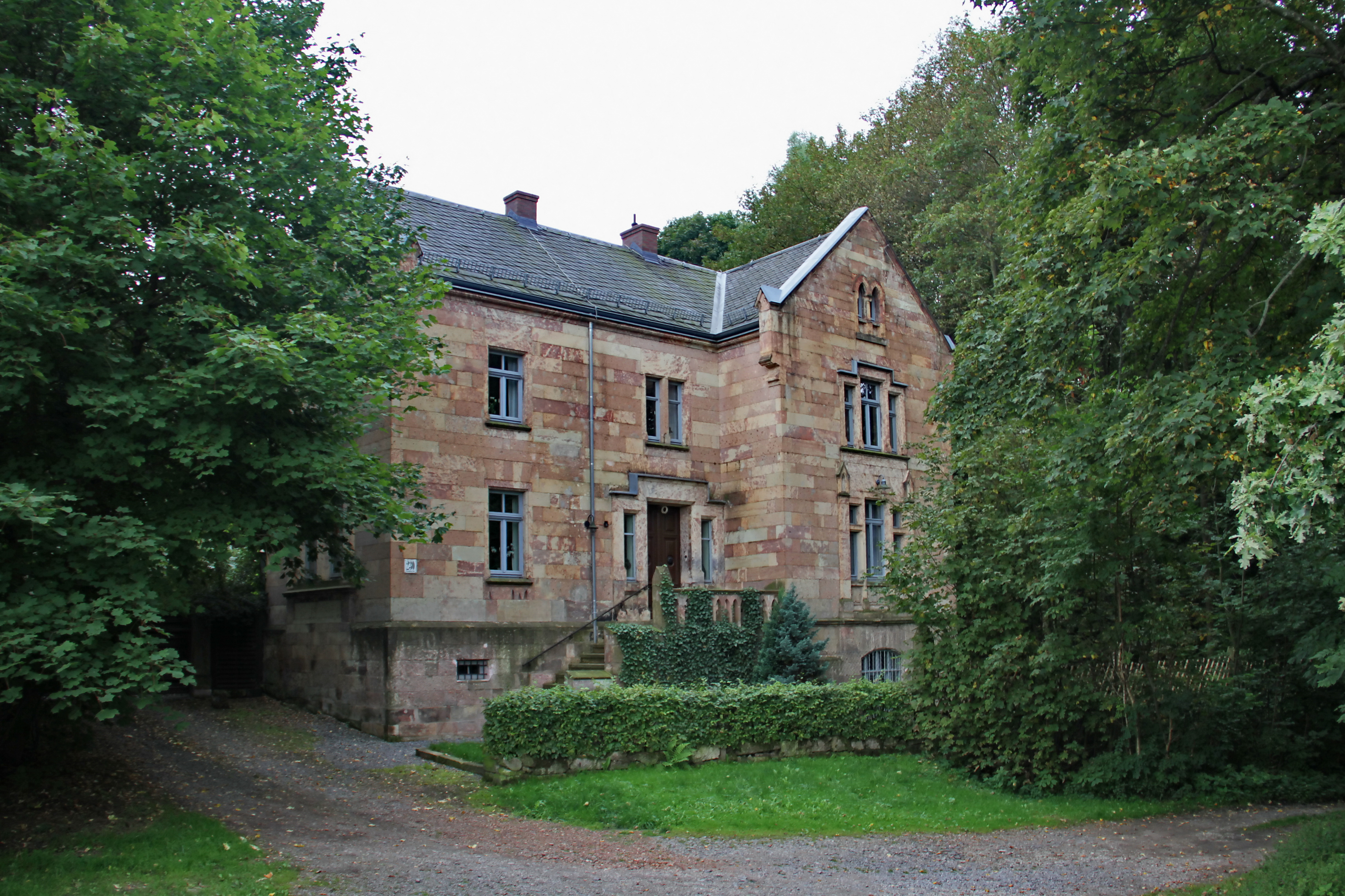
Porphyrhaus
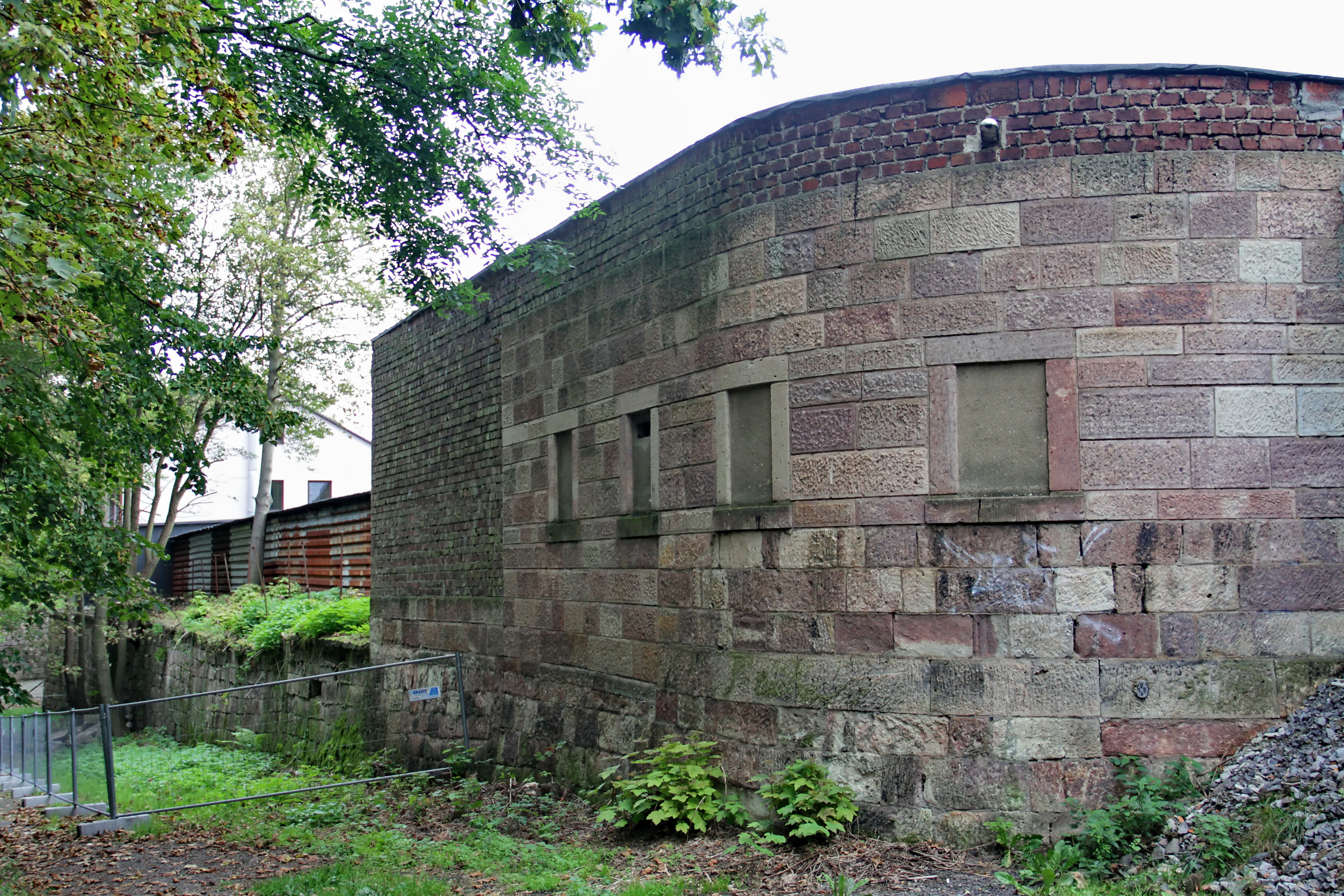
Zufahrt zum Ratssteinbruch
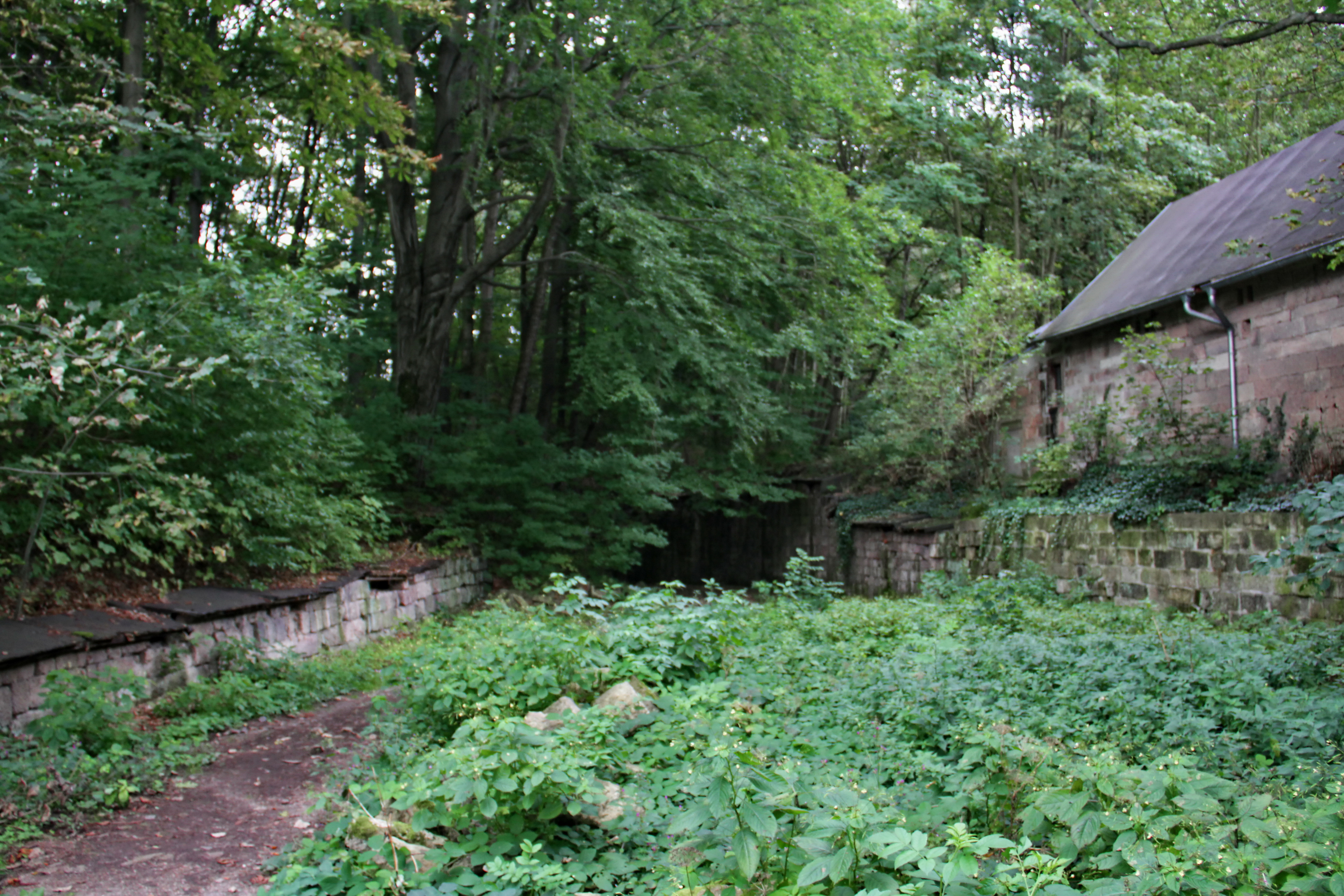
Zufahrt zum Ratssteinbruch
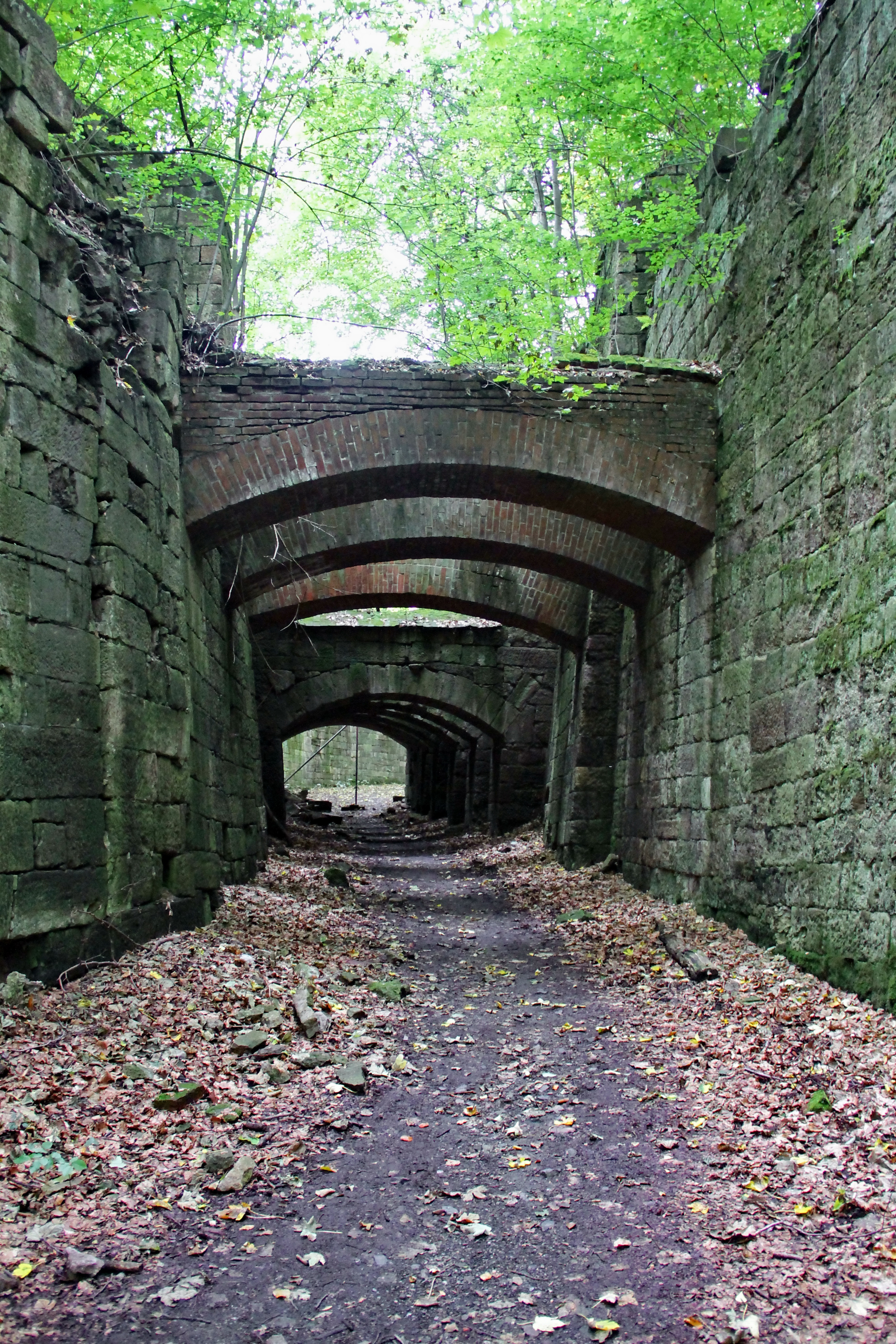
Teufels- brücken
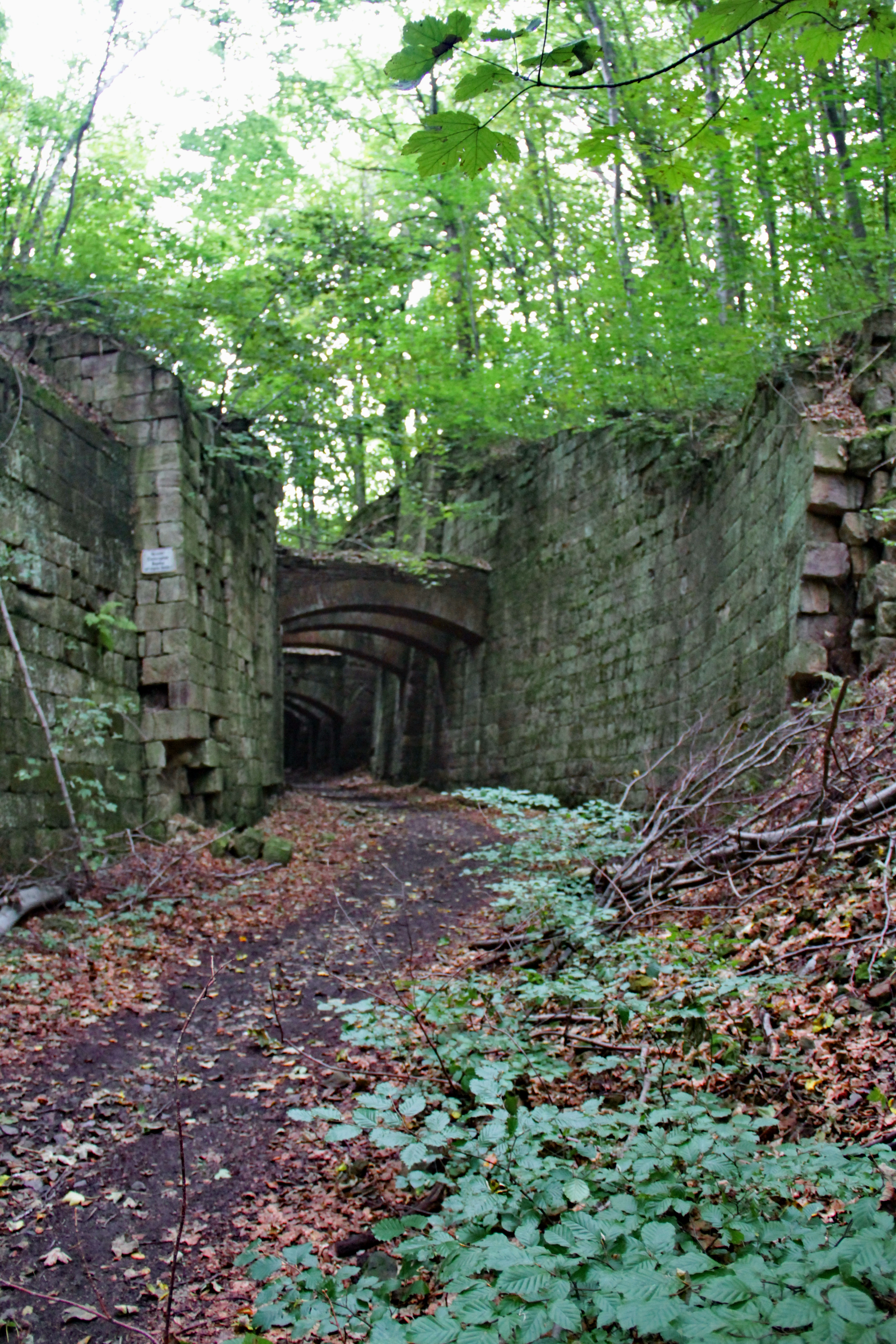
Teufels- brücken
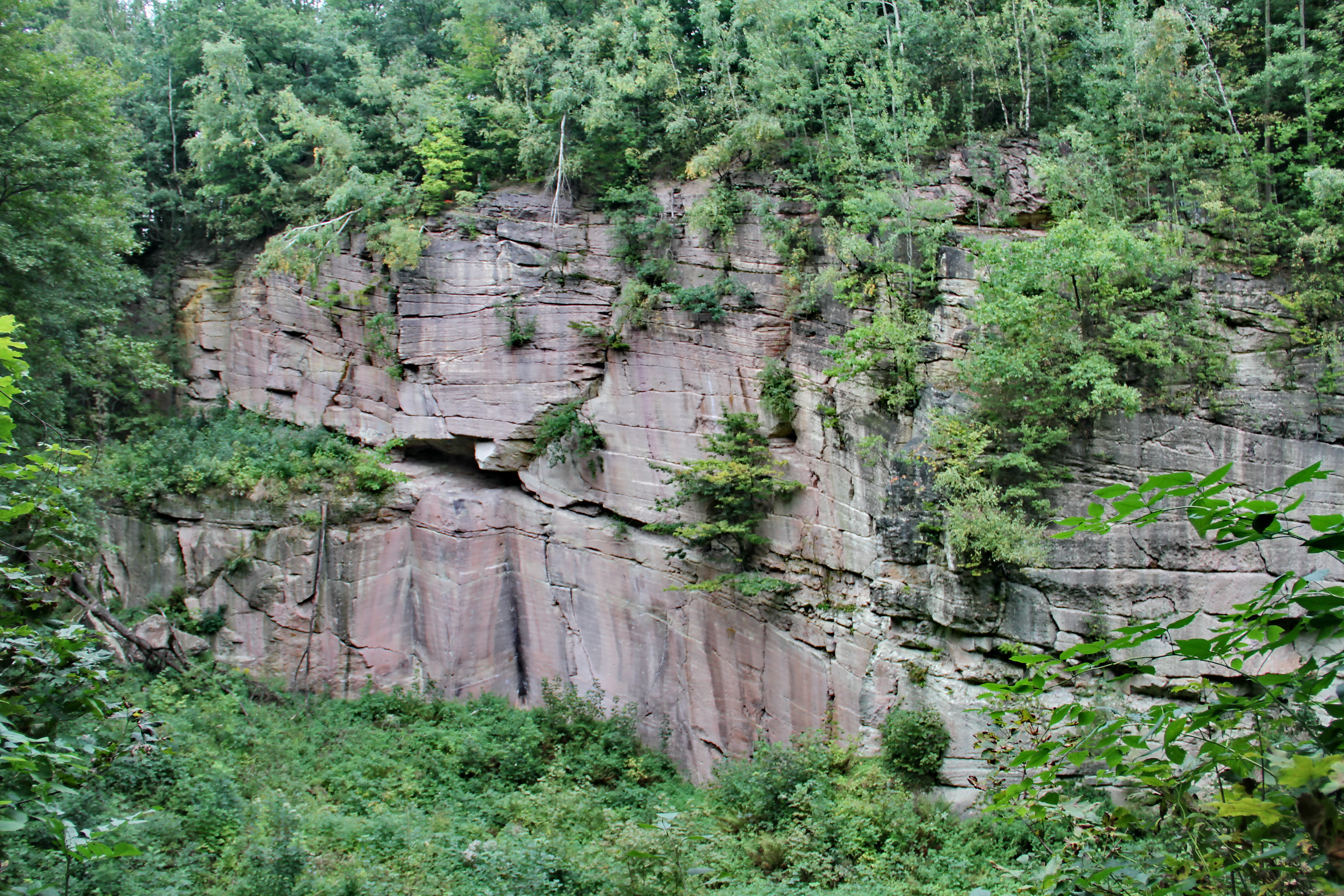
Ratssteinruch
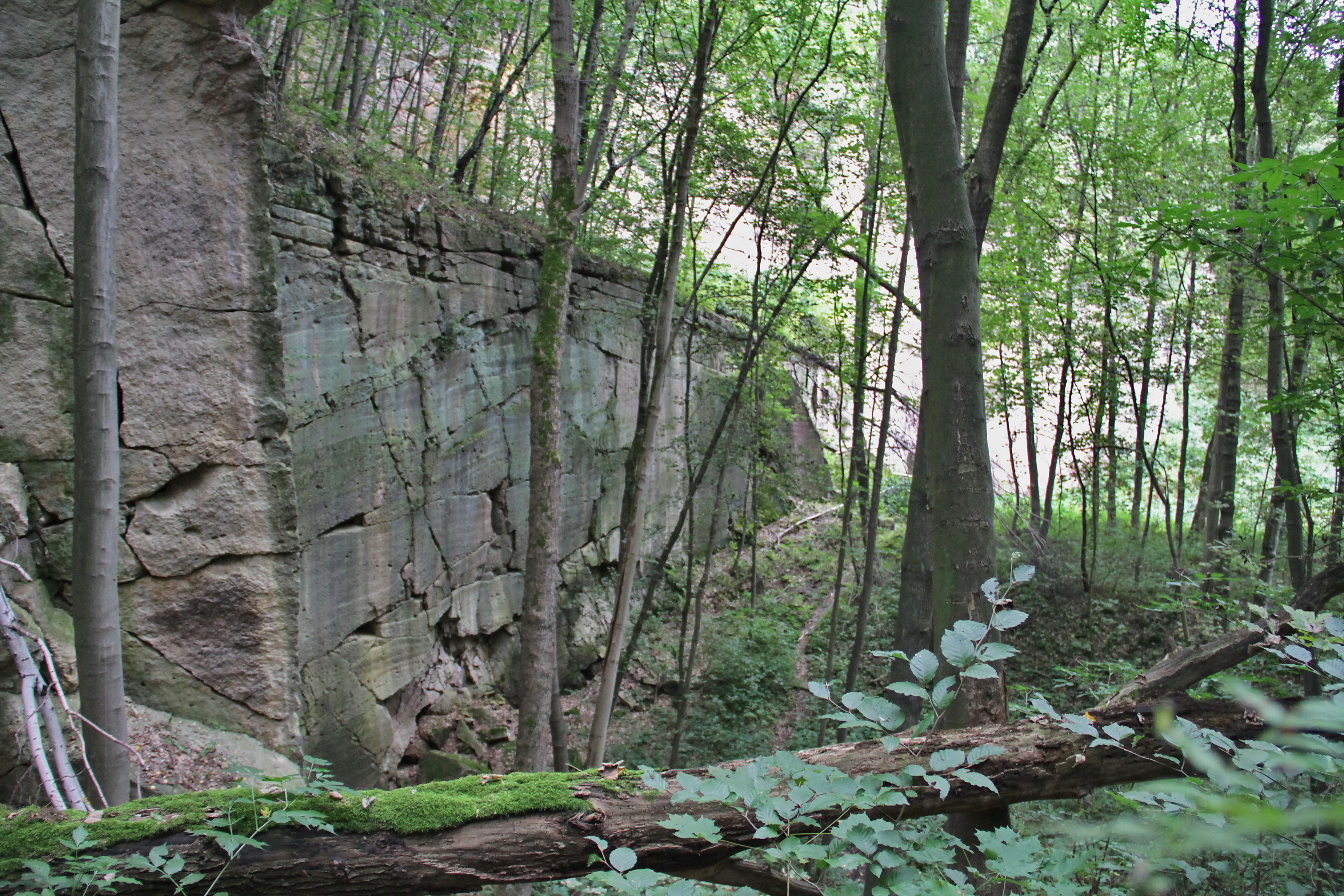
Ratssteinbruch

„Im Jahre 1855 werden in 24 Steinbrüchen 600–700 Arbeiter beschäftigt. […] Das Chemnitzer Steinmetzgewerbe erreichte seinen höchsten Beschäftigungsstand im Jahre 1888. In 40 Porphyrbrüchen waren 1400–1500 Menschen beschäftigt. 21 Brüche gehörten davon Hilbersdorfer Steinmetzen, bei denen 847 Arbeiter tätig waren. […] Die anderen Steingruben wurden von Meistern aus Chemnitz und aus Dörfern betrieben, die in Nähe des Zeisigwaldes lagen. In den größten Betrieben arbeiteten bis zu 100 Steinmetzen, Steinbrecher und Hilfsarbeiter.“

1892 wurde am Beutenberg der zweite Schotterbruch erschlossen. Dieser diente vor allem der Schottergewinnung für den Bau der Gleisanlagen am Rangier- und Güterbahnhof Hilbersdorf bis 1902. Transportiert wurde der Schotter per eigens eingerichteter Seilbahn direkt vom Beutenberg zum Baugelände am Hilbersdorfer Bahnhof. 1902 wurde dieser Schotterbruch wieder geschlossen. 1900 wurde am Weißen Weg noch ein dritter Schotterbruch geöffnet, in dem bis 1935 gefördert wurde.
Ab 1910 schlossen immer mehr Steinbrüche im Zeisigwald. Grund dafür waren das Aufkommen der Betonbauweise sowie der Erste Weltkrieg. Nach den alliierten Bombenangriffen im Zweiten Weltkrieg wurden viele stillgelegte Steinbrüche mit Schutt und Trümmern verfüllt. Beim ersten Wohnungsbauprogramm in der Innenstadt nach dem Krieg von 1951 bis 1956 wurde nochmals Porphyrtuff aus dem Zeisigwald verwendet. In den Folgejahren wurde dieser jedoch zunehmend vom Rochlitzer Porphyrtuff verdrängt. Bereits 1965 wurde mit der Verfüllung des Beutenbergbruches begonnen. Nachdem sich im 1902 stillgelegten zweiten Schotterbruch der Schilfteich, ein beliebter Angelteich unter der Verwaltung des Anglerverbandes, gebildet hatte, wurde ab 1970 auch dieser Bruch verfüllt. Lediglich der dritte Schotterbruch blieb unverfüllt und bildet heute den Bruchteich. Bis zu einer rapiden Verschlechterung der Wasserqualität in den 1970er-Jahren wurde dieser als wildes Naturbad genutzt. Diese Verschlechterung der Wasserqualität ist vor allem auf die zu dieser Zeit eröffnete Mülldeponie Weißer Weg sowie das Verkippen von Müll in die benachbarten Steinbrüche zurückzuführen.
Ein letzter verbleibender Bruch zwischen Fuchsberg und Engelshalde förderte noch bis in die 1980er Jahre als PGH Bauhütte, Abteilung Naturstein, Porphyrtuff zum Wiederaufbau zerstörter Kulturdenkmäler wie der St.-Wolfgangs-Kirche in Schneeberg, bis schließlich die endgültige Schließung erfolgte.
In den 1990er-Jahren wurde im Areal der alten Steinbrüche ein weit verzweigtes Wegenetz angelegt, die Abbruchkanten der einstigen Brüche wurden mit Geländern gesichert und der Fuchsberg zu einem Aussichtspunkt mit Blick über die Stadt Chemnitz und das Erzgebirgsvorland gemacht. Der ehemalige Ratssteinbruch gilt als Flächendenkmal. Das Porphyr-Haus Dresdner Straße 230 wurde saniert und dient heute als Wohnhaus. Die unter Denkmalschutz stehenden Teufelsbrücken sind stark verfallen und vom Einsturz bedroht. 2006 schlug der Chemnitzer Stadtrat vor, die Teufelsbrücken zu sanieren und gemeinsam mit der „Vulkanregion Zeisigwald“ und dem Versteinerten Wald als UNESCO-Welterbe vorzuschlagen. Von diesem Vorhaben kam man jedoch wieder ab. Erst 2008 beschlossen die Stadträte bei der Bundesstiftung Umwelt Fördermittel für die Sanierung zu beantragen. Die Chemnitzer Fasa AG gab bekannt, sich an der Sanierung des Baudenkmales beteiligen zu wollen. Die Sanierung sollte 2009 bis 2010 erfolgen. Bis 2013 wurde jedoch nichts unternommen, inzwischen sind einige Teile der Mauern eingestürzt.

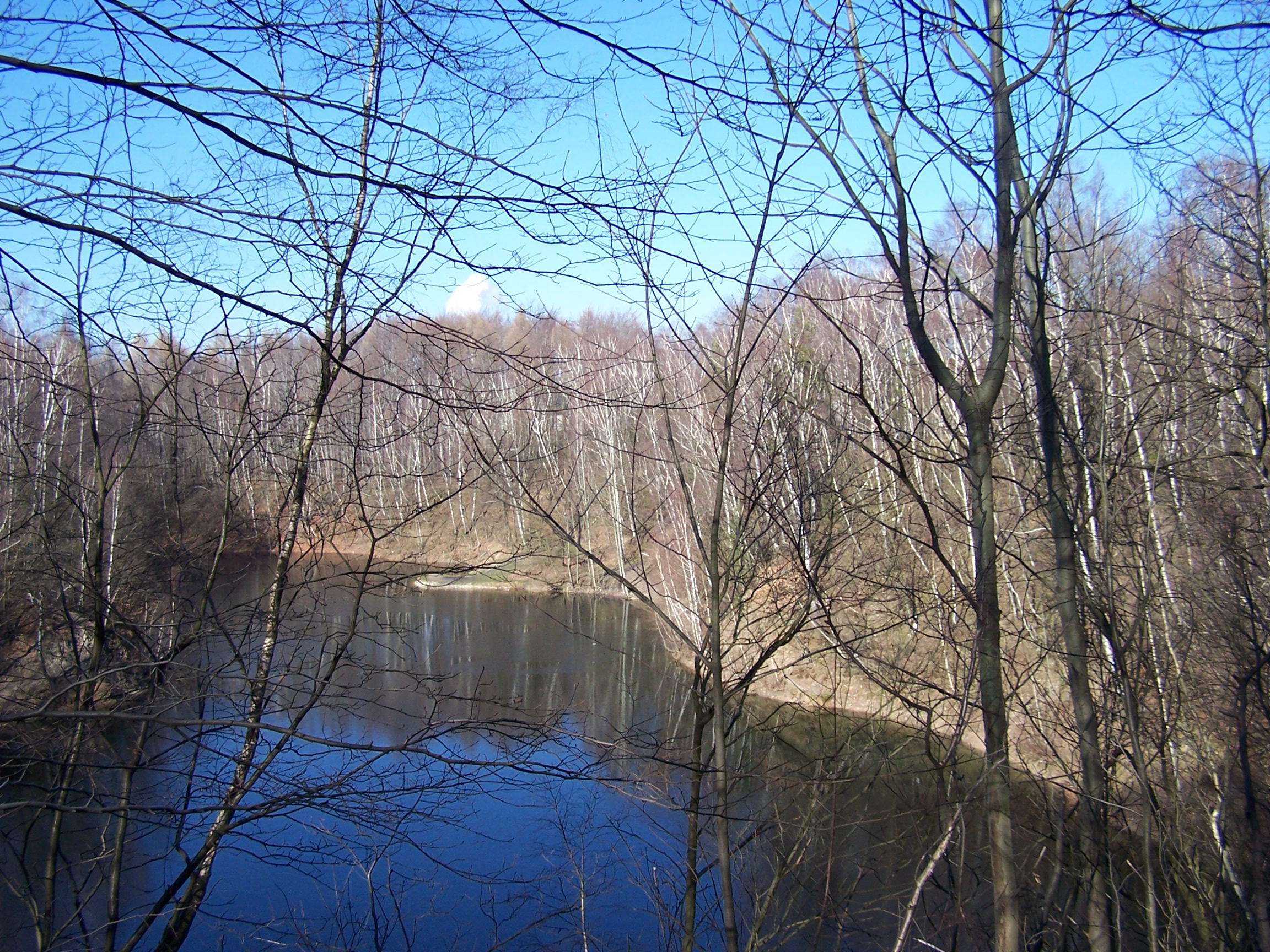
Der Bruchteich
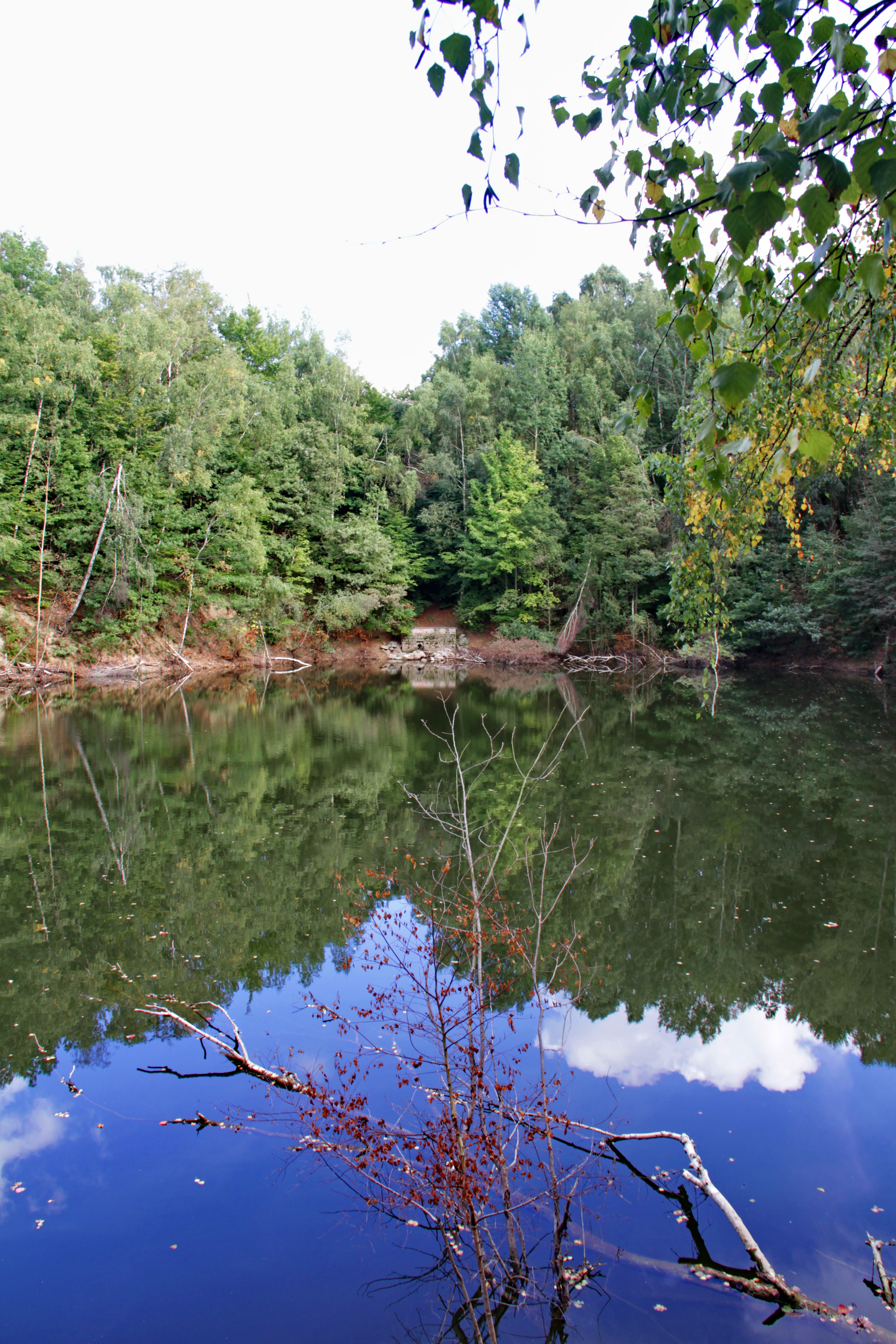
Bruchteich
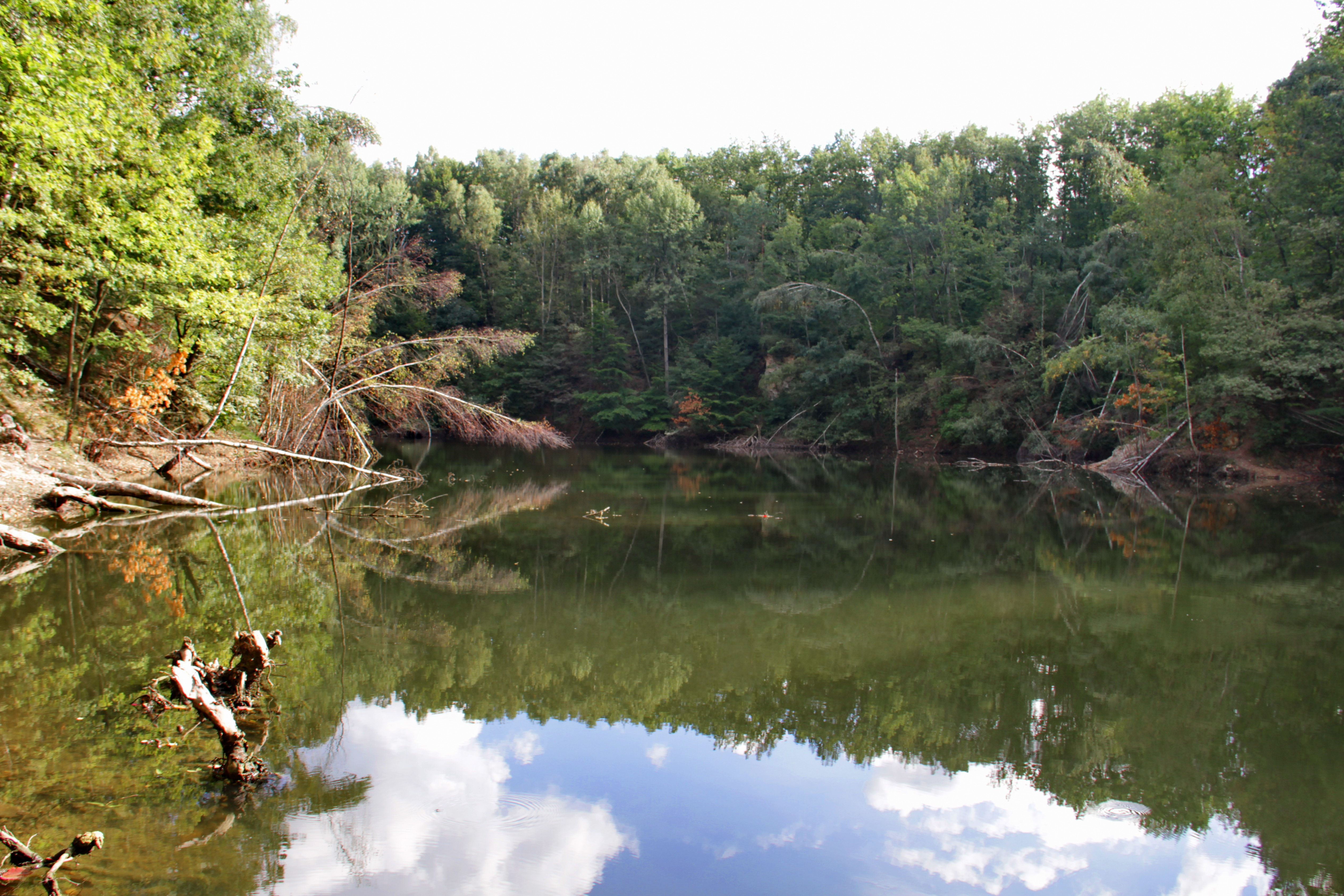
Bruchteich
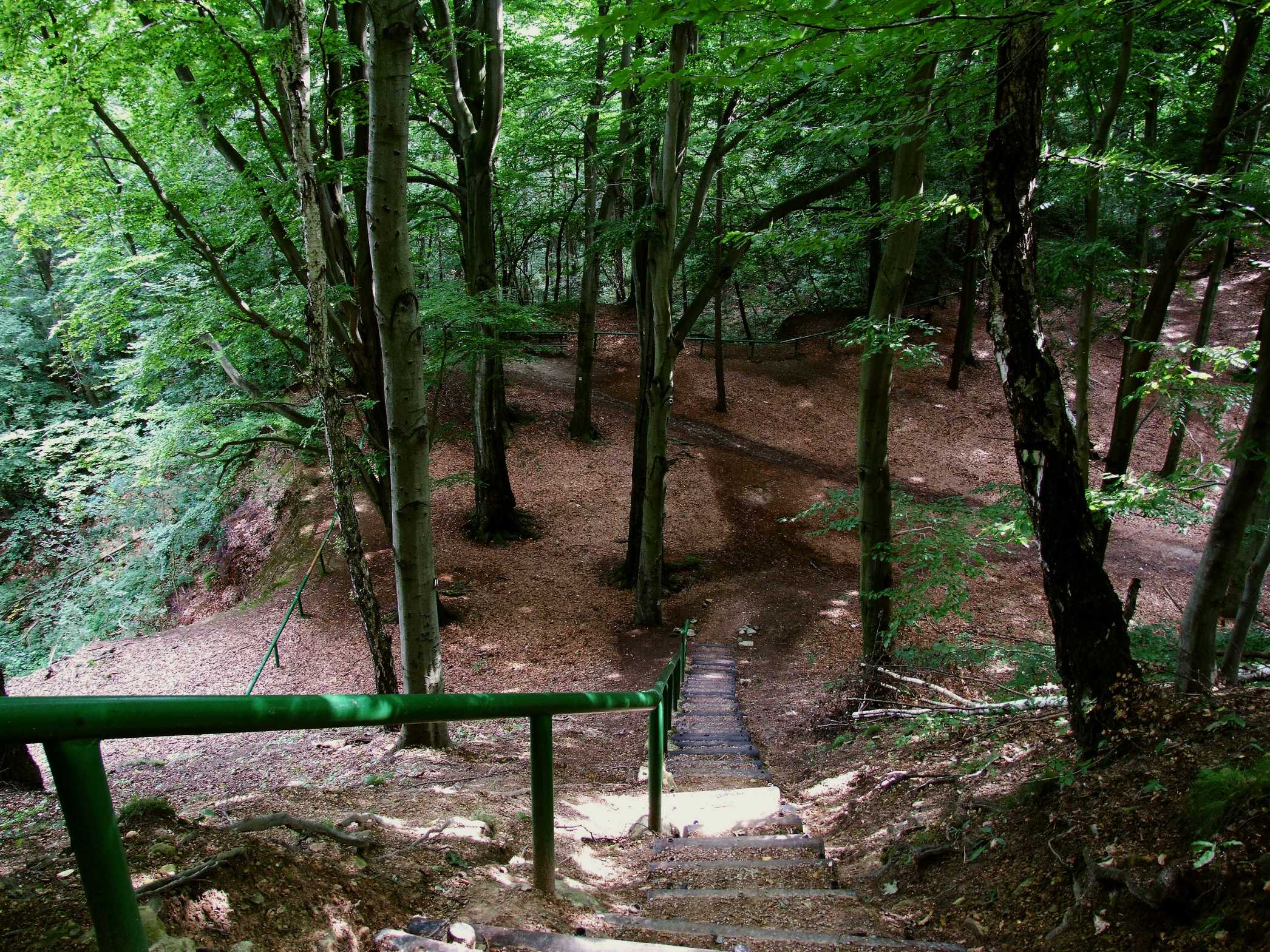
Treppen im Haldengebiet der ehemaligen Steinbrüche
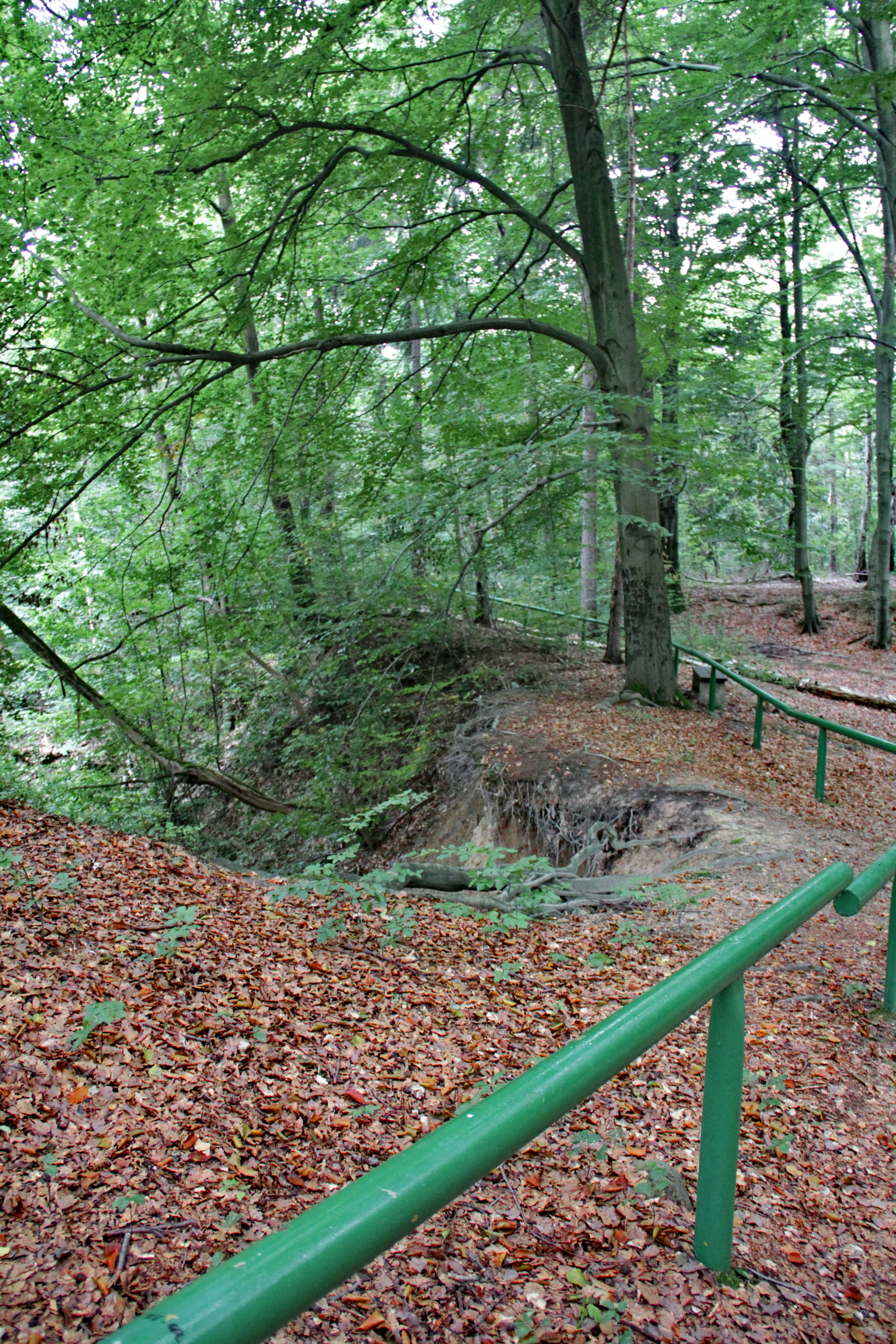
Abbruchkante mit Geländer
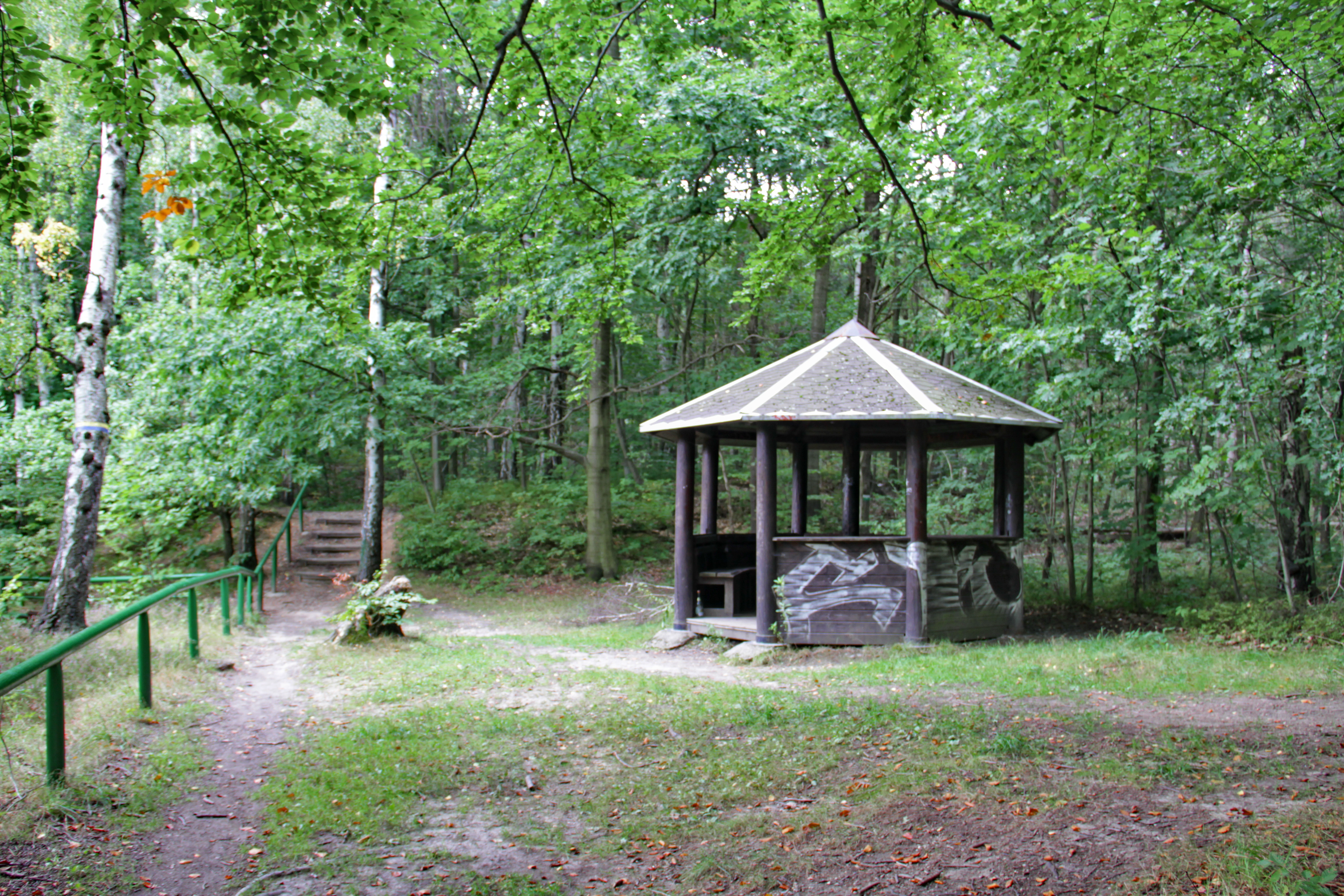
Schutzhütte in den alten Steinbrüchen
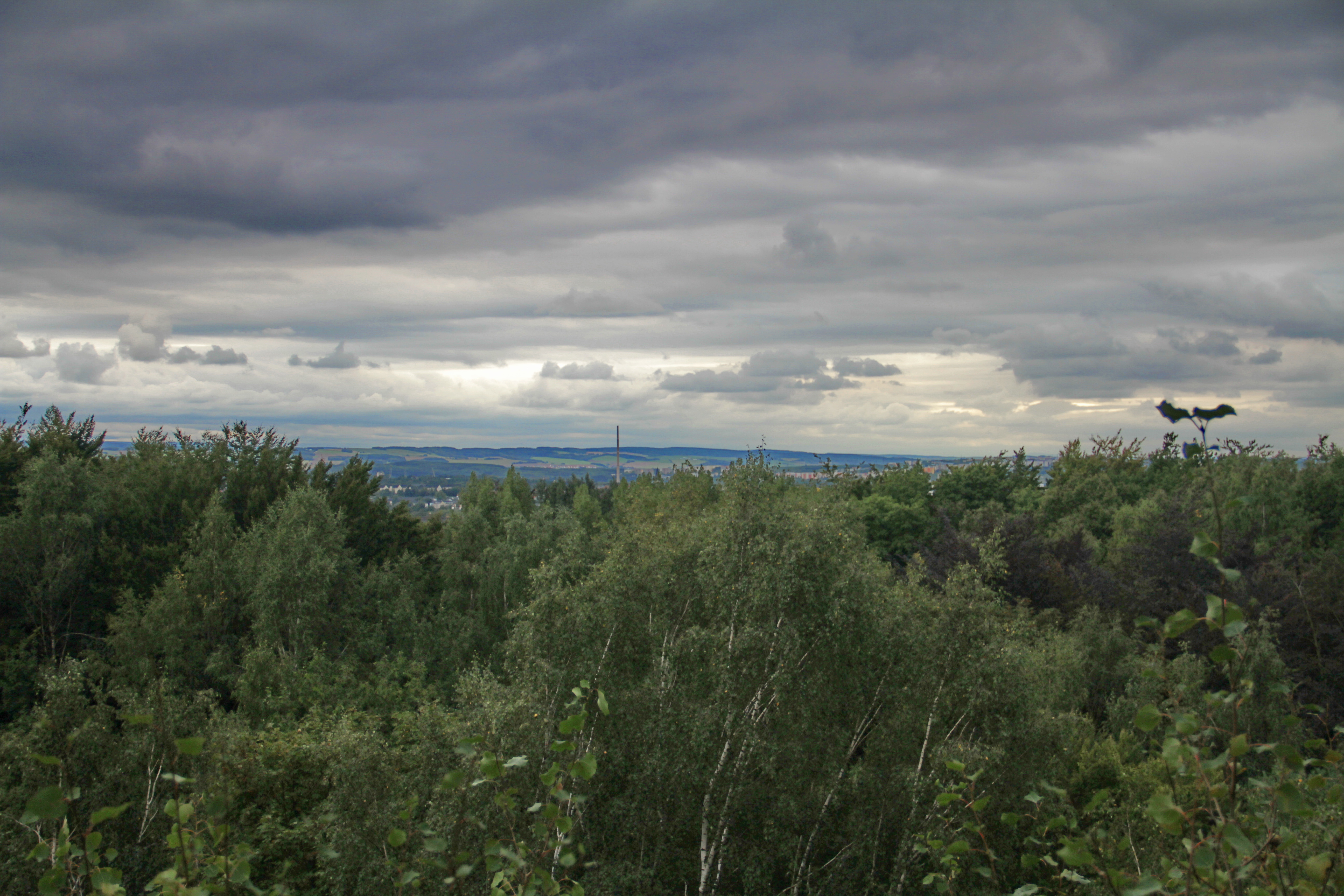
Blick vom Aussichtspunkt Fuchsberg über die Stadt
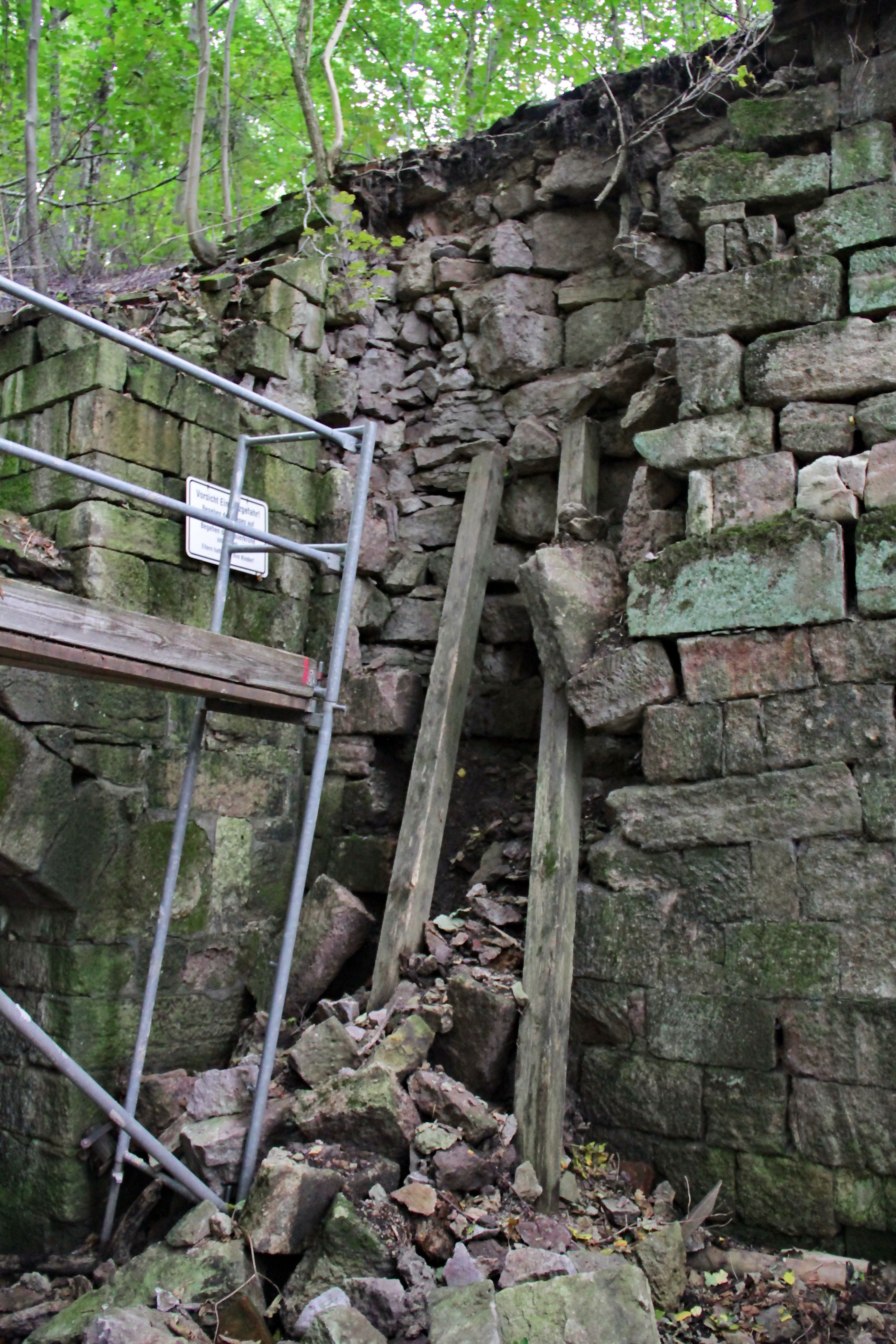
Einstürzende Teufelsbrücken
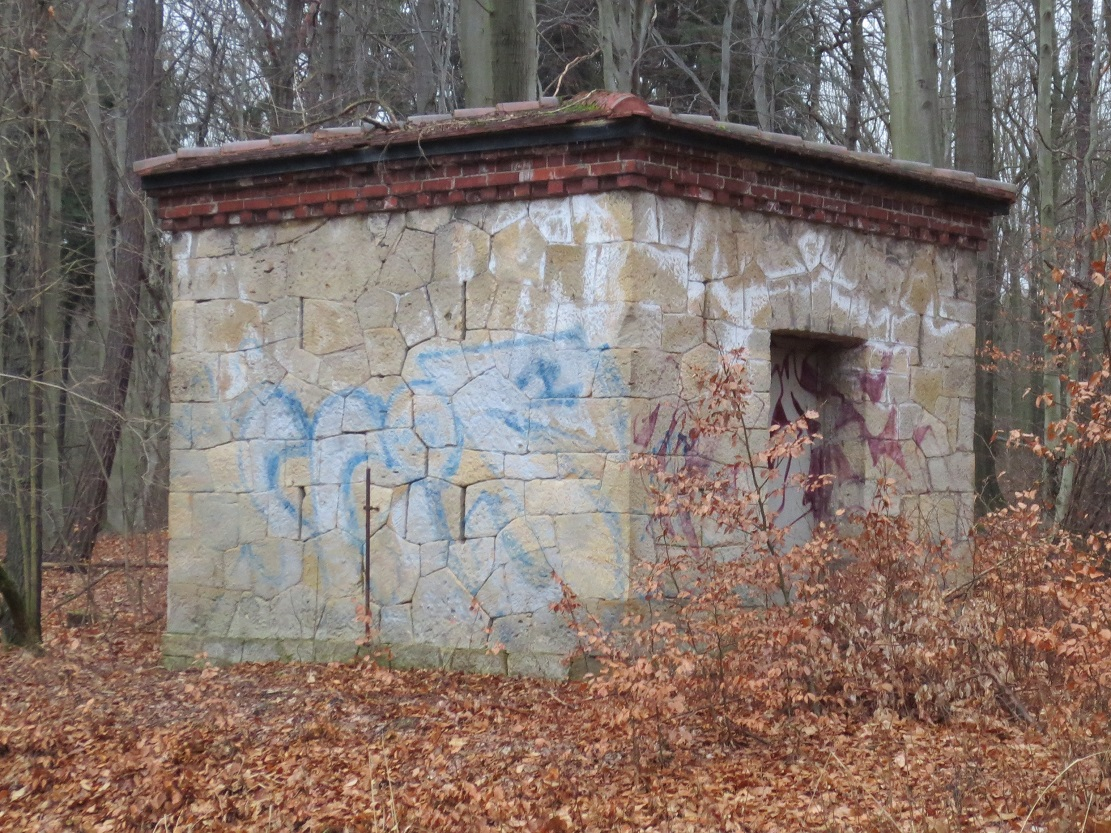
Pulverhaus am Steinweg

### Naherholungsgebiet
Als Naherholungsgebiet dient der Zeisigwald erst ab Ende des 18. Jahrhunderts. Der „Sächsische Jakobsweg an der Frankenstraße“ verläuft durch den Zeisigwald.

#### Waldpark im westlichen Zeisigwald
Bereits vor 1774 berichtete der Stadtchronist Carl Lehmann von der Goldbornquelle als öffentlichem Vergnügungsort, an dem die Bürger im geselligen Kreise Kaffee mit dem wohlschmeckenden Wasser der Quelle kochten. 1795 wurde dann an der Quelle des Goldborns, eines Zuflusses des Blaubornbaches, eine Sitzgruppe sowie eine steinerne Einfassung der Quelle mit angehängtem Schöpfgefäß und ein steinerner Kochherd errichtet. Bis dahin diente diese als Teil der Chemnitzer Trinkwasserversorgung. Doch bereits 1826 führte das ausufernde Volksvergnügen im Zeisigwald zu einem Stadtratsbeschluss, der es den Bürgern bei „Arretur und Strafe“ verbot, den Wald zu betreten. Dieses Verbot war jedoch nicht von Dauer. Bereits 1870 kam am Goldborn ein künstlicher Felsen, der Goldbornfelsen hinzu. (Dieser ist jedoch inzwischen verwittert und zerfallen.) Später wurde an der Quelle ein kleiner Teich angestaut. Ab dem Ende des 19. Jahrhunderts begann eine gezielte Umgestaltung des westlichen Zeisigwaldes zum Naherholungsgebiet. 1894 wurde eine ausgedehnte Waldspielwiese angelegt. 1900 wurde der Blaubornbach unweit des Goldbornes und der Waldspielwiese zum Blaubornteich angestaut, 1911 wurde er weiter westlich ein zweites Mal angestaut und der Engelmannteich angelegt, zwischen den beiden Teichen bildet eine weitere kleine Staustufe den Weberteich. Am Engelmannteich gab es eine Gartenwirtschaft mit Gondelbetrieb, im Winter diente er als städtische Eislauffläche. Ab 1907 begann der Gartenarchitekt und damalige Stadtgartendirektor Otto Werner mit den Planungen für einen Waldpark. Auch die Waldspielwiese, die Zeisigwaldschänke und die Teiche am Gold- und Blaubornbach, wurden in diese Planungen mit einbezogen. Geplant wurden außerdem zahlreiche neue Wege sowie künstliche Windungen und teichartige Weitungen an den Bächen. Am Waldrand sollte ein großzügiger Eingangsbereich entstehen. Am 5. November 1907 wurden die Planungen im Stadtrat als Gärtnerische Umgestaltung eines Teiles des Zeisigwaldes und gärtnerische Anlagen am geplanten Licht- und Luftbad beschlossen. Als Kosten wurden drei Jahresraten zu je 6.000 RM (heute insgesamt 132.900 Euro) veranschlagt. Bereits 1908 begannen die Bauarbeiten am Goldborn, 1909 wurde das Zeisigwaldbad mit zwei Becken neben der Waldspielwiese errichtet. Für 1909 und 1910 wurden jedoch die geplanten 6.000 RM vom Stadtrat nicht bewilligt, sodass der Waldpark nicht weitergebaut werden konnte. Daher wurde 1910 eine weniger aufwändige Planvorlage erstellt. Doch auch diese wurde vom Stadtrat abgelehnt, diesmal mit der Begründung eines zu großen Eingriffes in den Waldcharakter. 1911 konnte dann eine stark vereinfachte Form der ursprünglichen Waldparkplanung beschlossen und auch ausgeführt werden. In den 1950er-Jahren wurde ein „Erholungs- und Volkssportpark“ geplant, zu dessen Umsetzung es jedoch nicht kam. Auf der ehemaligen Waldspielwiese befindet sich auch heute noch ein großer Spielplatz. Der Engelmannteich wurde ab 1975 durch den Erweiterungsbau der Molkerei verkleinert.

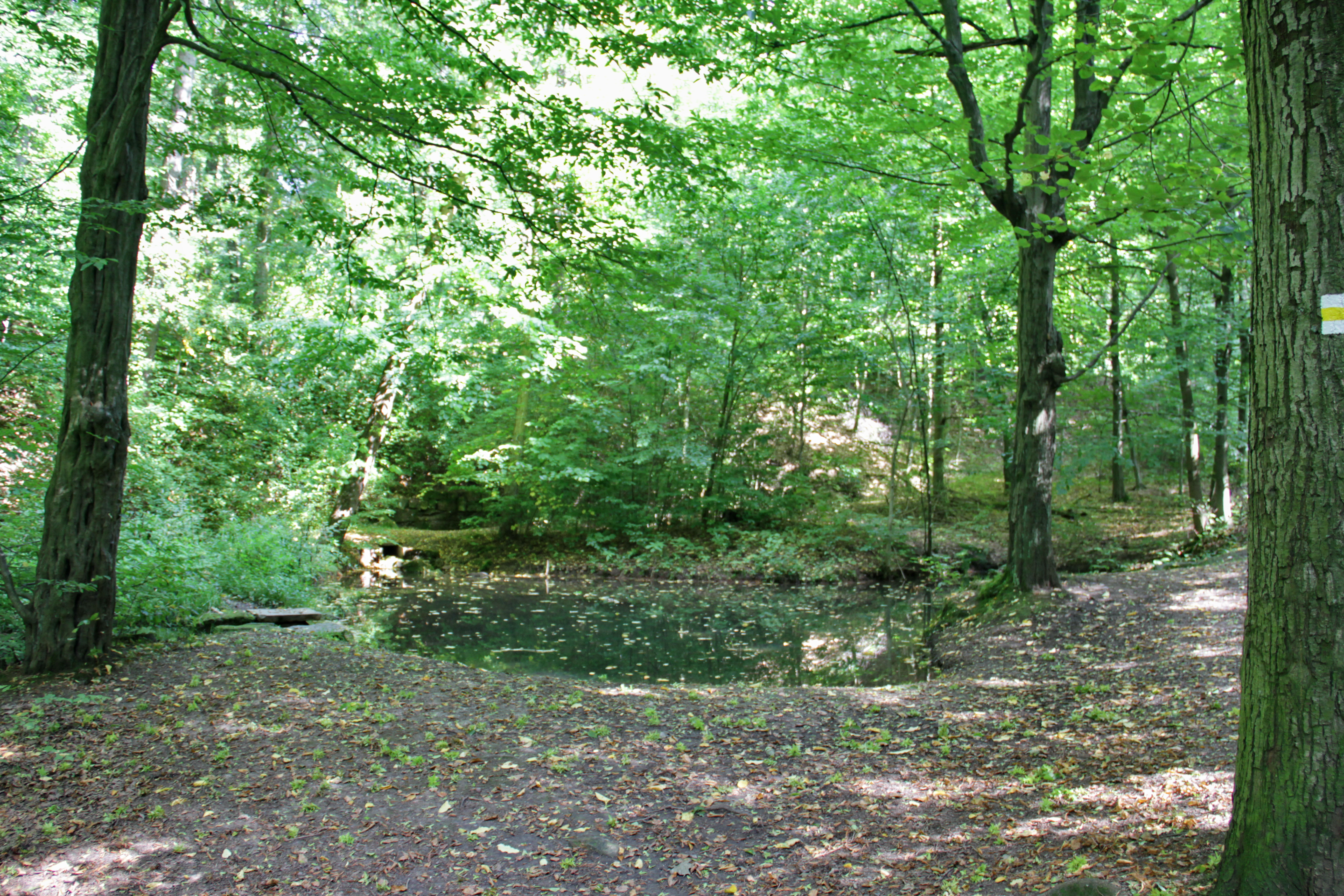
Goldborn
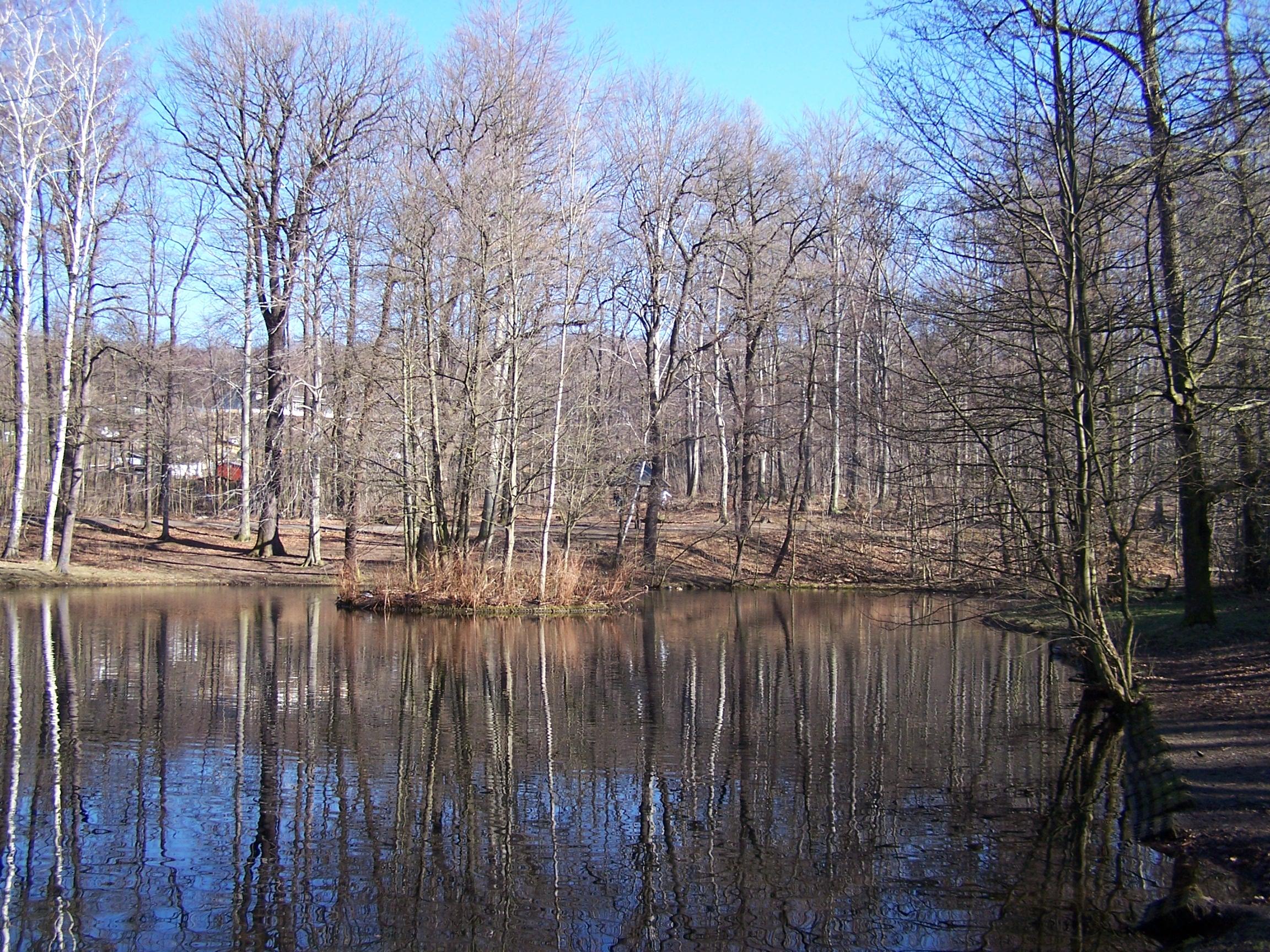
Blaubornteich
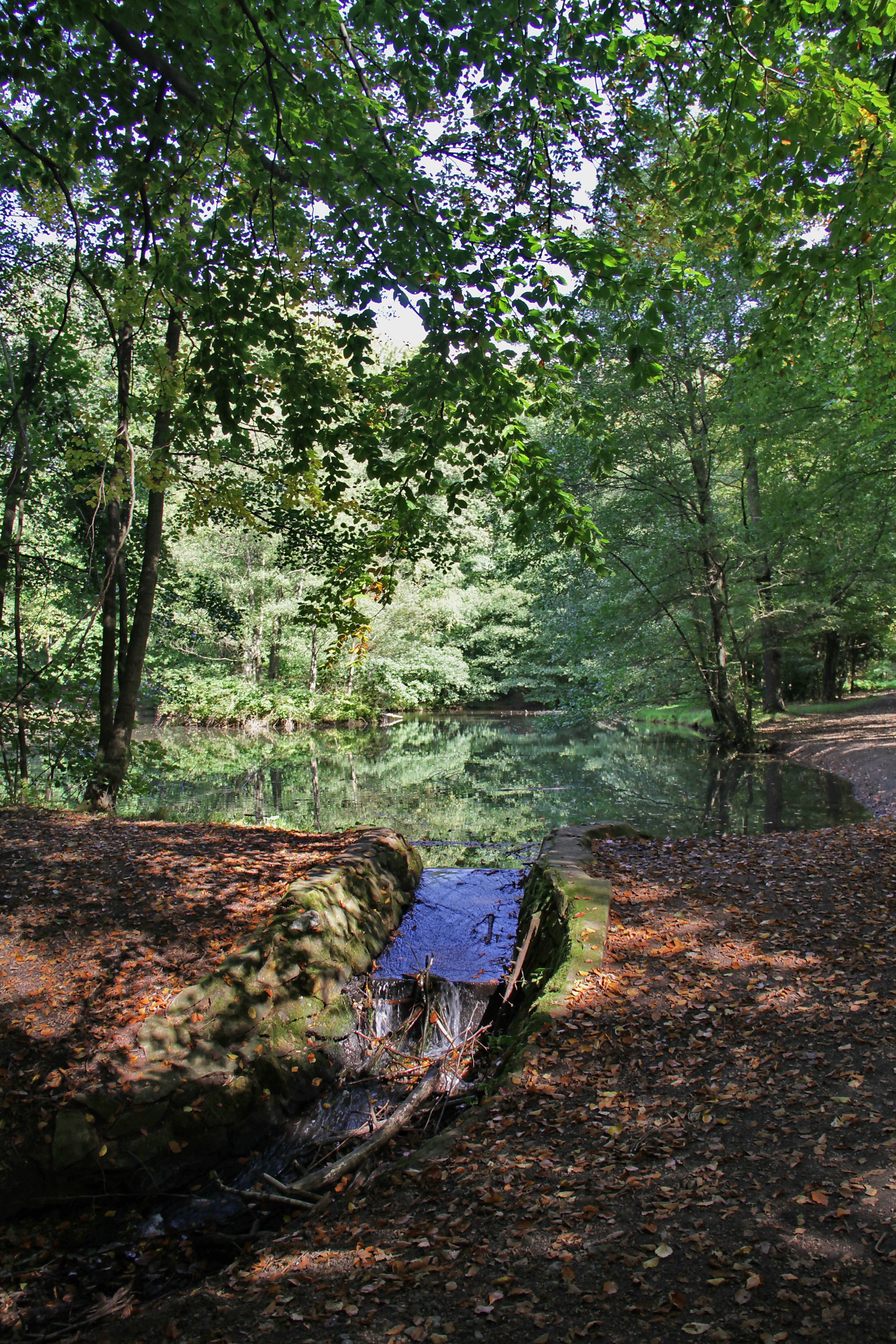
Blauborn- teich
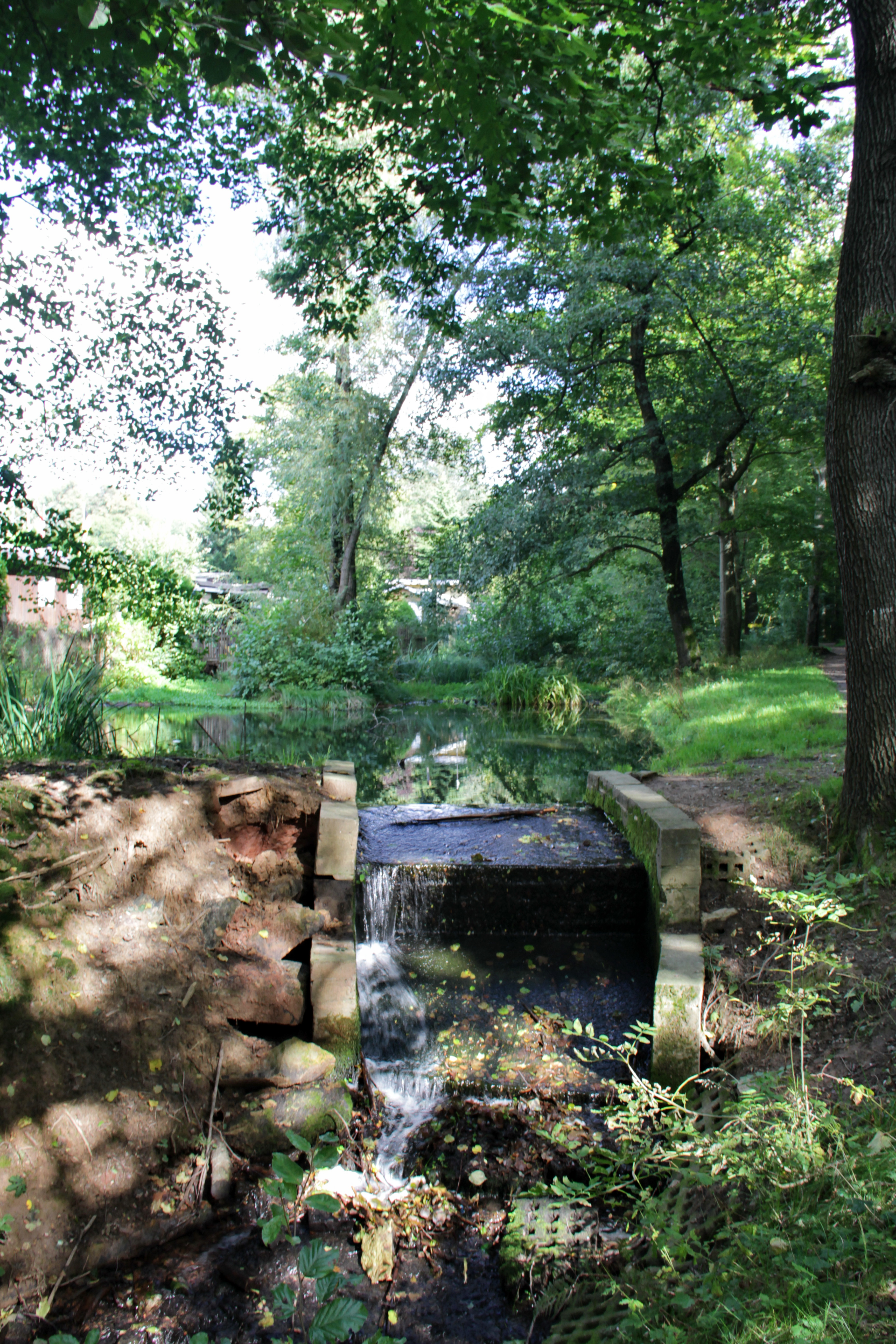
Weberteich
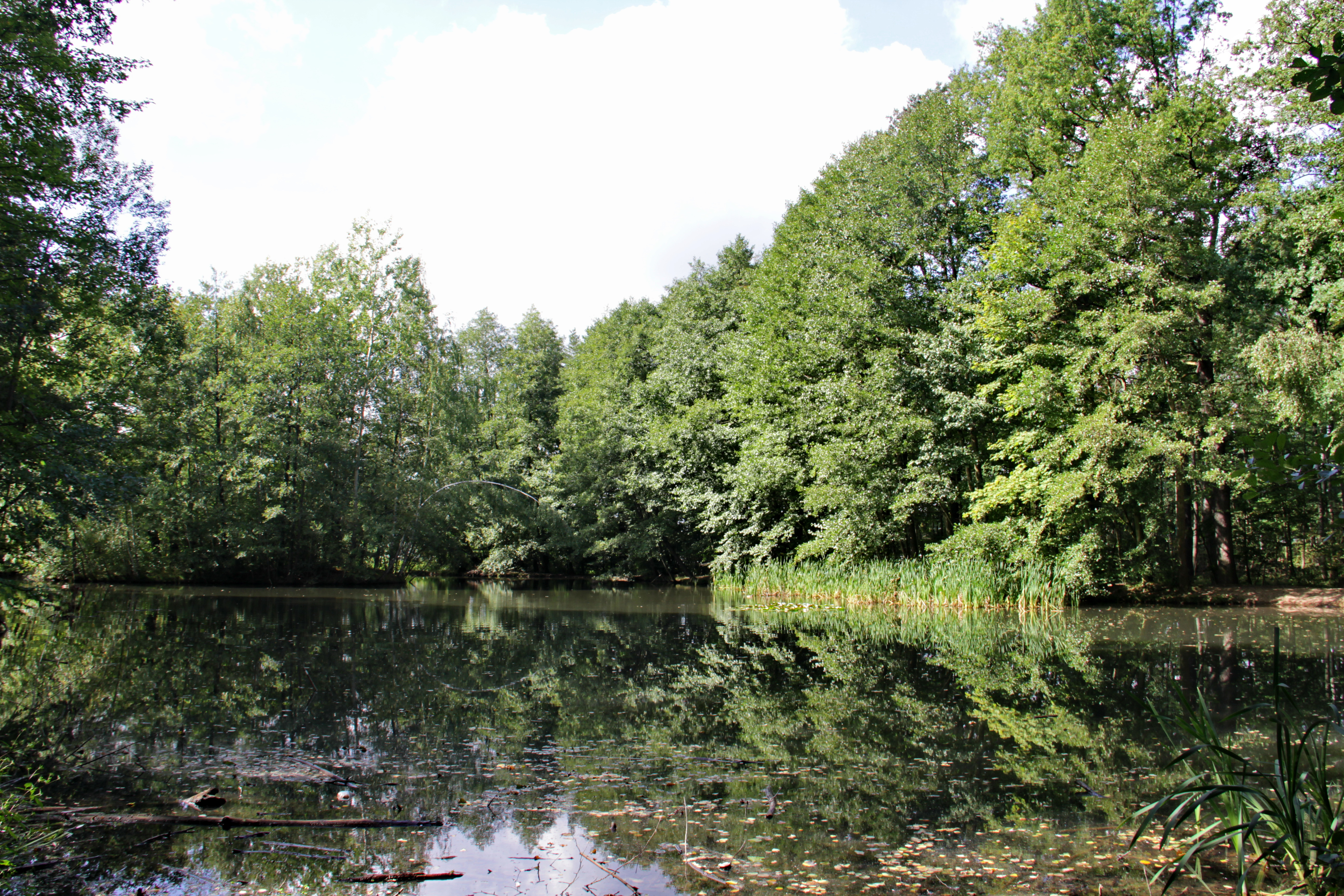
Engelmannteich
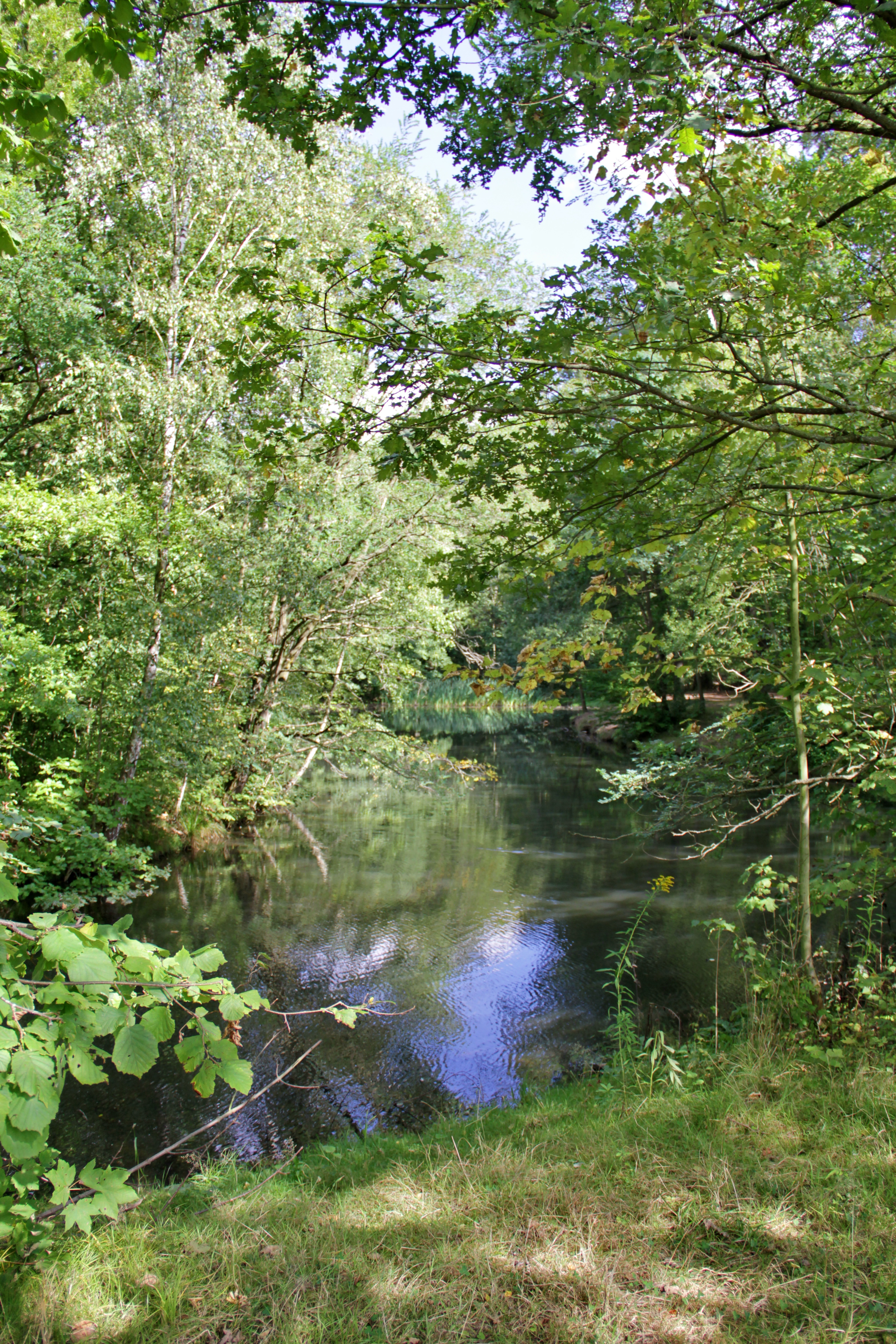
Engelmann- teich
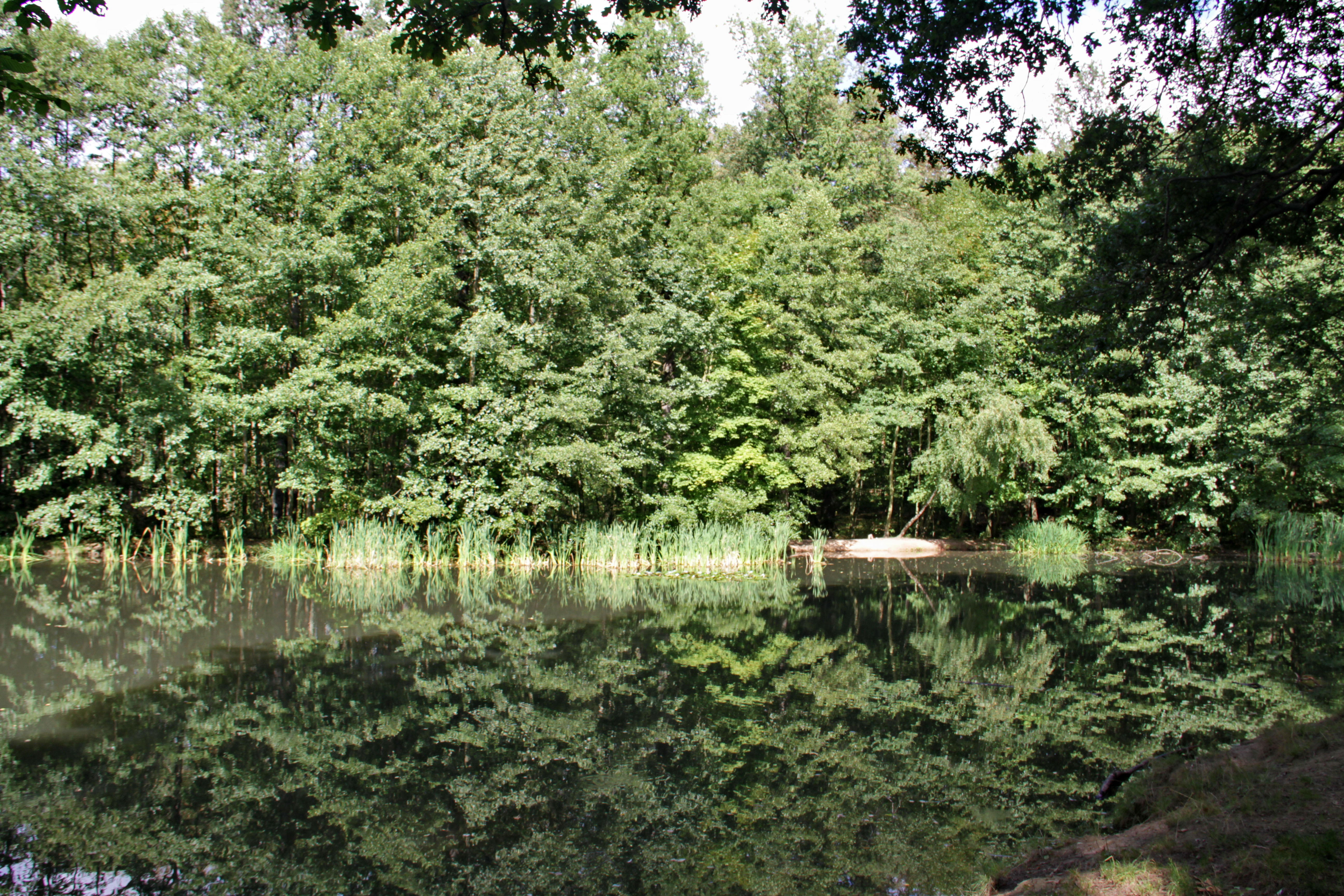
Engelmannteich

#### Historische Ausflugslokale
Ende des 19. Jahrhunderts und Anfang des 20. Jahrhunderts wurden im Zeisigwald drei Gasthäuser errichtet: die Beutenbergbaude, die Zeisigwaldschänke und die Heideschänke.

##### Die Beutenbergbaude und der Beutenbergturm
1887 wurde auf dem Beutenberg ein Turm errichtet. Der 25 m hohe, hölzerne Aussichtsturm mit seiner 25 m² großen Aussichtsplattform wurde am 11. September 1887 eröffnet. Die Plattform konnte über 137 Stufen erreicht werden und bot bis zu 30 Personen Platz. Bis dahin war der 418,25 m hohe Gipfel des Beutenberges bei der Chemnitzer Stadtbevölkerung weitestgehend unbekannt. Für den Bau des Turmes wurde vom Königreich Sachsen eigens ein Flurstück 200 m nordöstlich des Gipfels bereitgestellt, die Besitzer der angrenzenden Steinbrüche unterstützten den Bau mit kostenlosen Steinlieferungen für den Turmunterbau. Der eigentliche Turm wurde aus Holz errichtet. Die Baukosten betrugen 2.882 RM (heute etwa 25.250 Euro), Architekt war Hugo Duderstaedt. Eintrittskarten für den Turmaufstieg kosteten 10 RPf, Bauherr und Betreiber war der Chemnitzer Erzgebirgsverein, der den Beutenberg als seinen Hausberg ansah. Zusätzlich wurden im gesamten Zeisigwald Wegbeschilderungen und Bänke aufgestellt. Bereits am ersten Tag wurden bereits 1.415 Besucher gezählt, im darauffolgenden Jahr besuchten 5.464 Menschen den Turm. Da der Turm jedoch genau in Schussrichtung der etwa einen Kilometer entfernten Schießplätze an der Heideschänke lag, durfte der Turm nicht jeden Tag bestiegen werden. Nachdem Kugeln vom Schießplatz den Turm getroffen hatten, war er ab 1891 nur noch an Sonn- und Feiertagen zur Besteigung freigegeben. Trotzdem bestiegen bis 1909 über 150.000 Besucher den Turm. Bei gutem Wetter waren von der Turmspitze aus der Fichtelberg und die Stadt Leipzig zu sehen.
Der angestrebte Bau eines Gasthauses wurde durch die königlich sächsische Forstverwaltung untersagt. Weitere Pläne wurden durch den Ersten Weltkrieg vereitelt. Erst 1921 konnte ein provisorisches Ausflugslokal in Betrieb genommen werden. Hierzu wurden kurzerhand drei alte Militärbaracken nebst 11.350 m² Gelände für 8.000 Mark (heute etwa 1.810 Euro) erworben. Die Baracken hatten bis 1918 als Außenstelle des Kriegsgefangenenlagers in Ebersdorf gedient und beherbergten die Kriegsgefangen, die im Steinbruch arbeiten mussten. 1921 wurde dort ein großes Wald- und Heimatfest veranstaltet, dessen Erlös dem Bau eines Gasthauses zugutekommen sollte. Mit dem Geld konnte 1922 ein weiteres 9.350 m² großes Areal inklusive des Beutenberggippfels und des angrenzenden Steinbruches erworben werden. Der Rest des Geldes ging 1923 durch die Inflation verloren. Durch den Kauf des Areals konnte der Erzgebirgsverein den Beutenberg vor der Abtragung durch die umliegenden Steinbruchbetriebe bewahren. Die Baracken wurden zu dieser Zeit ebenfalls vom Chemnitzer Kletterverein als Vereinslokal genutzt. In den angrenzenden Steinbrüchen fanden regelmäßig Klettervorführungen statt. Im Sommer gab es auf dem Gelände Pfadfinder-Zeltlager.
1925 wurde mit konkreten Planungen zum Bau eines Gasthauses begonnen. Am 7. April 1927 erfolgte der erste Spatenstich, bereits am 16. Oktober konnte das im Fachwerkstil errichtete Berggast- und Unterkunftshaus Beutenbergbaude eröffnet werden. Finanziert wurde der Bau aus Sparkassengeldern. Im Sommer wurde die Baude von Wanderern und Spaziergängern besucht, im Winter diente sie als Ausgangspunkt für Skifahrer auf der Skiwiese an der Dresdner Straße. Auch eine zweispurige Rodelbahn mit Sprunghügel zog sich im Winter vom Beutenberg aus durch den Zeisigwald Richtung Stadt. Diese war abends elektrisch beleuchtet. Um 1930 widmete der erzgebirgische Mundartdichter Max Wenzel dem Beutenberg mit seinem Gasthaus und dem Aussichtsturm das Lied „Uner Beutenbarg!“, das die gleiche Melodie hat wie Anton Günthers bekanntes Lied „Da Draakschenk“. Sinkende Mitgliederzahlen und steigende Arbeitslosigkeit verringerten um 1930 die Einnahmen des Chemnitzer Erzgebirgsvereins drastisch. Bis 1930 war der Turm bereits so weit verfallen, dass er zwischenzeitlich geschlossen werden musste. Erst 1934 konnte er wiedereröffnet werden. Als 1936 der Erzgebirgsverein Chemnitz Konkurs anmelden musste, ging das gesamte Areal an die Städtische Sparkasse Chemnitz. Der Chemnitzer Kaffeehausbesitzer Michaelis erhielt als Gläubiger den bereits an ihn verpfändeten Aussichtsturm und verkaufte ihn an die Stadt Chemnitz. Auch in dieser Zeit des Besitzerwechsels musste der Turm wegen seines schlechten baulichen Zustandes immer wieder für die Öffentlichkeit geschlossen werden. Lediglich die SA-Funkertrupps durften den Turm mit einer Sondergenehmigung für ihre nächtlichen Übungen besteigen.
Mit dem Beginn des Zweiten Weltkrieges wurde das gesamte Areal um den Beutenberggipfel von der Luftwaffe beansprucht. Diese nutzte den Turm für die Beobachtung des Chemnitzer Luftraumes. In direkter Nähe des Turmes wurde eine Flak-Stellung mit sechs Geschützen errichtet. Die Baude diente als Unterkunft für die Flak-Mannschaften. Trotz alliierter Bombenangriffe auf diese Flakstellung (noch heute finden sich in diesem Waldgebiet zahlreiche Bombentrichter) überstanden Turm und Gasthaus den Krieg nahezu unbeschadet. Nach Kriegsende wurden Zivilisten von den sowjetischen Truppen gezwungen, die zahlreichen Blindgänger in diesem Areal in den Steinbruch zu transportieren. Die Detonationswelle der anschließenden gezielten Sprengung zerstörte die Beutenbergbaude, der Turm wurde nur beschädigt. Irgendwann zwischen 1945 und 1946 verschwand der Turm, die notleidende Bevölkerung nutze ihn und die Reste der Baude als Brennholz. Andere Quellen gehen von einem Abriss auf Befehl der sowjetischen Militäradministration aus.
2005 wurde der Standpunkt des ehemaligen Turmes neu vermessen und mit einem Vermessungspunkt markiert. Am 11. September 2007, 120 Jahre nach seiner Errichtung wurde ein Gedenkstein für den Turm aufgestellt. Ein Freundeskreis ist bemüht, den Turm in naher Zukunft neu zu errichten, aktuell fehlen jedoch die Gelder dafür.

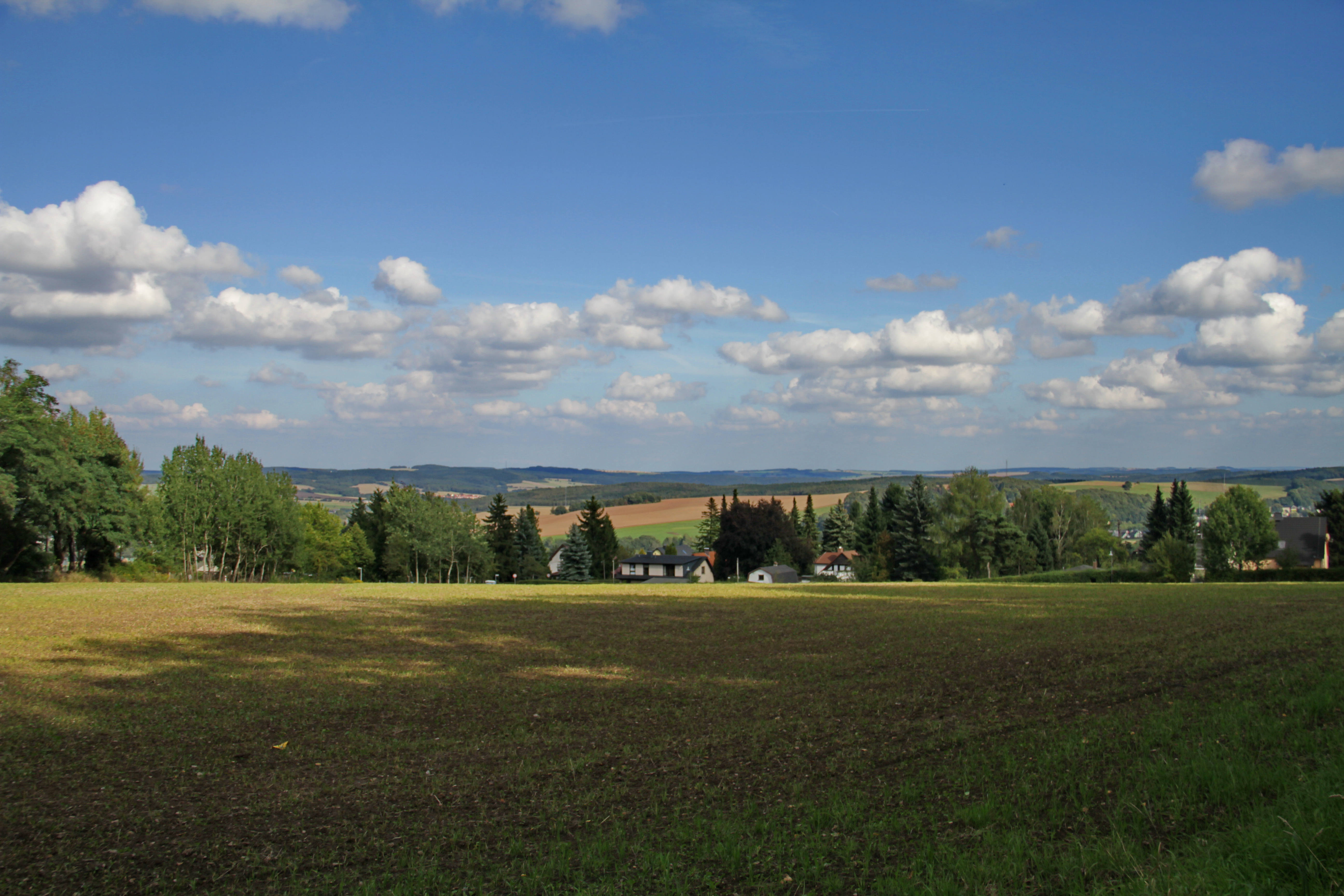
Blick vom Beutenberg ins Erzgebirge
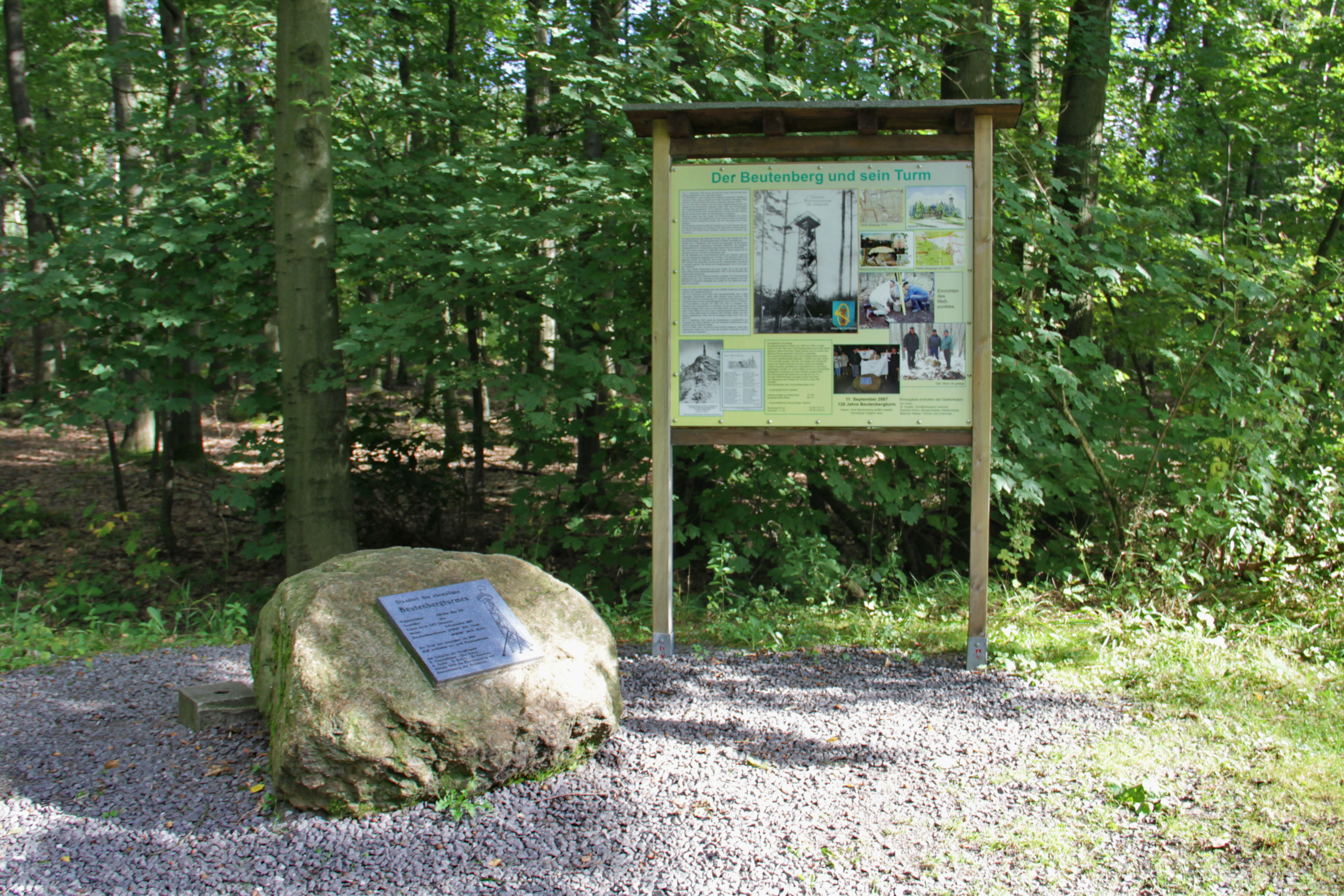
Ehemaliger Standort des Turmes
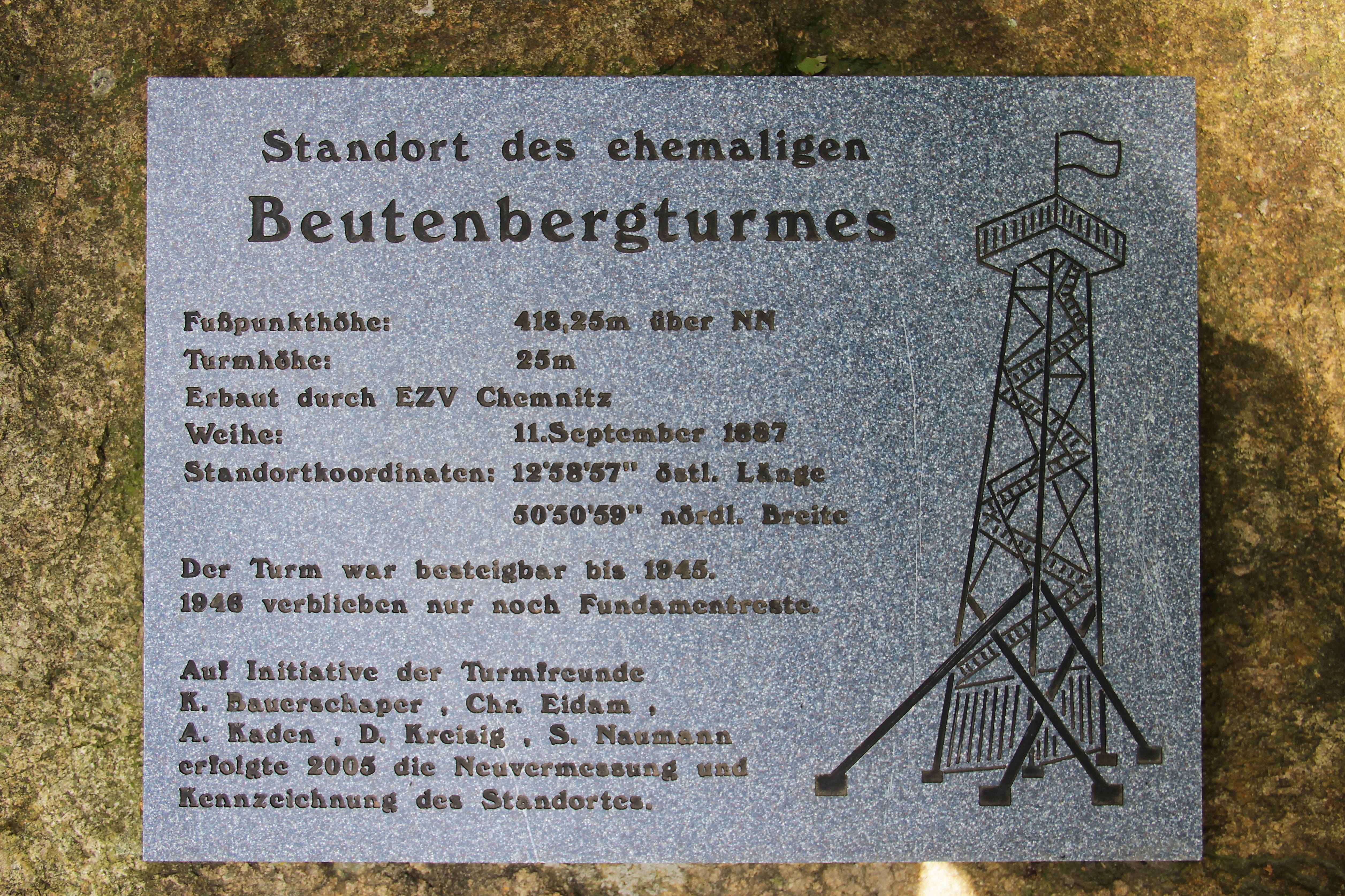
Gedenktafel
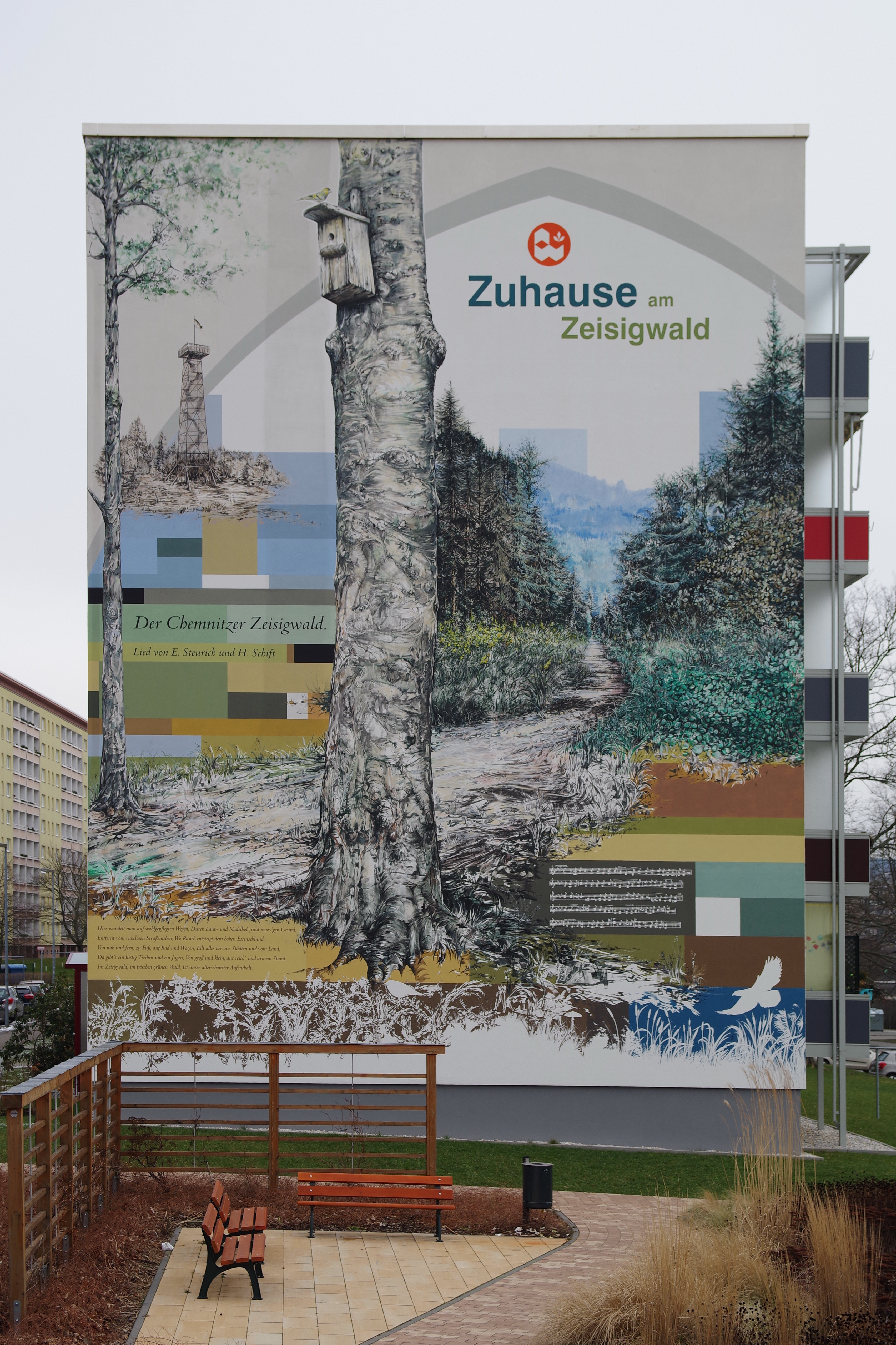
… auf einem Wandbild im Yorckgebiet

##### Die Zeisigwaldschänke
Bereits 1794 ließ der Chemnitzer Ratsherr Johann Georg Treffurth am Standort der heutigen Zeisigwaldschänke eine Kaffeestube errichten und einen mit Gaslaternen beleuchteten Weg dorthin anlegen. An diesem zentral im Zeisigwald gelegenen Ort wurde dann 1899 von der Schloß-Brauerei Chemnitz die Waldschänke eröffnet, nachdem diese das Grundstück ein Jahr zuvor gepachtet hatte. Die Waldschänke wurde nach den Plänen A. Trübenbachs als traditionelle Fachwerkkonstruktion des Heimatstils errichtet. Das unweit des Goldborns und der Waldspielwiese gelegene Ausflugslokal war bei der Bevölkerung sehr beliebt und verfügte auch über einen Konzertpavillon. Ab 1905 wurde das Ausflugslokal als Zeisigwaldschänke von der Stadt Chemnitz übernommen und die Schänke nebst Grundstück 1911 aufgekauft. Unter Stadtbaurat Richard Möbius wurden erste Umbauten vorgenommen sowie eine große Sommerterrasse angelegt. Später verpachtete die Stadt das Objekt. Weitere Um- und Anbauten folgten in den Jahren 1910, 1913 und 1927 durch die Stadt oder den jeweiligen Pächter. 1926 wurde das Ausflugslokal vorübergehend in Wildschänke umbenannt.
Vom Krieg blieb das Gasthaus verschont und war ab 1947 wieder ein beliebtes Ausflugslokal. 1952 wurde der Konzertpavillon geschlossen. Als HO-Gaststätte wurde das Objekt ohne Sanierung heruntergewirtschaftet. Auch wenn die Zeisigwaldschänke 1985 als „typischer Vertreter der Vergnügungsstätten des Proletariats und anderer sozial niedrig stehender Volksschichten in der Zeit des Kapitalismus“ in die Denkmalliste von Karl-Marx-Stadt aufgenommen wurde, musste sie aufgrund des schlechten baulichen Zustandes bereits Ende der 1980er Jahre aus Sicherheitsgründen geschlossen werden.
Anschließend verfiel das Gebäude bis 2002 stark. Aufgrund der Fachwerkarchitektur und des verfallenen Zustandes wurde das Gebäude in der Bevölkerung auch teilweise Altes Hexenhaus genannt. Zwischenzeitlich diente ein auf der anderen Seite des Weges errichteter Flachbau als Ersatz. Ab 2000 wurde mit der Sanierung des unter Denkmalschutz stehenden Gebäudes begonnen. Inzwischen wurde die Zeisigwaldschänke komplett saniert und ist wieder geöffnet. Neben dem Gasthaus befindet sich eine kleine Holzkapelle, die auch für Trauungen genutzt wird. Diese ist eine Rekonstruktion des 1919 vom Architekten Emil Ebert in der Zeisigwaldstraße 76 errichteten Gartenhauses, teilweise mit originalen Balken und Steinen.

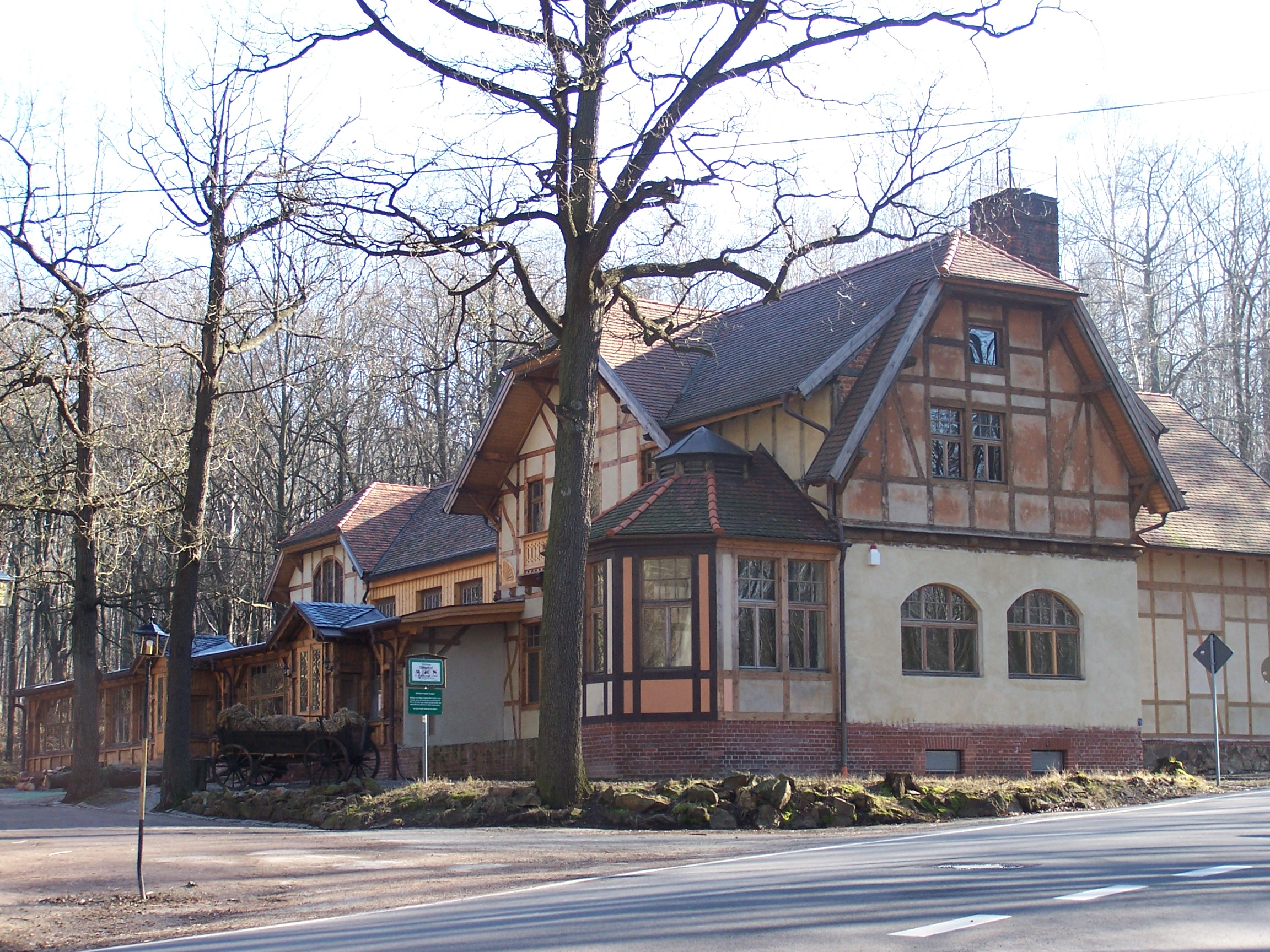
Zeisigwaldschänke 2007
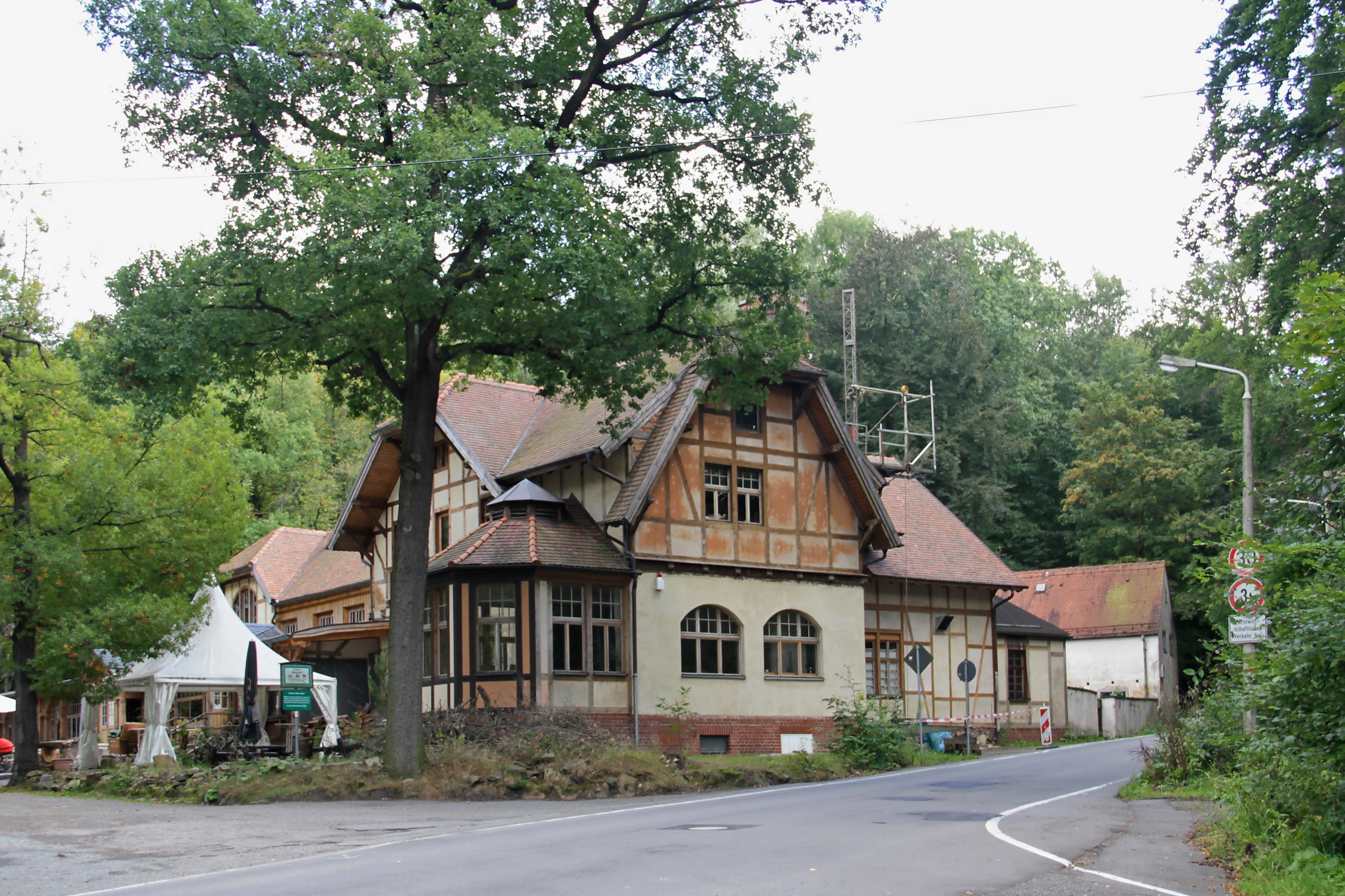
Zeisigwaldschänke 2013
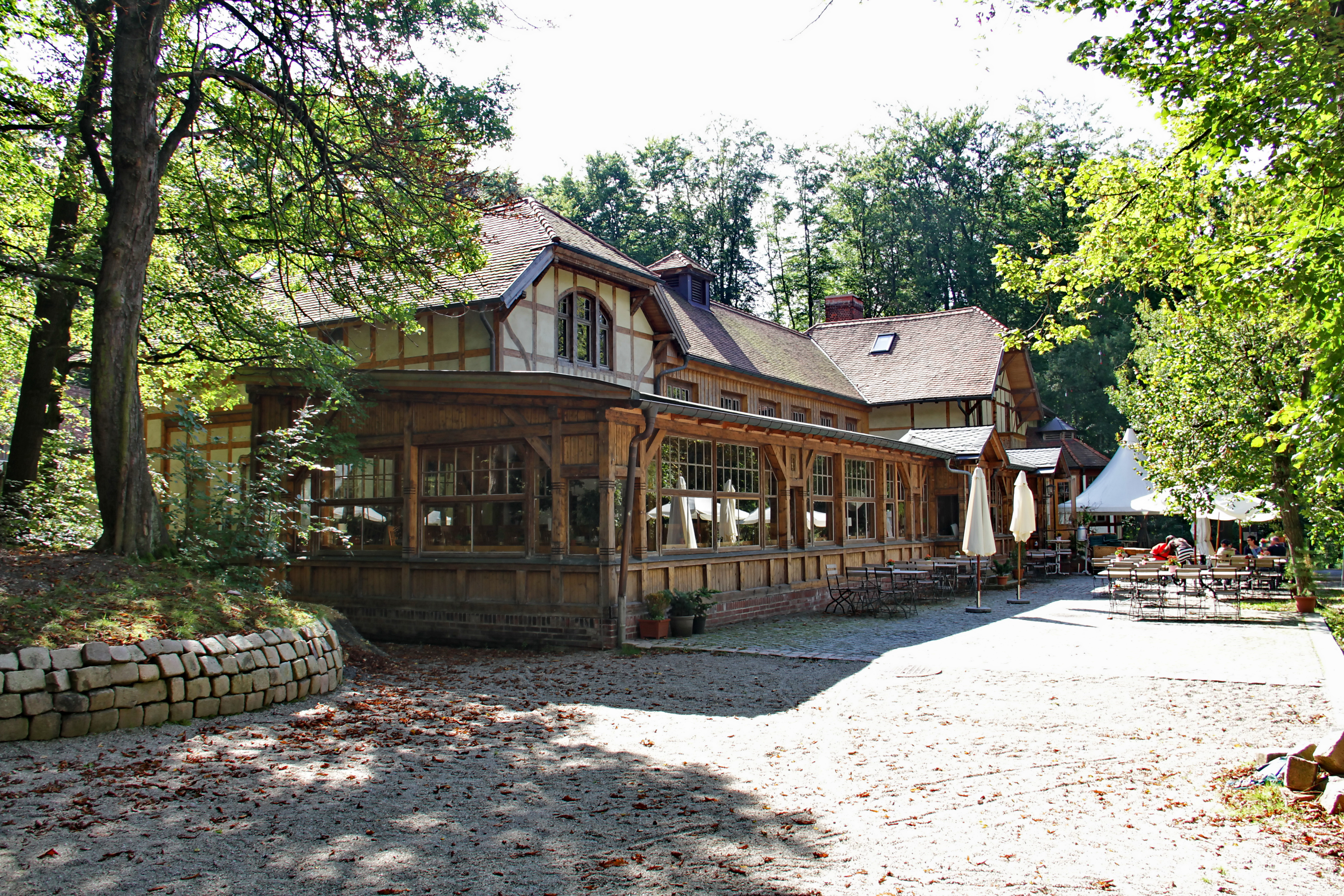
Wintergarten
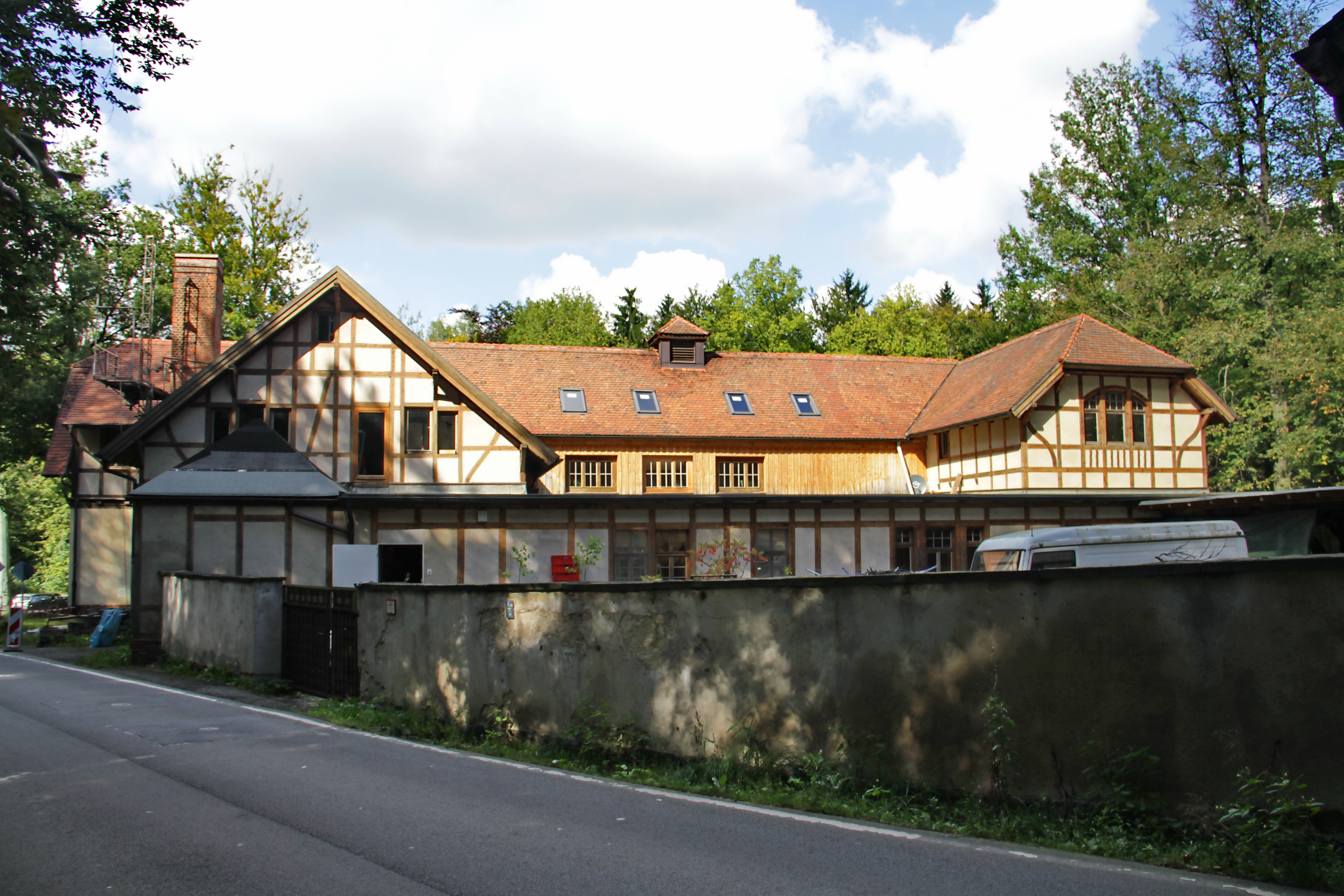
Rückseite
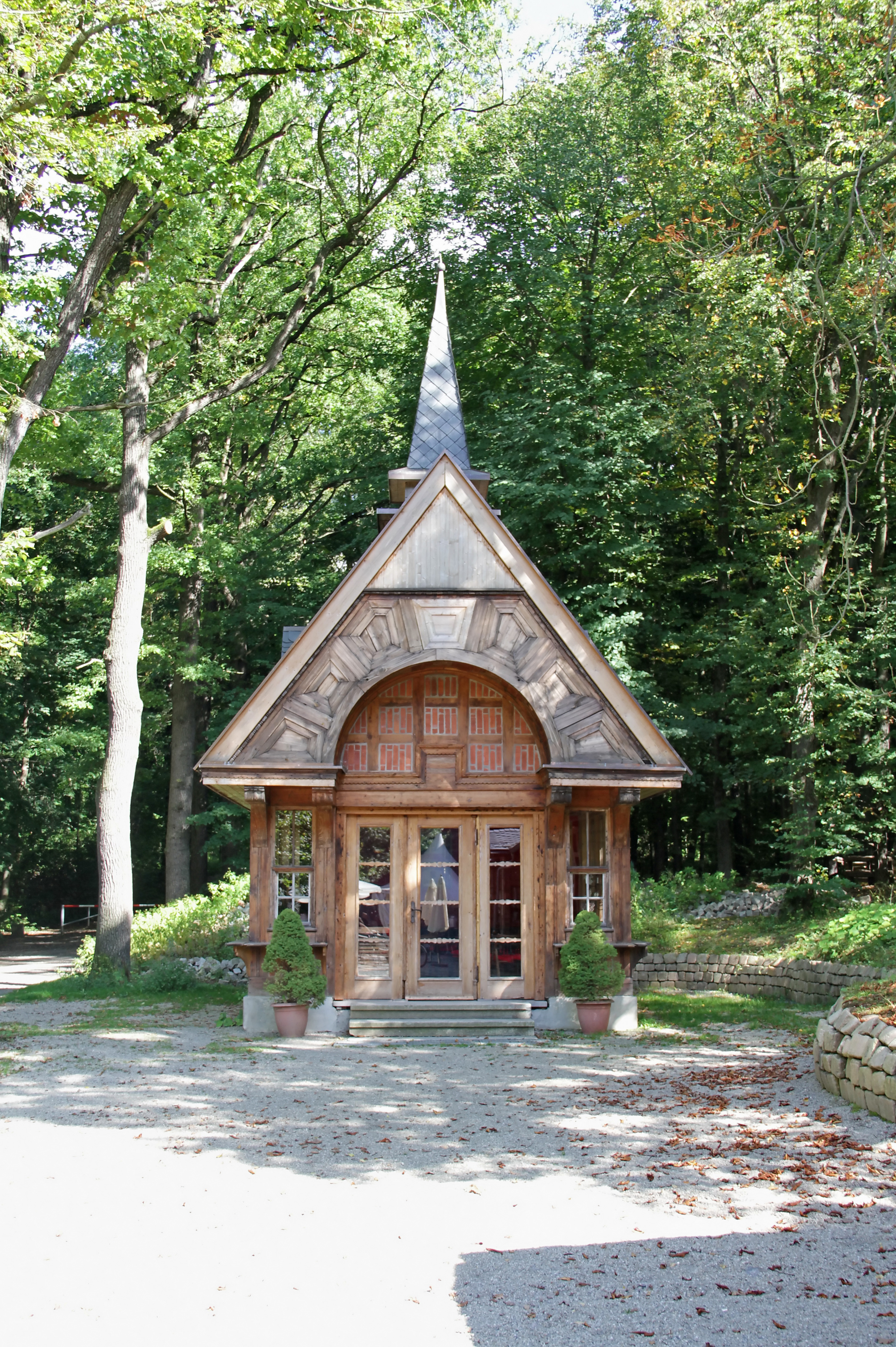
Holzkapelle
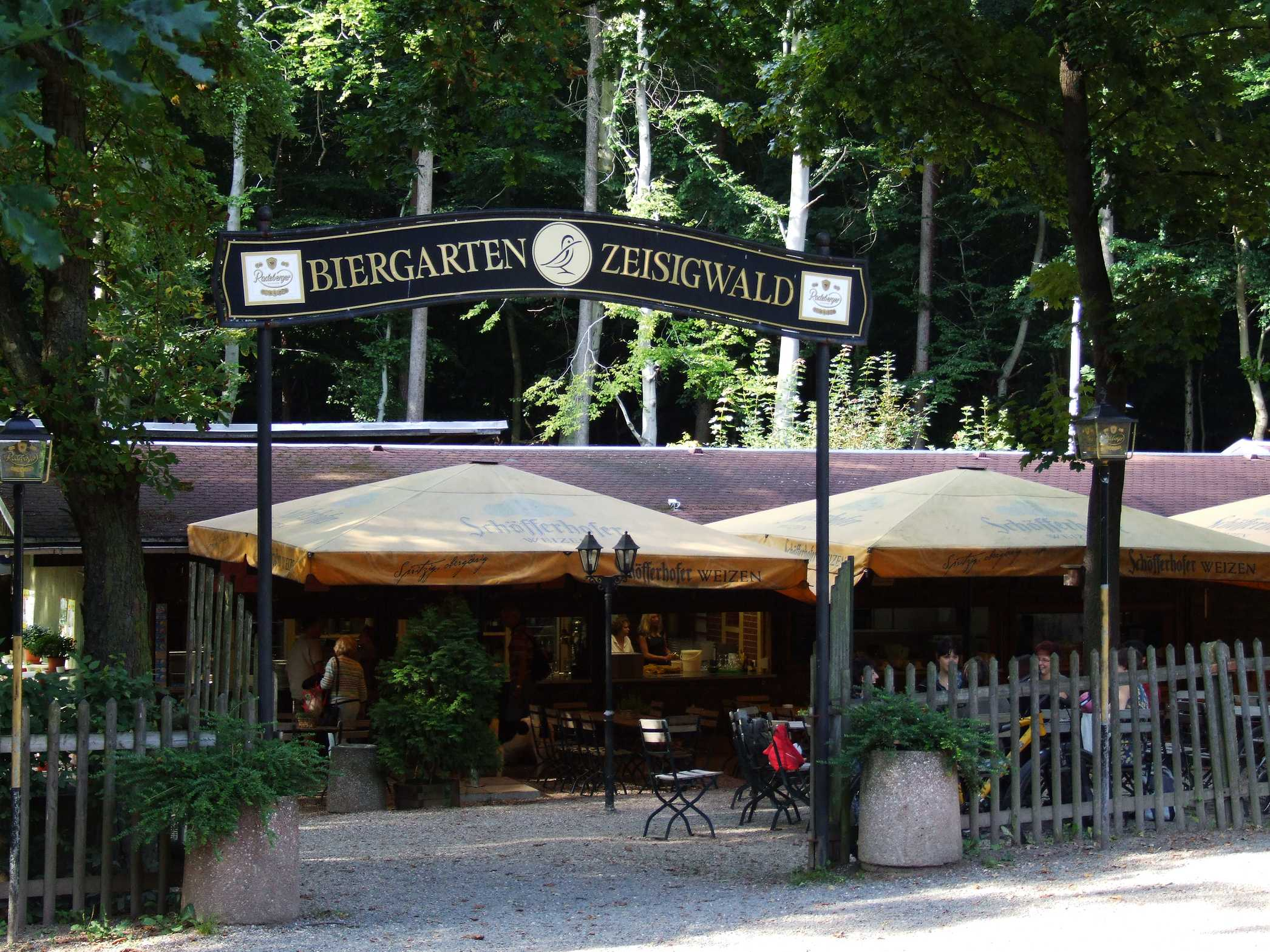
Biergarten an der Zeisigwaldschänke

Notizen:
Dachschindeln für Sanierung: Biberschwänze von der Kaserne Planitzstraße

##### Die Heideschänke
Das Grundstück am südöstlichen Rand des Zeisigwaldes wurde 1905 von der Familie Kölbel bezogen. Zur Versorgung der Forstarbeiter, Spaziergänger und Schießplatzbesucher wurde 1908 die Genehmigung zum „Betrieb einer Schank- und Speisenwirtschaft“ beantragt und 1909 die „Erlaubnis zum Betriebe der Schankwirtschaft einschließlich des Ausschänkens von Branntwein“ bewilligt. 1928 meldete die Familie ihren Schankbetrieb als OHG an. 1929 wurde ein Saalanbau beantragt. Der Biergarten verfügte zu dieser Zeit bereits über 1000 Sitzplätze. Im Zweiten Weltkrieg musste der Schankbetrieb eingestellt werden, Saal und Veranda wurden als Lazarett gebraucht. Anschließend konnte die Familie den privaten Schankbetrieb bis 1960 aufrechterhalten, anschließend musste sie 1962 einen Pachtvertrag mit der Konsumgesellschaft abschließen. 1969 übernahm die Konsumgesellschaft den Betrieb vollständig. Nach der Wende wurde die Heideschänke geschlossen und 1992 an einen Immobilieninvestor verkauft.
1995 konnte der Saal als Tanzhaus und Disko wiedereröffnet werden, 1996 auch das Ausflugslokal nebst Biergarten. Durch Streitigkeiten mit der Bank und nicht ausgezahlte Kredite musste die Heideschänke jedoch Silvester 1997/98 wieder schließen. Nach mehreren Versteigerungen wurde die Heideschänke 2003 wiedereröffnet. Das sanierte Ausflugslokal bot wieder einen Biergarten mit 80 Sitzplätzen und großem Kinderspielplatz sowie ein Restaurant und einen Tanzsaal. Nach einem Verkauf des Objektes im Herbst 2019 begann der neue Eigentümer mit dem Abriss, um Platz für Eigenheime zu schaffen. Die Stadt verhängte einen Abrissstopp, den sie aber im Januar 2020 zurückzog, sodass die Heideschänke im Frühjahr 2020 komplett abgerissen wurde.

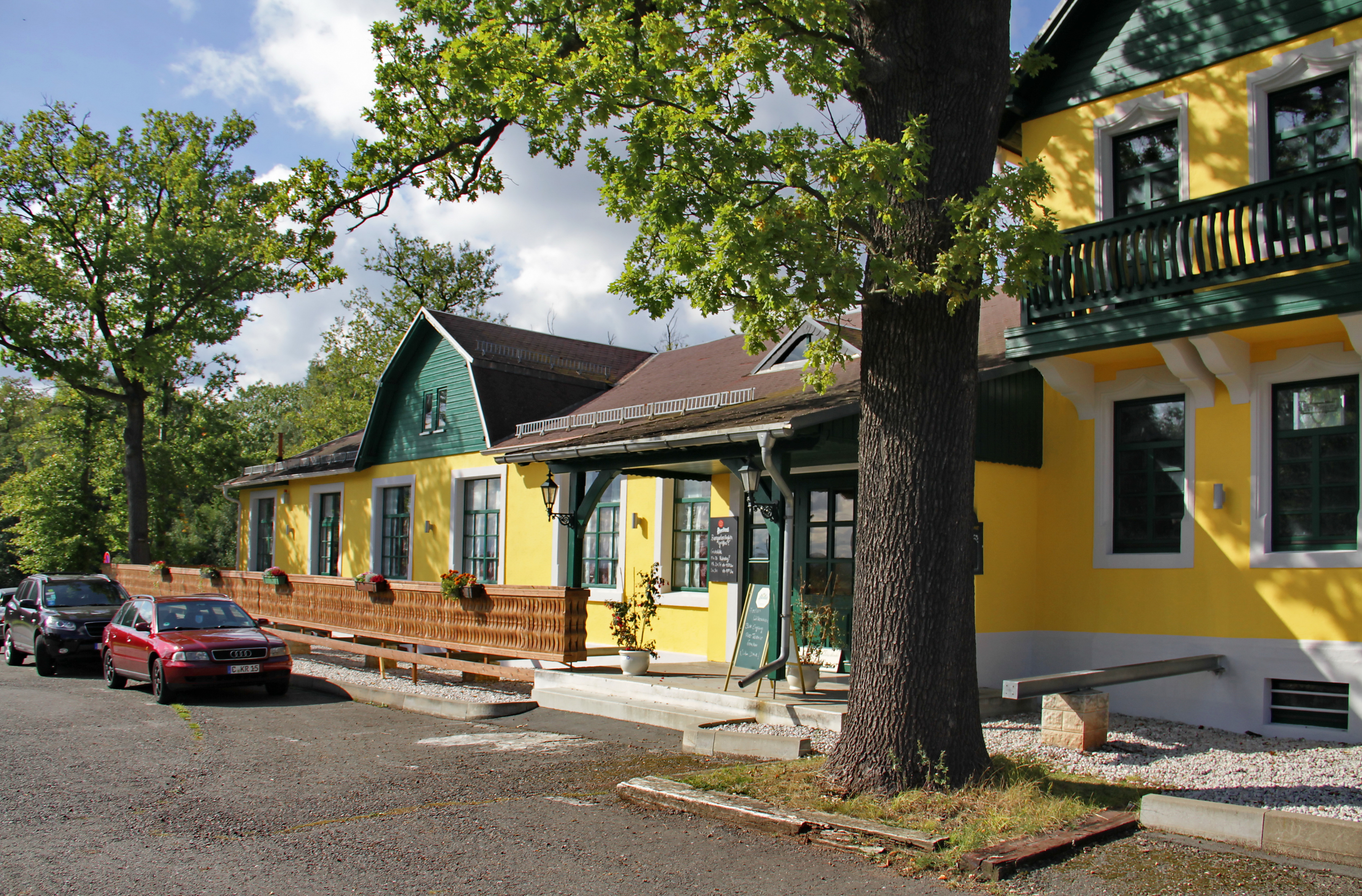
Heideschänke
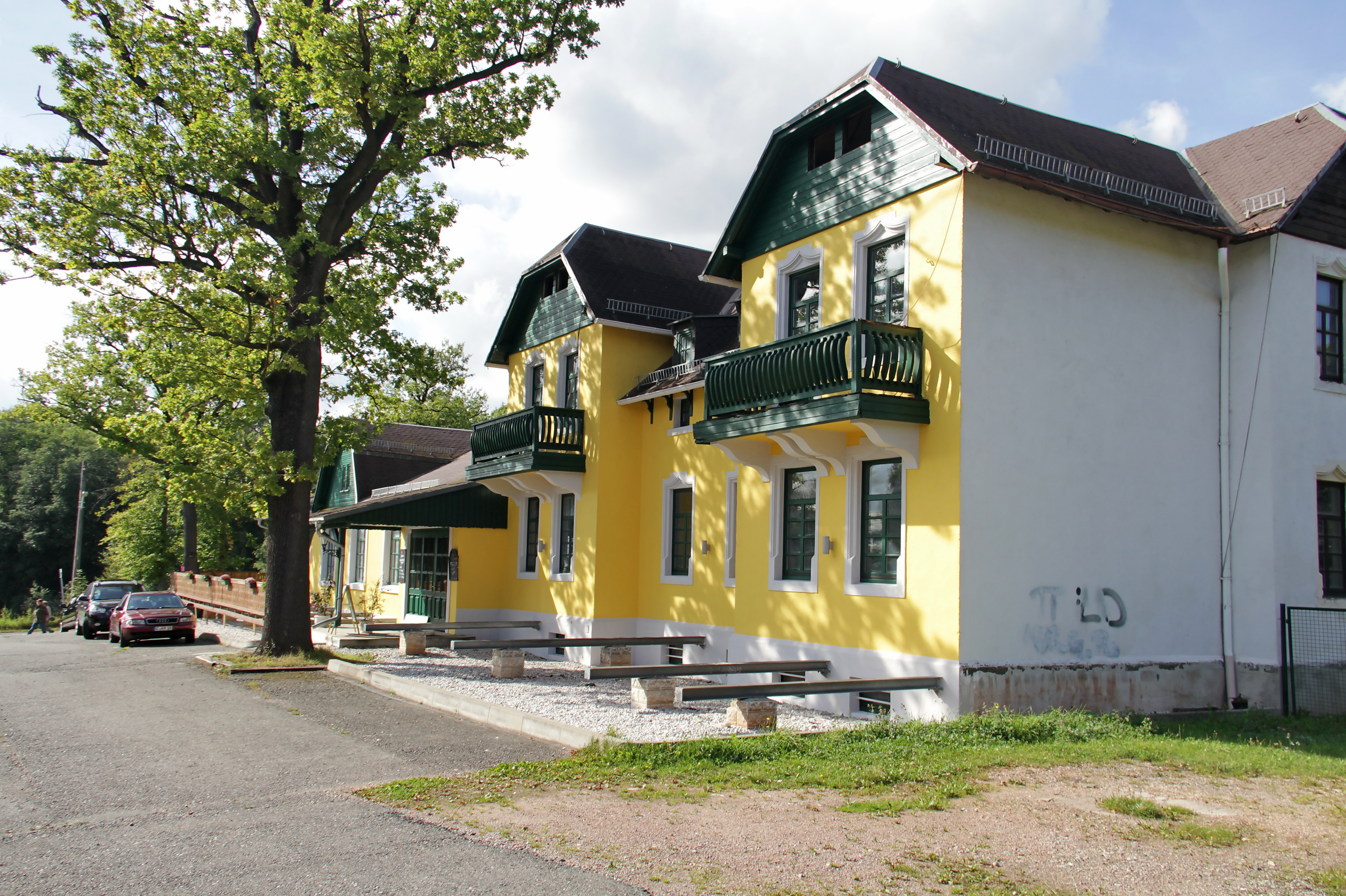
Heideschänke
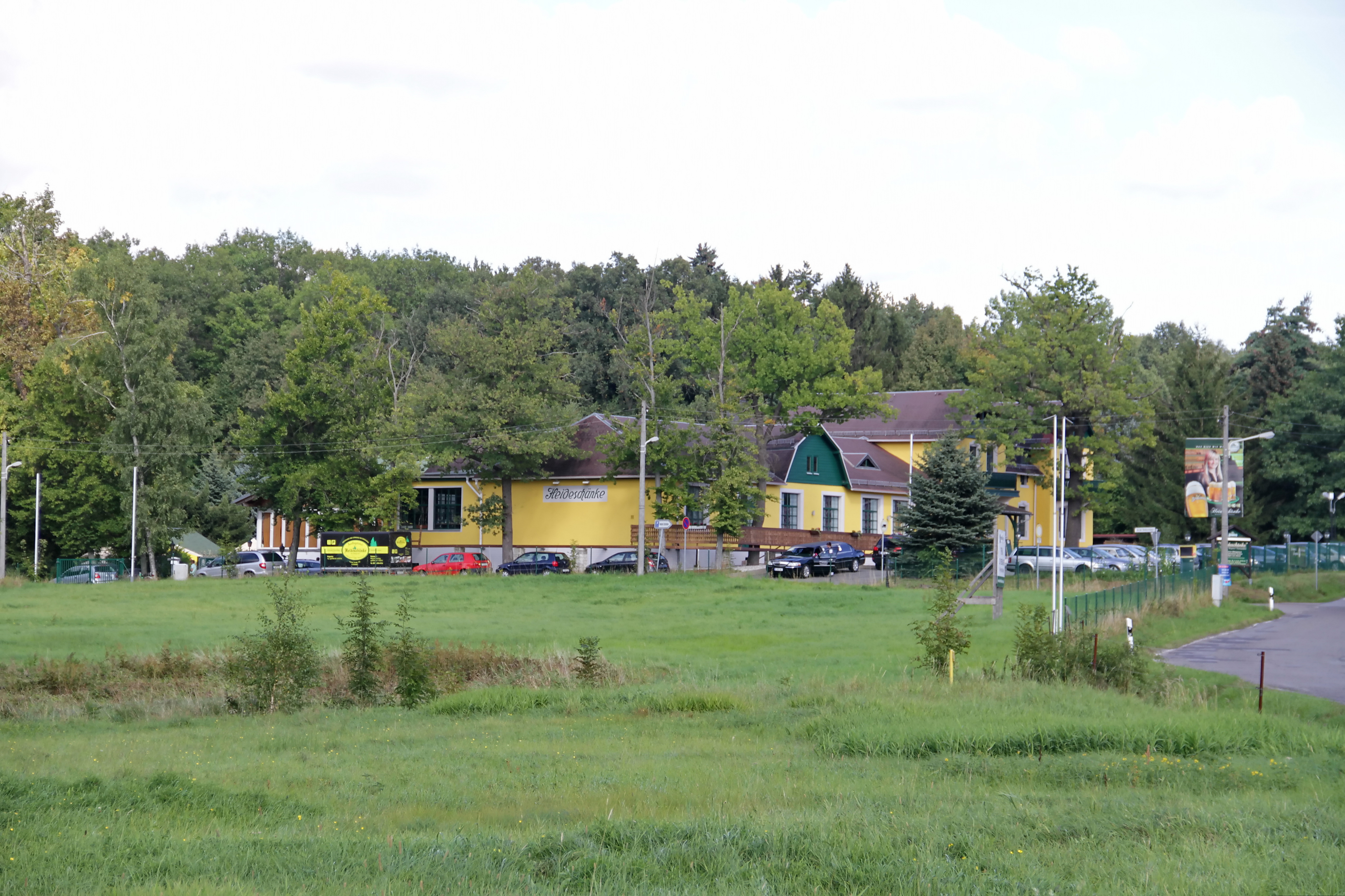
Heideschänke

##### Die Teichschänke
Nachdem 1911 der Engelmannteich für den Eisbahnbetrieb fertiggestellt wurde, gab es ab 1915 ein eigenes Schankzelt. 1924 wurde ein hölzernes Kantinenhäuschen errichtet. Neben dem Eislaufen im Winter wurden im Sommer auch Ruderbote angeboten. 1945 wurde die Teichschänke durch Fliegerbomben stark beschädigt und später ganz abgerissen.

#### Freibäder
Zeisigwaldbad

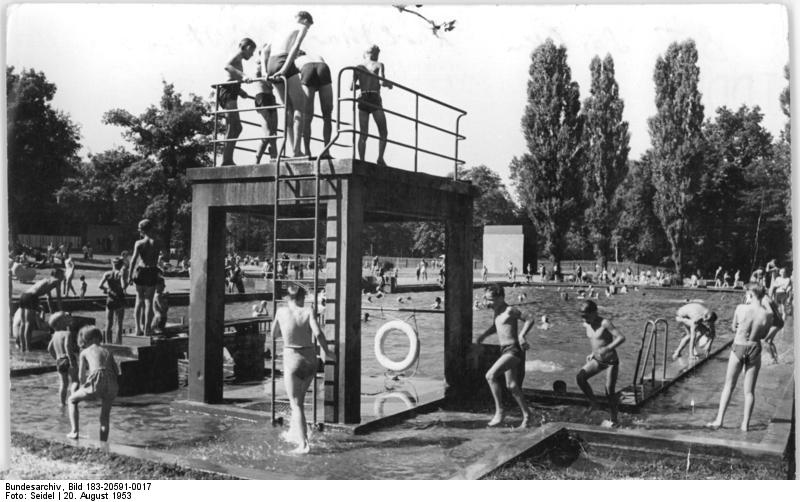
Das ehemalige Zeisigwaldbad 1953

1909 wurde das Zeisigwaldbad mit zwei 8 m × 15 m großen Becken als erstes städtisches Schwimm- und Luftbad errichtet, direkt neben der bereits 1894 angelegten Waldspielwiese. Die Becken waren streng nach Männern und Frauen getrennt. Jährlich besuchten zwischen 1910 und 1927 circa 50.000 Chemnitzer das Bad. 1928 folgte die Erweiterung des Bades mit größerem 20 m × 50 m-Becken mit Drei-Meter-Turm und Ein-Meter-Brett und einer vergrößerten Liegewiese. Zusätzlich entstanden ein Sportplatz, ein Spielplatz und ein Badrestaurant sowie eine neue Zuleitung vom Blaubornteich. In diesem Zuge wurde auch die Geschlechtertrennung aufgehoben. Dies bescherte dem Bad einen großen Zuwachs der Besucherzahlen. 1928 verzeichnete das Bad bereits 170.000 Badegäste. Um 1930 wurde es an den Betreiber W. Kühnert verpachtet und als Kurrestaurant, Luft- und Schwimmbad Zeisigwald betrieben. Im Zweiten Weltkrieg wurde das Bad zerstört, nur die Becken waren noch großteils erhalten. Nach dem Wiederaufbau 1953 wurde der Badebetrieb dann bis 1983 aufrechterhalten. 1983 erfolgte schließlich die endgültige Schließung aus hygienischen Gründen: die Wasserqualität konnte nicht mehr gewährleistet werden, die nötigen Sanierungsmaßnahmen überstiegen die finanziellen Möglichkeiten. Nach 1983 wurde die Anlage zurückgebaut. Anfang der 1990er Jahre wurde das Gelände zeitweise für Discoveranstaltungen genutzt. Inzwischen ist vom Zeisigwaldbad außer dem Eingangspavillon nichts mehr übrig, lediglich eine große Senke im Wald lässt auf die einstige Position des großen Schwimmbeckens schließen.
Reichsbahnbad

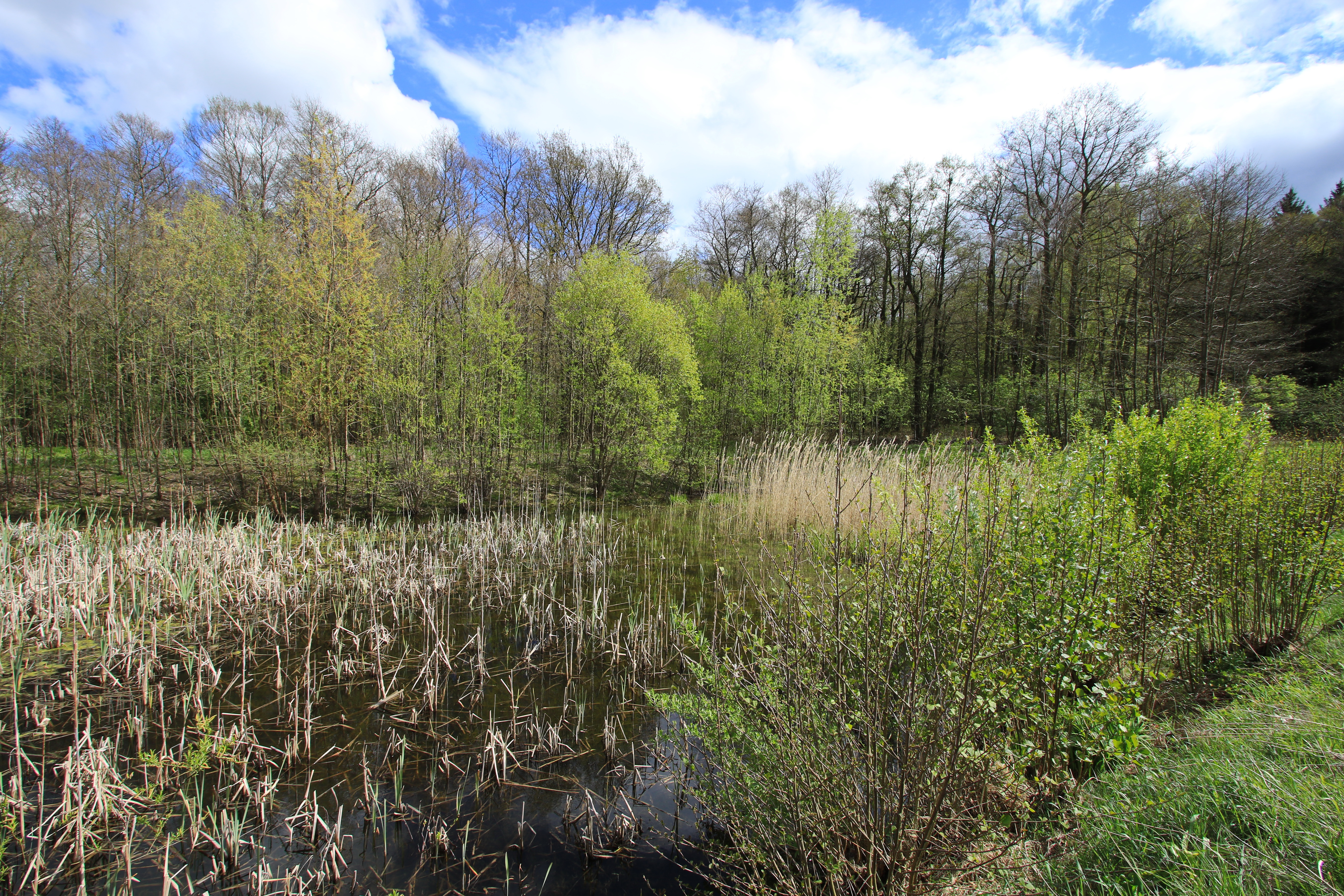
Ehemaliges Reichsbahnbad

Am Nordrand des Zeisigwaldes entstand 1928 neben dem Bahnhof Chemnitz-Hilbersdorf das Reichsbahnbad. Das Wasser wurde mit Dampf vom angrenzenden Bahnhof Hilbersdorf, dem größten Rangierbahnhof des Deutschen Reiches, beheizt. Das Bad diente auch als Trainingsstätte der Reichsbahn-Sportgemeinschaft „Lokomotive“. Im Krieg wurde das Bad nur leicht beschädigt. Bereits 1946 konnte es als wettkampftaugliche Sportstätte wieder in Betrieb genommen werden. Geheizt wurde mit einer nicht mehr fahrtüchtigen Dampflok. Nach dem Rückzug der Eisenbahnverwaltung aus Hilbersdorf konnte die Erhaltung der Anlage nicht mehr gewährleistet werden. 1996 wurde das Bad geschlossen. Nach langjährigem Leerstand erfolgte 2003 bis 2003 der Abbruch der Gebäude und befestigten Flächen sowie die Renaturierung des circa 1 ha großen Areals. Heute erinnert nur die Senke an der Position des alten Schwimmbeckens noch an das Bad.
Naturbad Niederwiesa

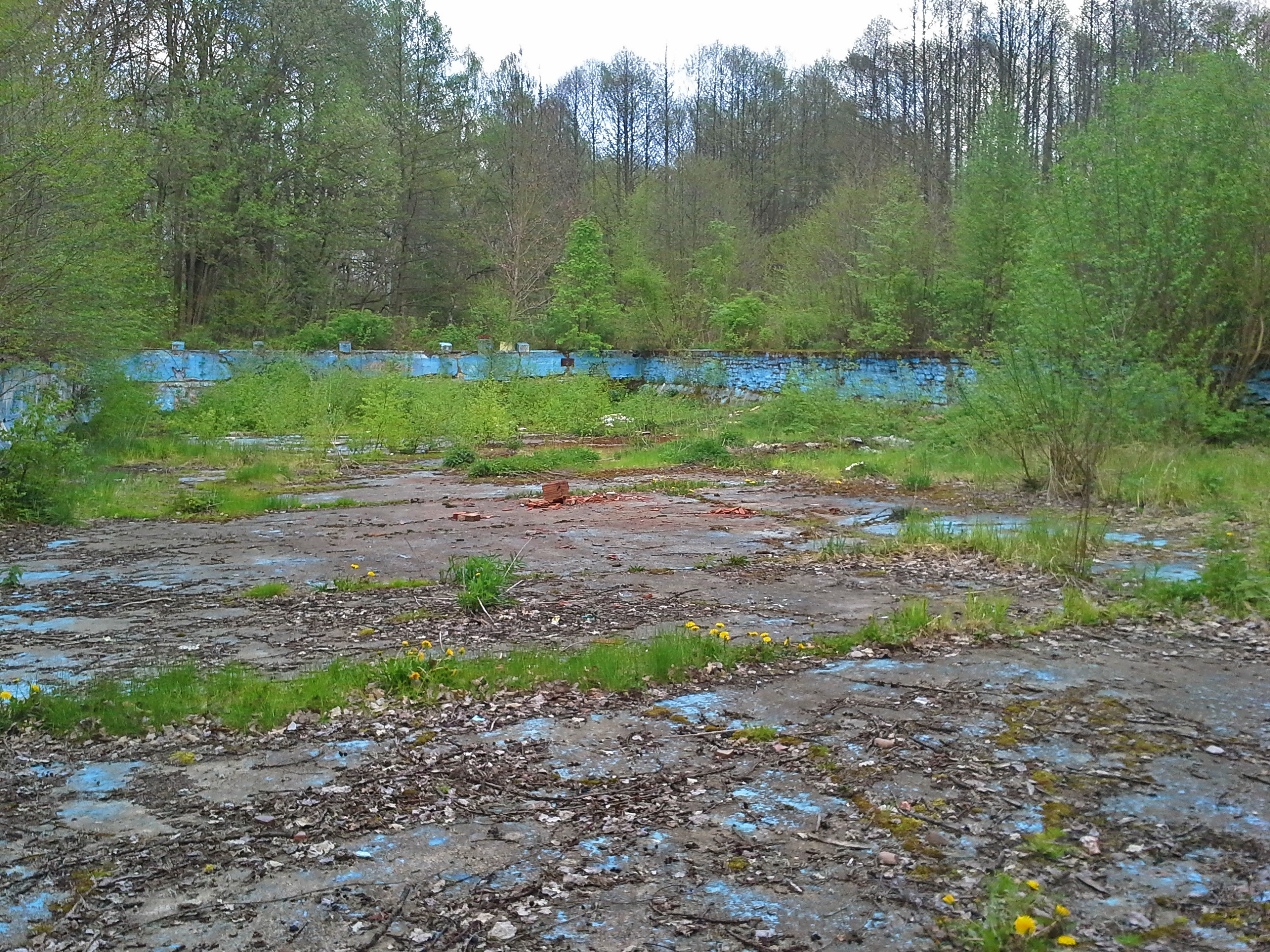
Verlassenes Becken des ehemaligen Naturbades.

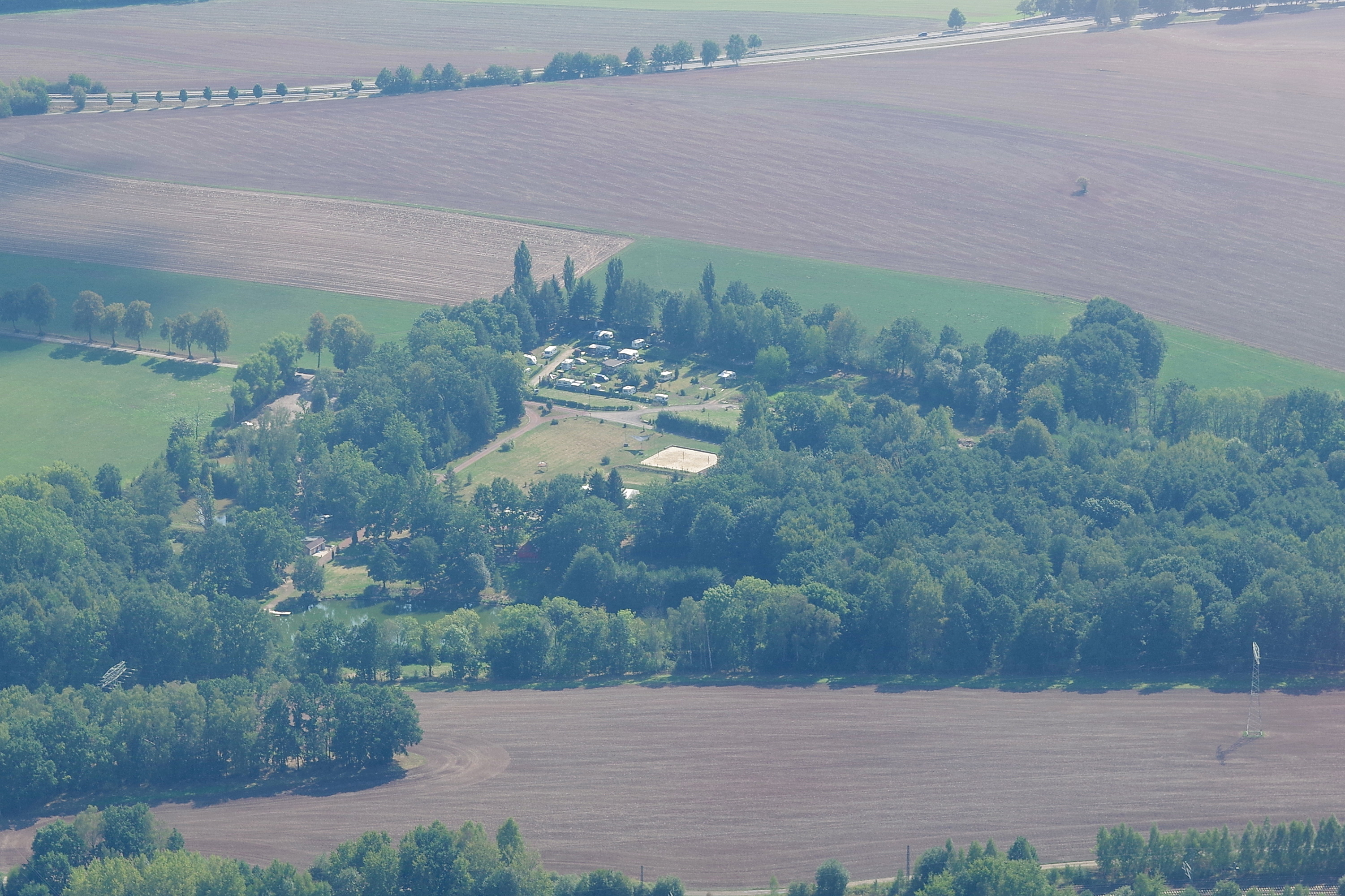
Naturbad Niederwiesa 2018

Das Naturbad Niederwiesa wurde 1921 eröffnet. Das Wiesen-, Wald- und Teichareal war mehrere Hektar groß und bot neben Naturbadeteichen auch ein Schwimmbecken aus Beton mit Startblöcken. Das Bad erfreute sich stetig steigender Beliebtheit und gehörte schließlich mit Tagesbesucherzahlen von bis zu 6000 Badegästen zu den größten Bädern der Region. Nach 1945 wurde das Areal auch als Campingplatz genutzt. 1990 musste das Bad aufgrund von Rückübertragungsansprüchen an Alteigentümer schließen. 2003 fand sich ein neuer Investor. Inzwischen ist am größten der Teiche der Badebetrieb wieder aufgenommen und eine neue Liegewiese angelegt worden. Auch kann man dort wieder campen. Das ehemalige Betonbecken liegt brach und verwildert.
Steinbruchseen
In den 1950er- bis 1970er-Jahren wurden zwei geflutete Steinbrüche im Beutenberggebiet von der Chemnitzer Jugend als unerlaubtes Freibad genutzt. Nach der Verfüllung des oberen Sees mit Müll und Schutt ließ die Wasserqualität des unteren Sees so sehr nach, dass kein Badebetrieb mehr möglich war.
Polizeibad
1925 errichtete der Chemnitzer Polizeisportverein neben seinem Schießplatz an der Heideschänke ein Freibad. Dieses wurde bis kurz nach 1945 genutzt.

### Gesundheitswesen
Zeisigwaldkliniken Bethanien

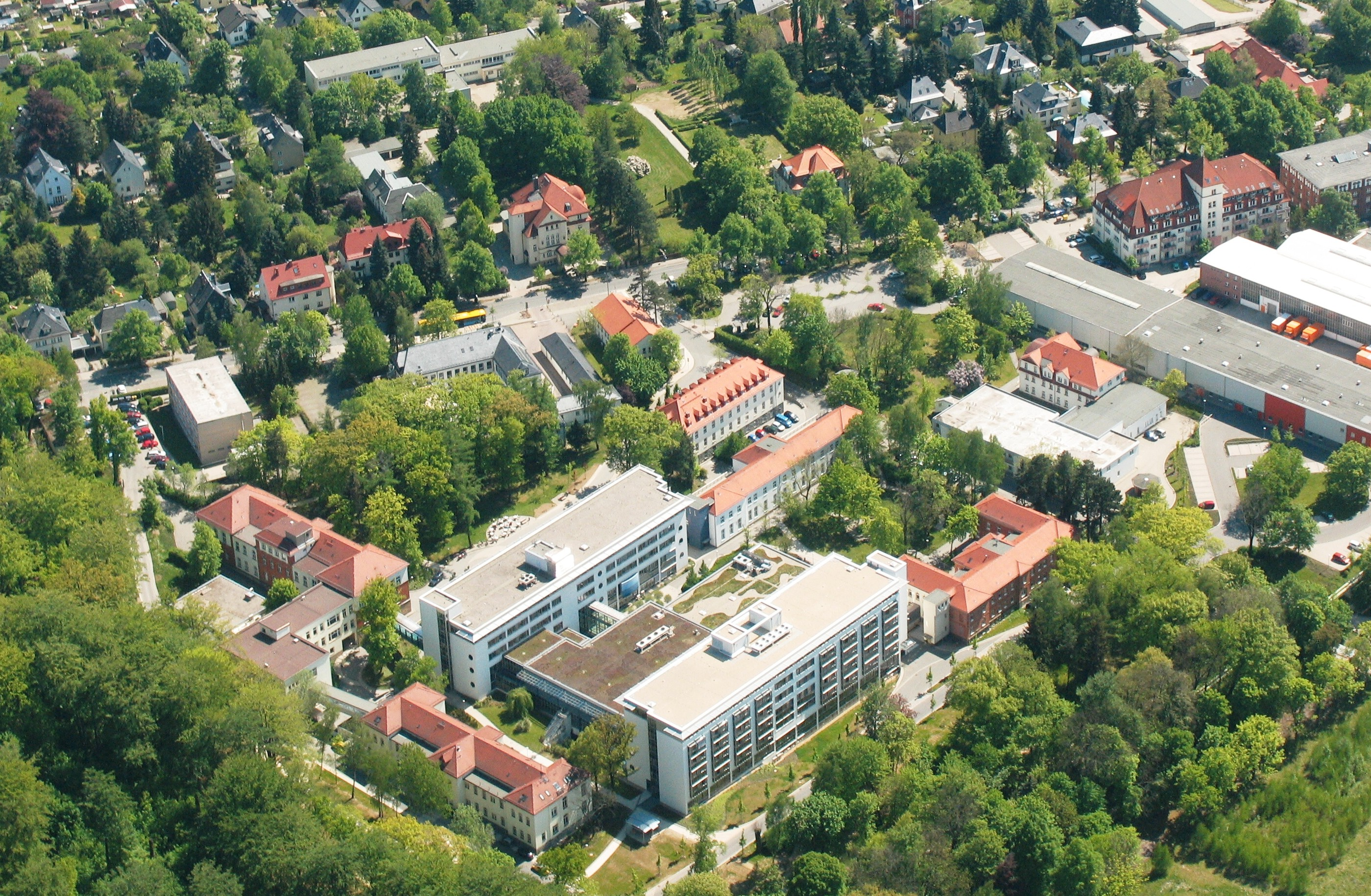
Die Zeisigwaldkliniken Bethanien am Rande des Zeisigwaldes

Am Südrand des westlichen Zeisigwaldes an der Zeisigwaldstraße befinden sich die Zeisigwaldkliniken Bethanien Chemnitz. Bereits seit 1906 befand sich dort das Königlich Sächsische Garnisonslazarett für die Kasernen an der Planitzstraße. 1915 bis 1918 wurde es nochmals stark erweitert. 1931 wurde von den Diakonissen des Bethanienvereins direkt neben dem Garnisonslazarett das Belegkrankenhaus Krankenheilanstalt Bethanien in Betrieb genommen. 1945 wurden die Kliniken von den Sowjetischen Truppen als Krankenhaus zur Sicherung der medizinischen Betreuung der Chemnitzer Bürger an die Stadt Chemnitz übergeben. Von 1948 bis 1976 wurden die Kliniken stark erweitert und ausgebaut. 1992 wurden die Kliniken in die Trägerschaft der 1991 gegründeten Bethanien Krankenhaus Chemnitz gGmbH übergeben.
Klinikum Dresdner Straße
Von 1903 bis 1905 wurde am Nordwestrand des Zeisigwaldes an der Dresdner Straße die städtische Nervenheilanstalt Hilbersdorf errichtet und am 11. April 1905 eröffnet. Die ruhige Lage am Waldrand sollte die Genesung der psychiatrischen und neurologischen Patienten unterstützen. Als Baumaterial diente zu großen Teilen Porphyrtuff aus den nahe gelegenen Steinbrüchen. Trotz ständiger Erweiterung in den Folgejahren konnte der Bedarf an stationärer psychiatrischer Betreuung kaum gedeckt werden. Bereits 1909 bis 1910 wurde nach den Plänen von Richard Möbius ein Erweiterungsbau für eine Neurologische Klinik errichtet. 1928 bis 1931 folgte ein großes Kurhaus im Bauhausstil, das als Sanatorium für Nervenkranke genutzt wurde. Im Dritten Reich wurde dieses aus Gründen der Nationalsozialistischen Rassenhygiene in ein Kinderkrankenhaus umgewandelt (und blieb dies bis 1999). Zu Zeiten der DDR verschlechterte sich der bauliche Zustand der Gebäude zusehends, sodass nach der Wende bereits eine Schließung der Kliniken diskutiert wurde. Auf Grund der historischen Bausubstanz und der günstigen Lage wurden die Gebäude jedoch erhalten. Von 1994 bis 1998 wurden die Kliniken umfangreich saniert. Von 1998 bis 2000 wurde eine neue Klinik für Geriatrie auf dem Gelände erbaut, 2001 ein neuer Anbau für Neurologische Intensivmedizin. Heute gehört der Klinikkomplex Dresdner Straße 178 zum Klinikum Chemnitz.

### Sport
Der am Rande des Waldes gelegene Sportplatz an der Forststraße wird noch heute als Heimstätte des Chemnitzer Polizeisportvereins für die Austragung der angebotenen Sportarten genutzt. Direkt daneben befindet sich das Stadion an der Gellertstraße (ehemals Dr.-Kurt-Fischer-Stadion), die Heimstätte des Chemnitzer FC. Bereits seit 1934 befand sich hier eine Sportanlage, die Heimstätte des PSV war und 1945 von der Volkspolizei übernommen wurde. Anschließend ging das Stadion an die SG Chemnitz Nord (Vorläufer des FC Karl-Marx-Stadt) und wurde 1950 in Dr.-Kurt-Fischer-Stadion umbenannt. Nach der Wende erfolgte die Umbenennung in Stadion an der Gellertstraße. Ein drittes Stadion befindet sich mit dem Stadion an der Eubaer Straße am Südrand des östlichen Zeisigwaldes. Dies ist die Heimstätte des TSV IFA Chemnitz.
Durch den Zeisigwald verlaufen viele Reitwege. Mountainbiker nutzen unzählige Singletrails und Downhillpassagen im Gebiet der ehemaligen Steinbrüche, insbesondere am Fuchsberg. Nahe der Zeisigwaldschänke wurden in Senken und Bombenkratern zahlreiche wilde Dirtjumps angelegt. Neben dem Stadion an der Gellertstraße hat die Stadt 2010 auch eine offizielle Dirtstrecke erbaut. Der Ratssteinbruch wurde über viele Jahre hinweg zum Klettern genutzt. Inzwischen ist dies dort jedoch untersagt. Der Anglerverband Chemnitz betreibt einen Angelsee im Steinbruchgebiet.

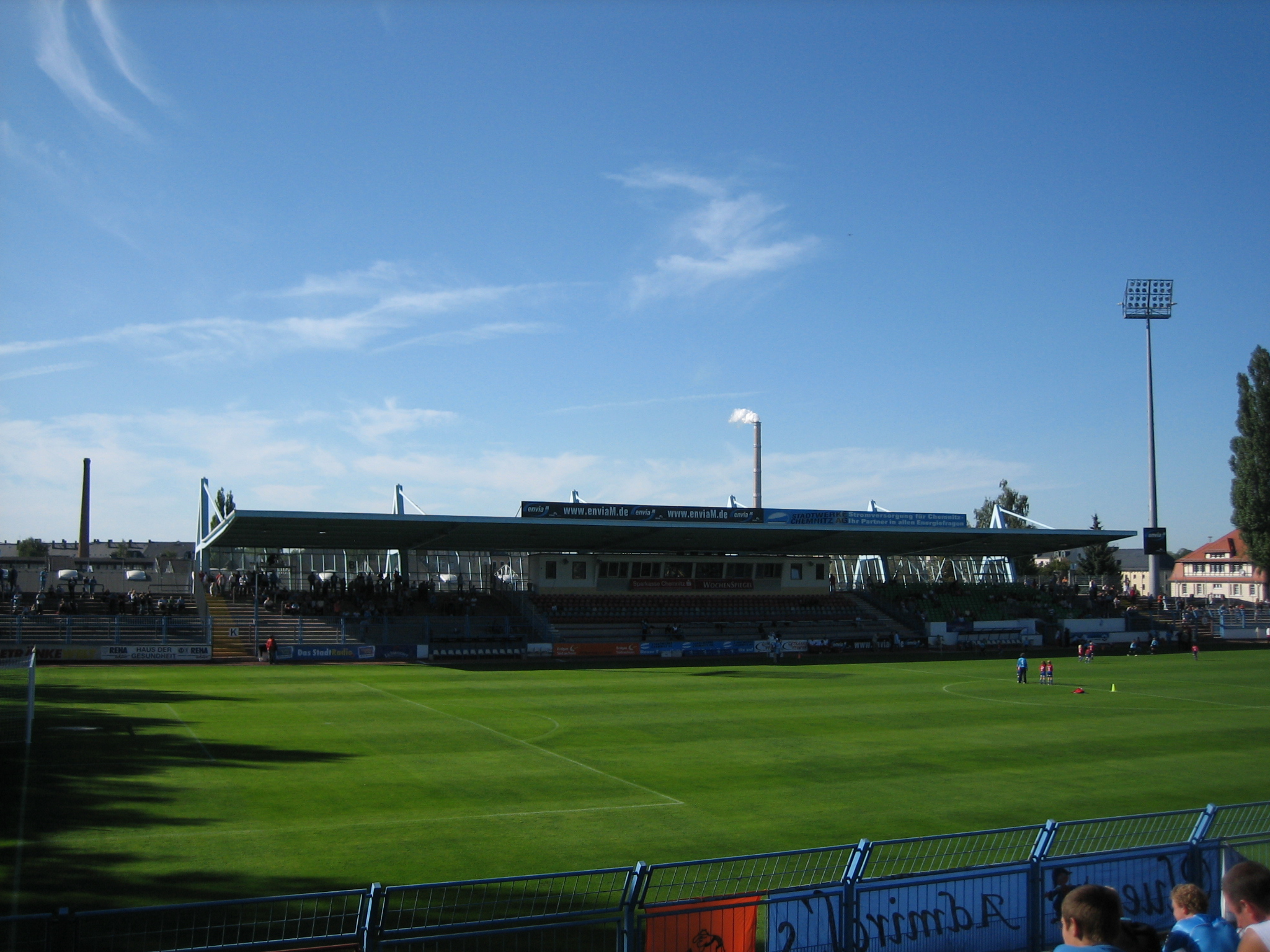
Stadion an der Gellertstraße
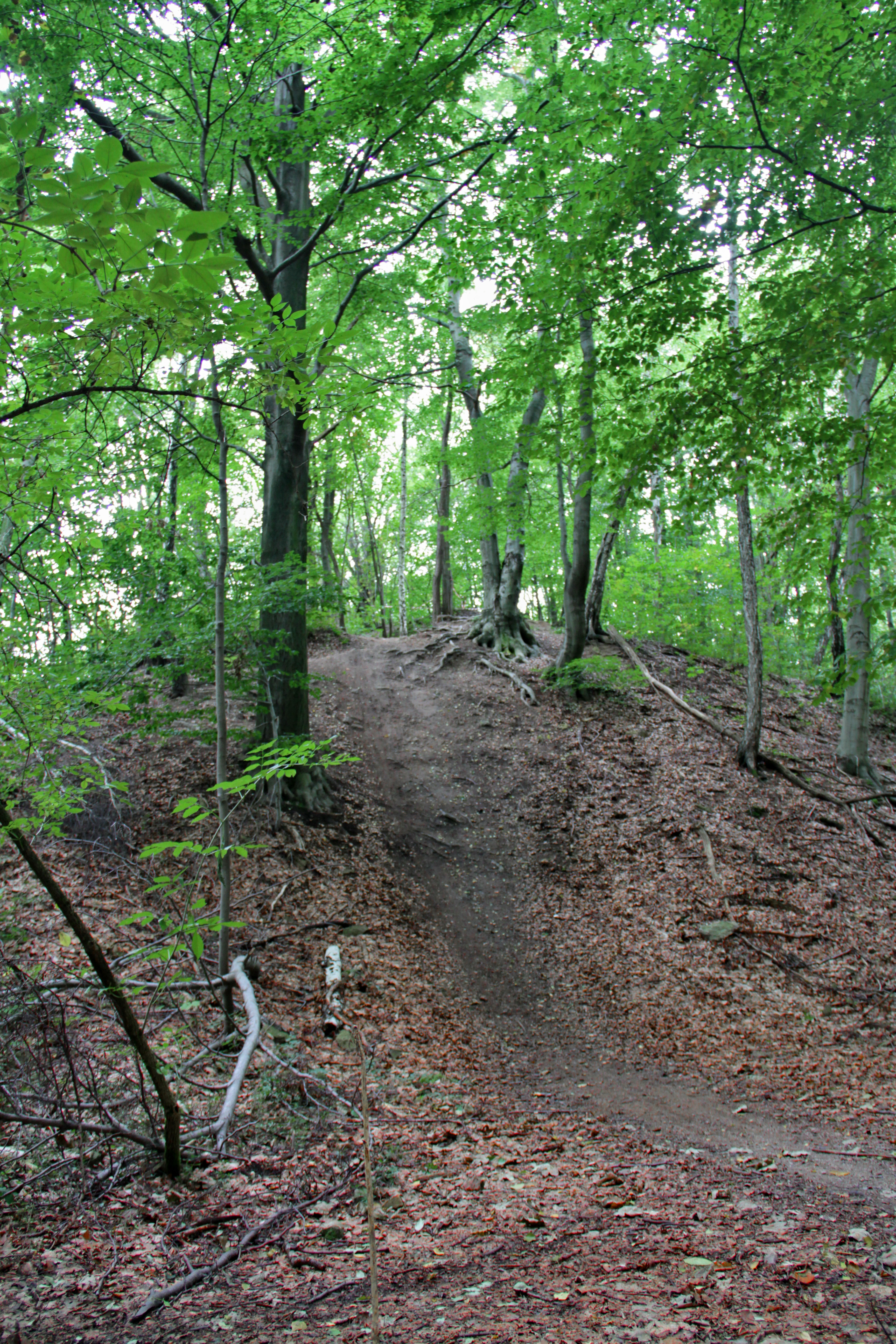
Singletrail am Fuchsberg
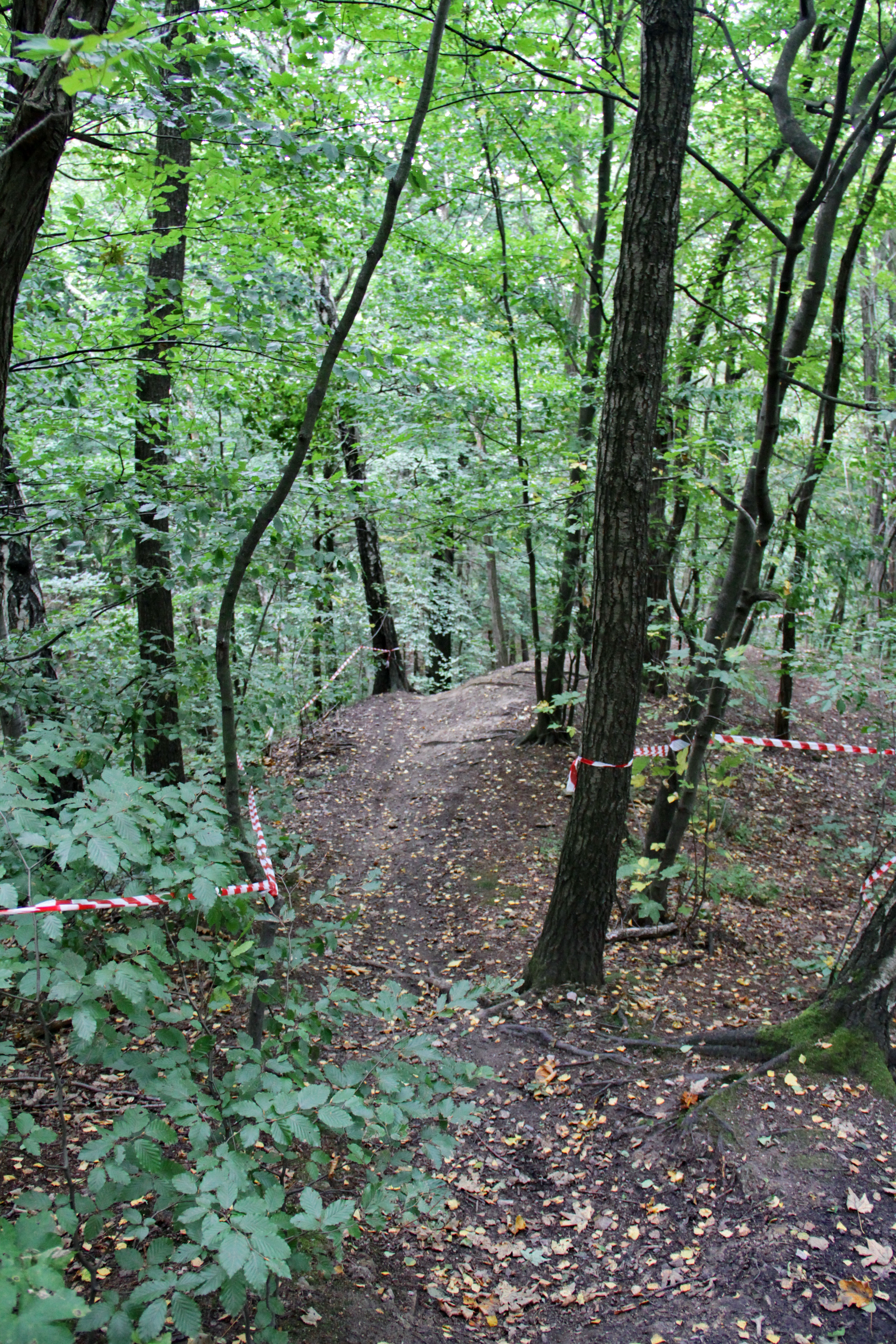
Singletrail am Fuchsberg
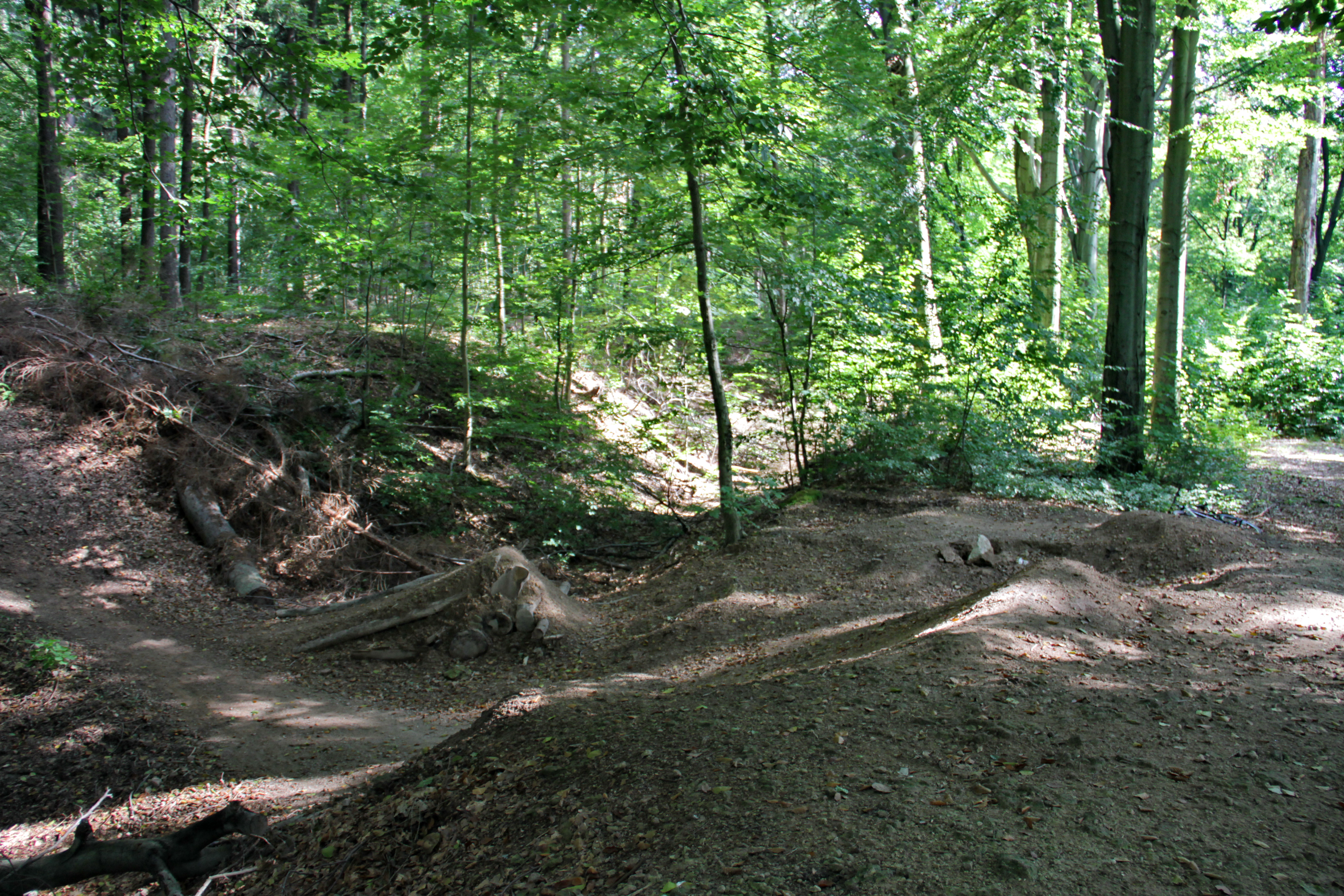
Dirtjumps nahe der Zeisigwaldschänke

### Militärische Nutzung
Kasernen
Am südlichen Rand des Zeisigwaldes an der ehemaligen Planitzstraße (später Leninstraße, heute Heinrich-Schütz-Straße) befand sich bereits seit 1900 die Kaserne des 15. Königlich Sächsischen Infanterie-Regiments Nr. 181 sowie das dazugehörige Garnisonslazarett, heute ein Teil der Zeisigwaldkliniken Bethanien Chemnitz. Ab 1905 war auch das 3. Königlich Sächsische Ulanen-Regiment Nr. 21 dort stationiert. Nachdem der Komplex nach dem Ersten Weltkrieg für öffentliche Einrichtungen genutzt wurde, waren ab 1935 in der nun Kirchbach-Kaserne genannten ehemaligen Ulanen-Kaserne die II. Abteilung des Artillerieregiments Nr. 60 und der Artilleriekommandantur 24 stationiert, die ehemalige Infanterie-Kaserne wurde in König Albert Kaserne umbenannt und beherbergte das 1. Bataillon des Infanterieregiments Nr. 102 sowie die 13. Infanteriegeschütz- und 14. Panzerabwehrkompanie. 1945 wurde der Kasernenkomplex vom 841. Tschernowetzer Garde-Artillerie-Regiment von der 11. Rotbanner-Garde-Panzerdivision übernommen und bis 1993 von verschiedenen sowjetischen Artillerie und Raketentruppen genutzt.

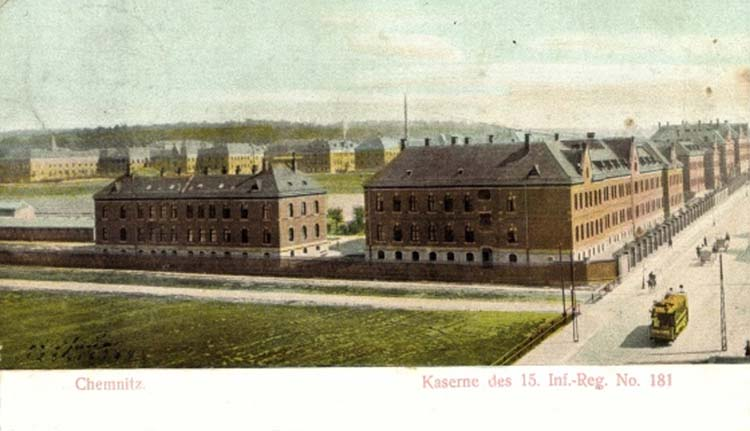
Kaserne an der Planitzstraße um 1900
Kaserne an der Planitzstraße
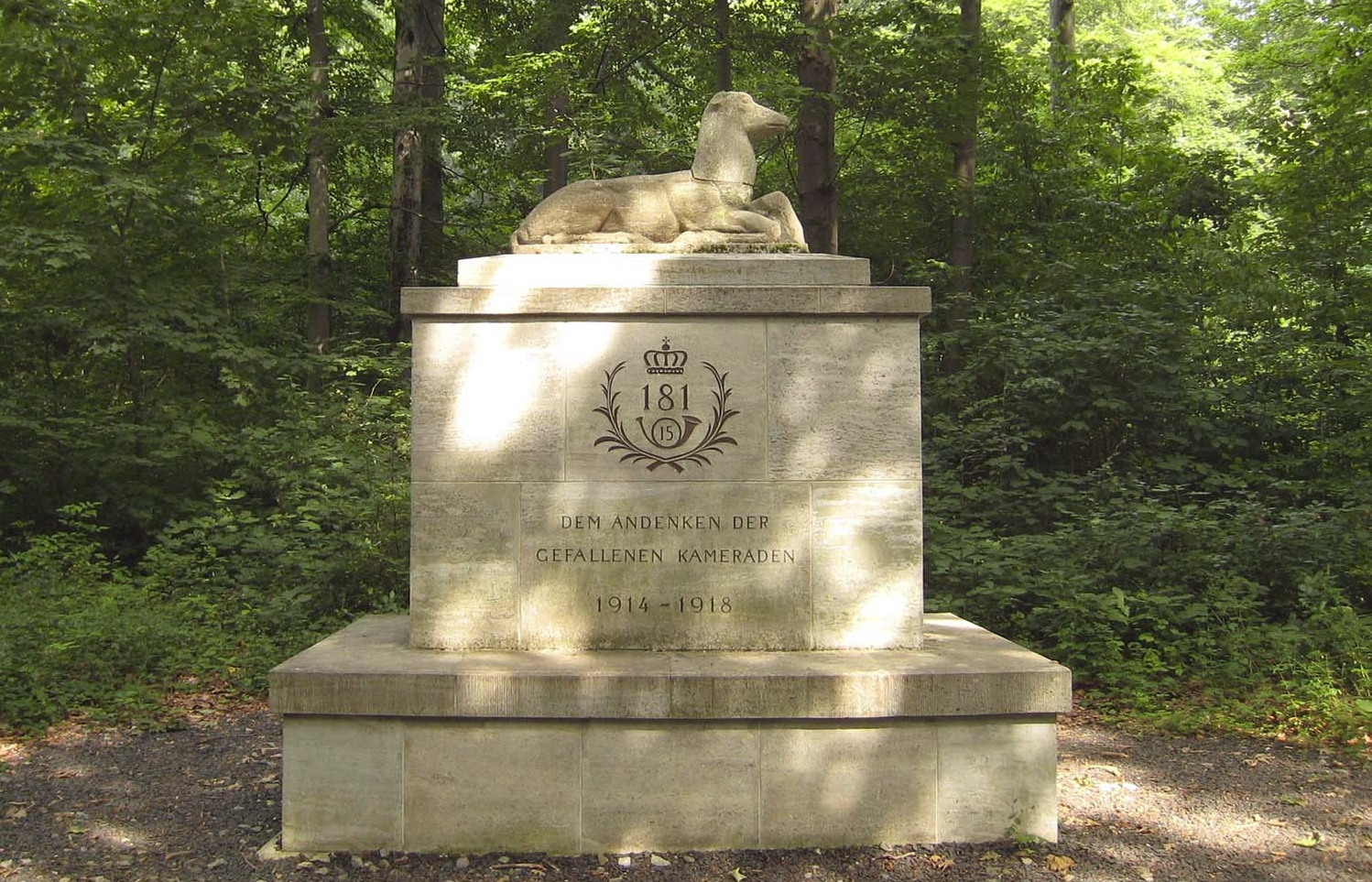
Ehrenmal des 181sten Infanterieregiments
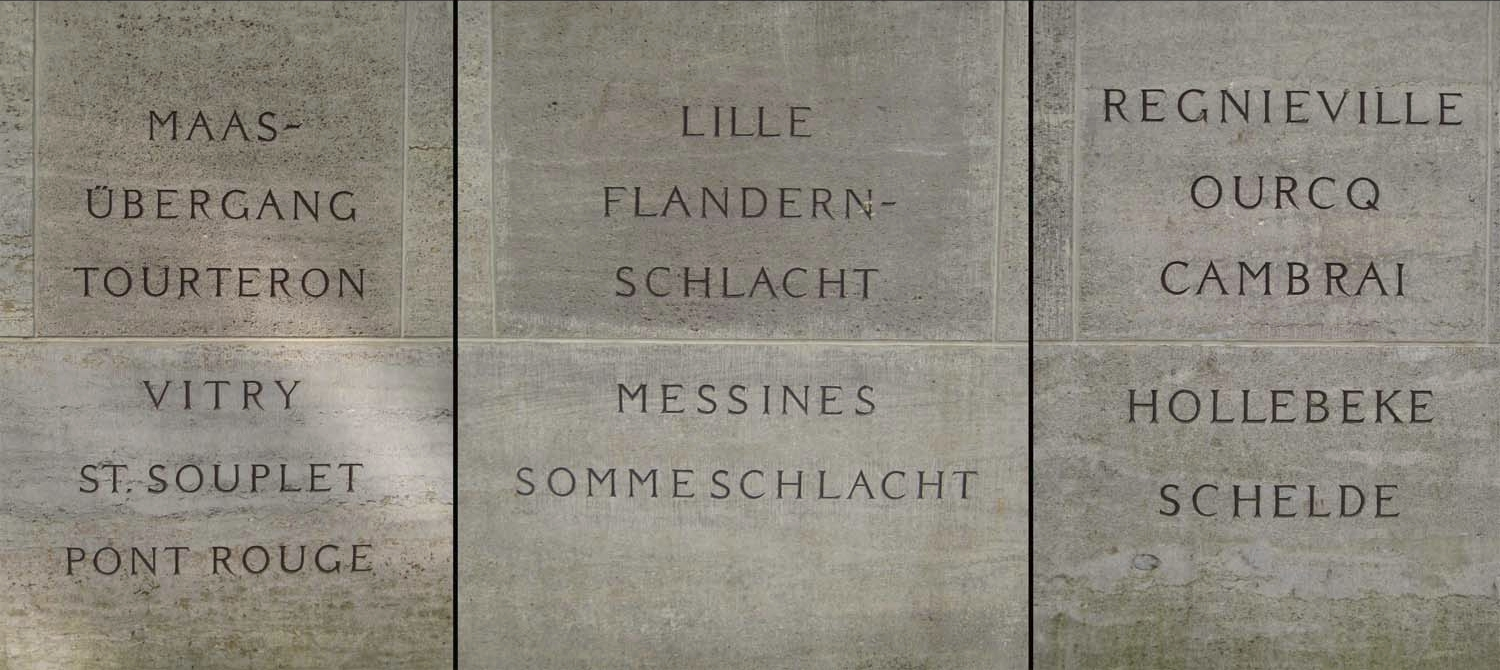
Inschrift des Ehrenmals
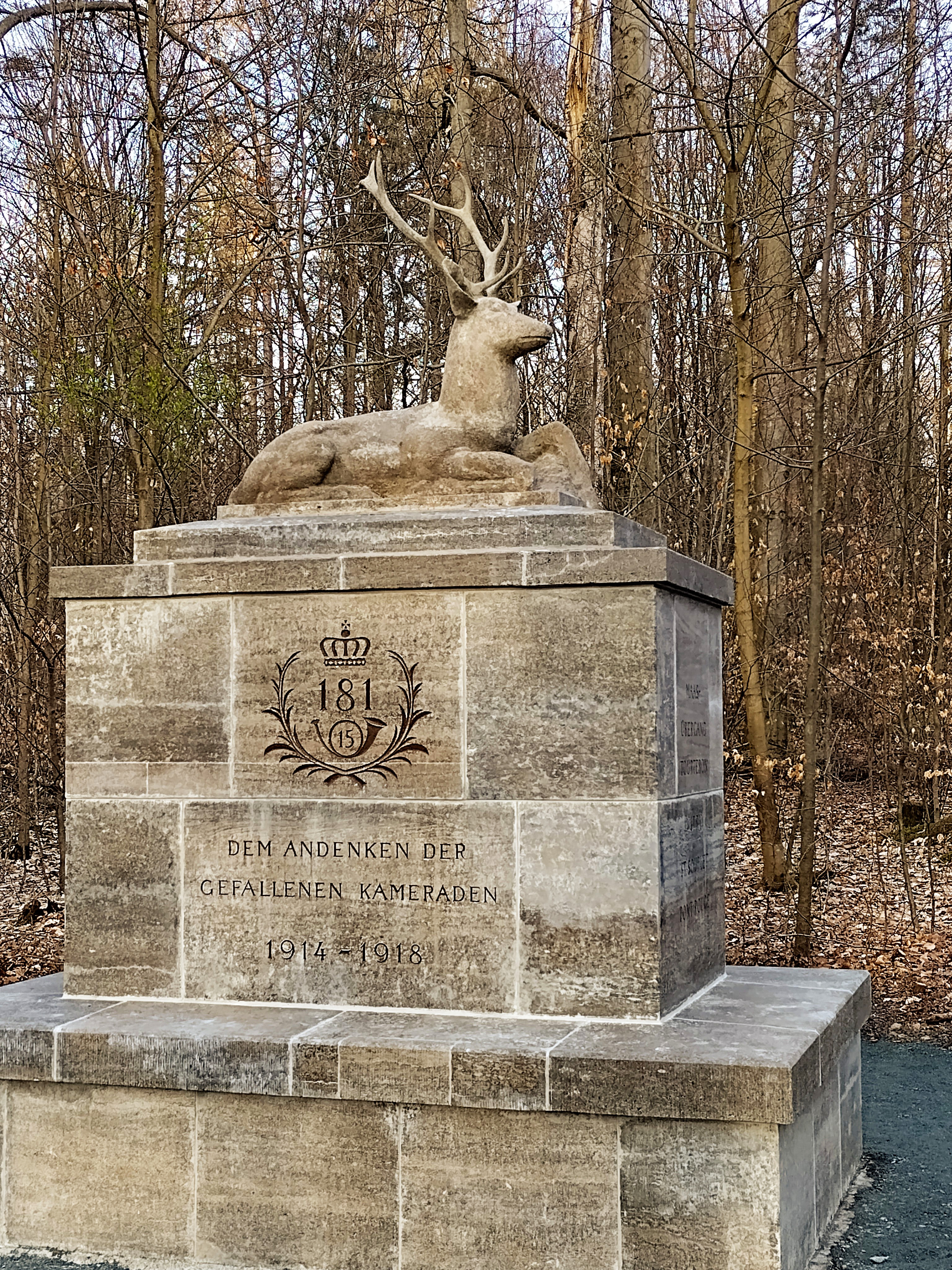
Ehrenmal nach der Sanierung 2024

Schießplatz und Tanklager
Bereits 1851 wurden im südöstlichen Teil des Zeisigwaldes, nahe der Heideschänke, vier Schießbahnen errichtet, welche der Infanteriebrigade „Prinz Maximilian“ in der neuen Kaserne an der Zschopauer Straße als Schießplatz dienten. Ab 1871 wurde die Anlage immer wieder erweitert, sodass 1894 bereits acht Schießbahnen bestanden. Durch den Bau der Kaserne an der Planitzstraße wurden zusätzliche Erweiterungen nötig. Neben zusätzlichen Schießbahnen wurden auch Unterstände und eine Kantine erbaut. Durch die Einführung der Maschinengewehre mussten die Anlagen nochmals verstärkt und erweitert werden. 1920 gab es schließlich 13 Schießbahnen. Mit dem Ende des Ersten Weltkrieges und der Demobilisierung endete auch die Nutzung des Schießplatzes und es wurden kommunale Nutzungskonzepte für das Gelände erarbeitet. Das Gelände wurde schließlich für die sogenannten „Kinderwaldfahrten“ genutzt; Ferienspiele im Freien mit Sport und Spiel. Dazu wurden eigens kleine Gärten und Teiche angelegt. Durch die Inflation fanden die Kinderwaldfahrten jedoch ein Ende. 1925 errichtete die Sächsische Landespolizei für den Polizei-Sportverein Chemnitz ein Schwimmbad auf dem Gelände. Dieses wurde von 1927 bis 1945 genutzt und verfiel anschließend.
Im Dritten Reich wurde der Schießplatz (wahrscheinlich mit der Wiedereinführung der Wehrpflicht 1935) wiederbelebt. Neben Schießübungen wurden hier ab 1940 auch Exekutionen auf dem MG-Schießstand durchgeführt. Eines der bekanntesten Opfer war der Auslandskorrespondent und Widerstandskämpfer Otto Schmerbach, der Anfang 1945 die Stadt Siegmar-Schönau kampflos an die amerikanischen Truppen übergab. Nach der Übergabe wurde er von einem Werwolfkommando in einem Feuergefecht überwältigt und anschließend im Lazarett inhaftiert. Am 20. April 1945 wurde er standgerichtlich zum Tode verurteilt und am 21. April im Zeisigwald erschossen.
Nach Kriegsende übernahmen die Sowjetischen Besatzungstruppen das Gelände. Der Übungsbetrieb auf den alten Schießständen wurde aber erst 1949 aufgenommen. 1960 kam es zu einer zusätzlichen Nutzung des Geländes als Tanklager für die Sowjetische Armee. Mit 21 ha Fläche und insgesamt 197 Erdtanks gehörte es zu den größten Tanklagern der sowjetischen Streitkräfte in Deutschland. Hauptsächlich wurde hier Dieselkraftstoff gelagert, der über eine Feldleitung vom Hilbersdorfer Bahnhof in das Tanklager gepumpt wurde. Die Schießstände wurden bis 1989 von der Volkspolizei und den Kampfgruppen genutzt. 1990 bis 1993 erfolgte der Abzug der sowjetischen Truppen.
Boden, Grund- und Oberflächenwasser waren in diesem Teil des Waldes erheblich mit Mineralölkohlenwasserstoffen (MKW) kontaminiert. 1993 begann die Erfassung und Untersuchung der Umweltschäden, die bis 1996 andauerte. Erst 1996 konnte mit den gezielten Rückbau-, Sanierungs- und Rekultivierungsarbeiten begonnen werden, diese kamen bereits 1997 zum Abschluss. Insgesamt wurden 700 t kontaminierter Boden ausgehoben und dekontaminiert sowie 80 m³ kontaminiertes Wasser, 610 t Schrott, 6890 t Bauschutt, 100 t Asbest sowie 800 t Holz- und sonstige Abfälle geborgen. Anschließend erfolgte die Renaturierung und Rekultivierung zum Naherholungsgebiet mit Grünflächen, Teichen, Tümpeln, Sumpfflächen und Wegen. Große Teile des Areals gehören inzwischen zum FND Quellgebiet im südlichen Zeisigwald. Insgesamt kosteten die Maßnahmen 5,12 Mio. DM (heute etwa 4.336.000 €). Ein 4,9 ha großer Teil des Areals ist seit 2003 ein Flächennaturdenkmal.

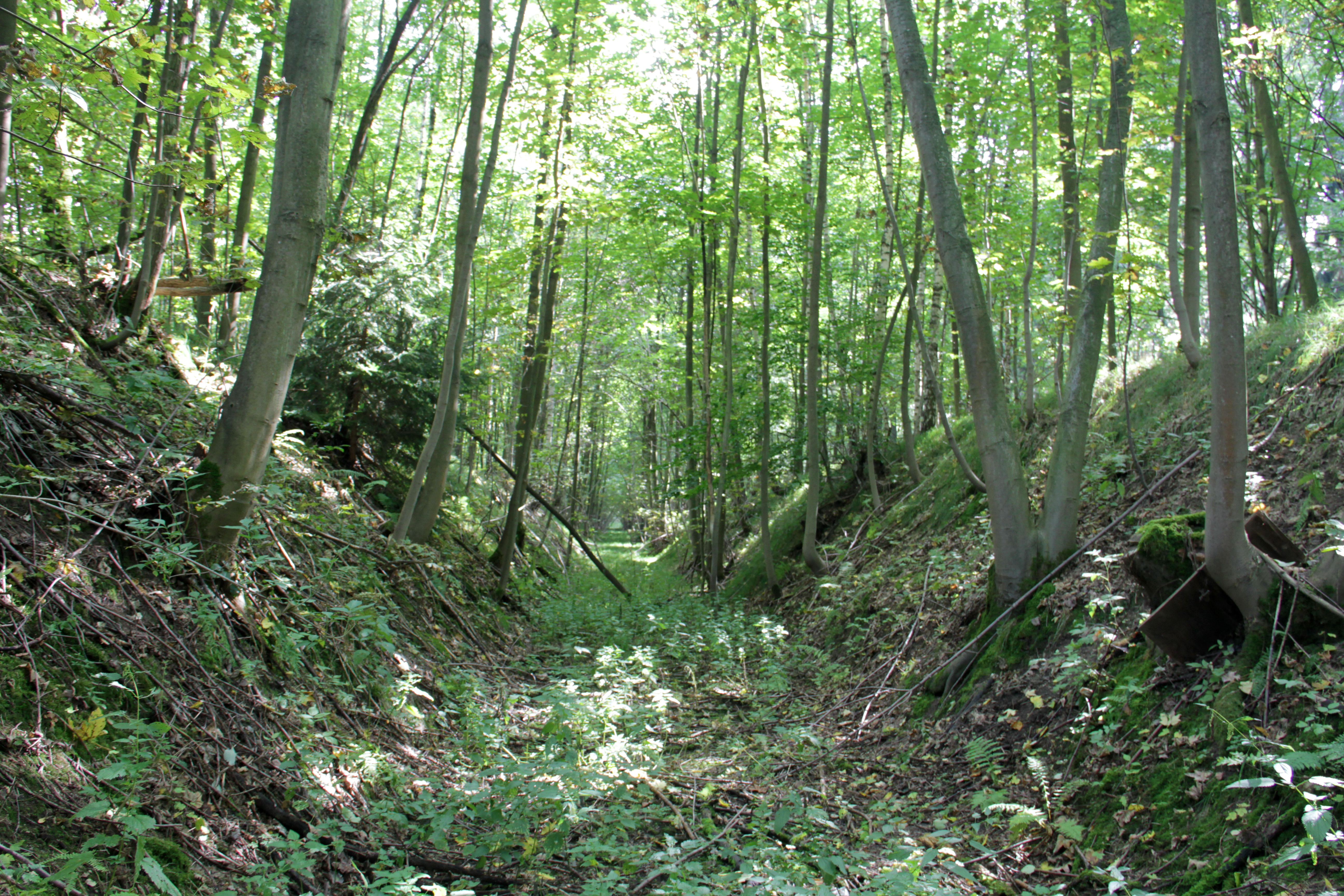
Graben des Schießplatzes
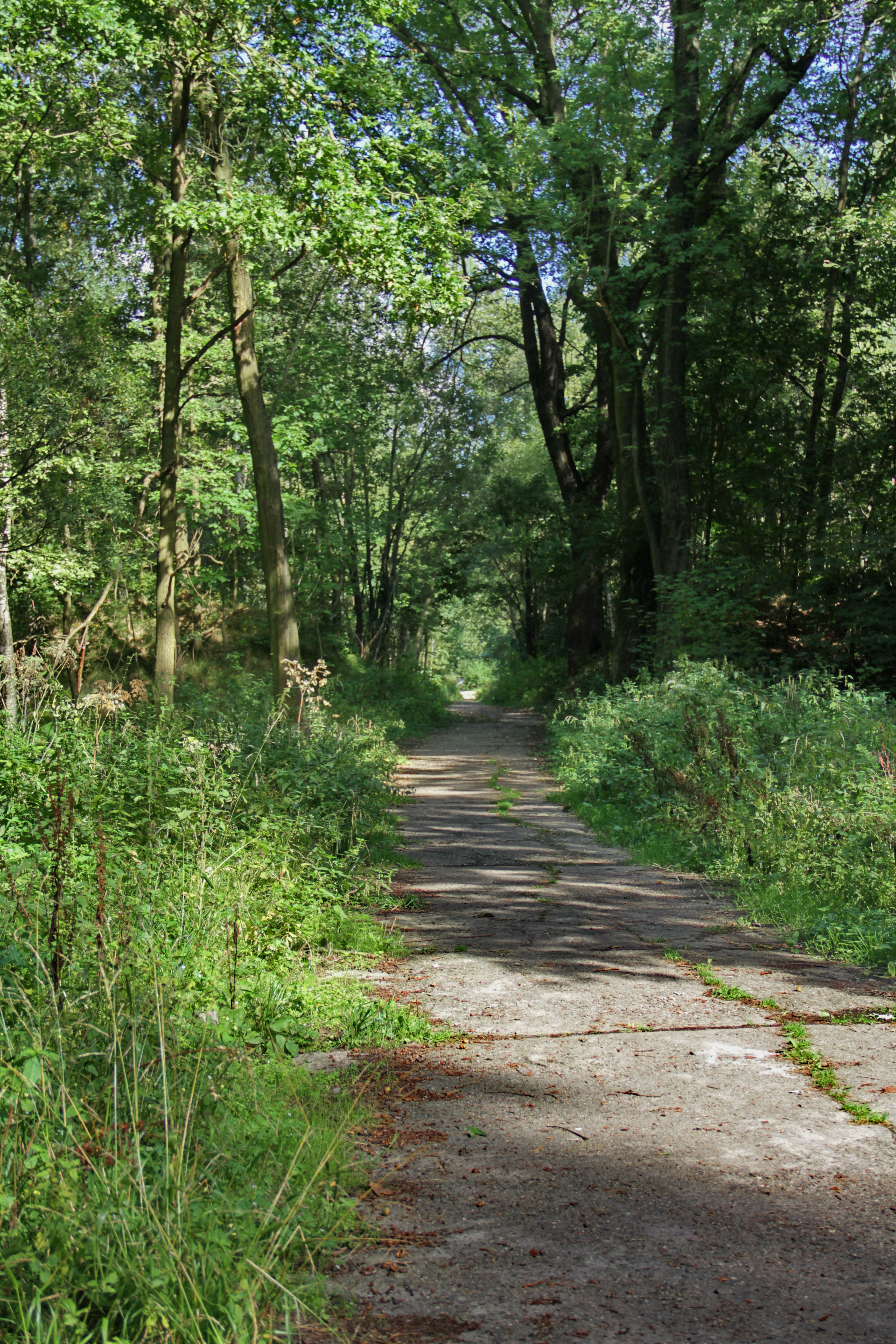
Zufahrt zum Tanklager
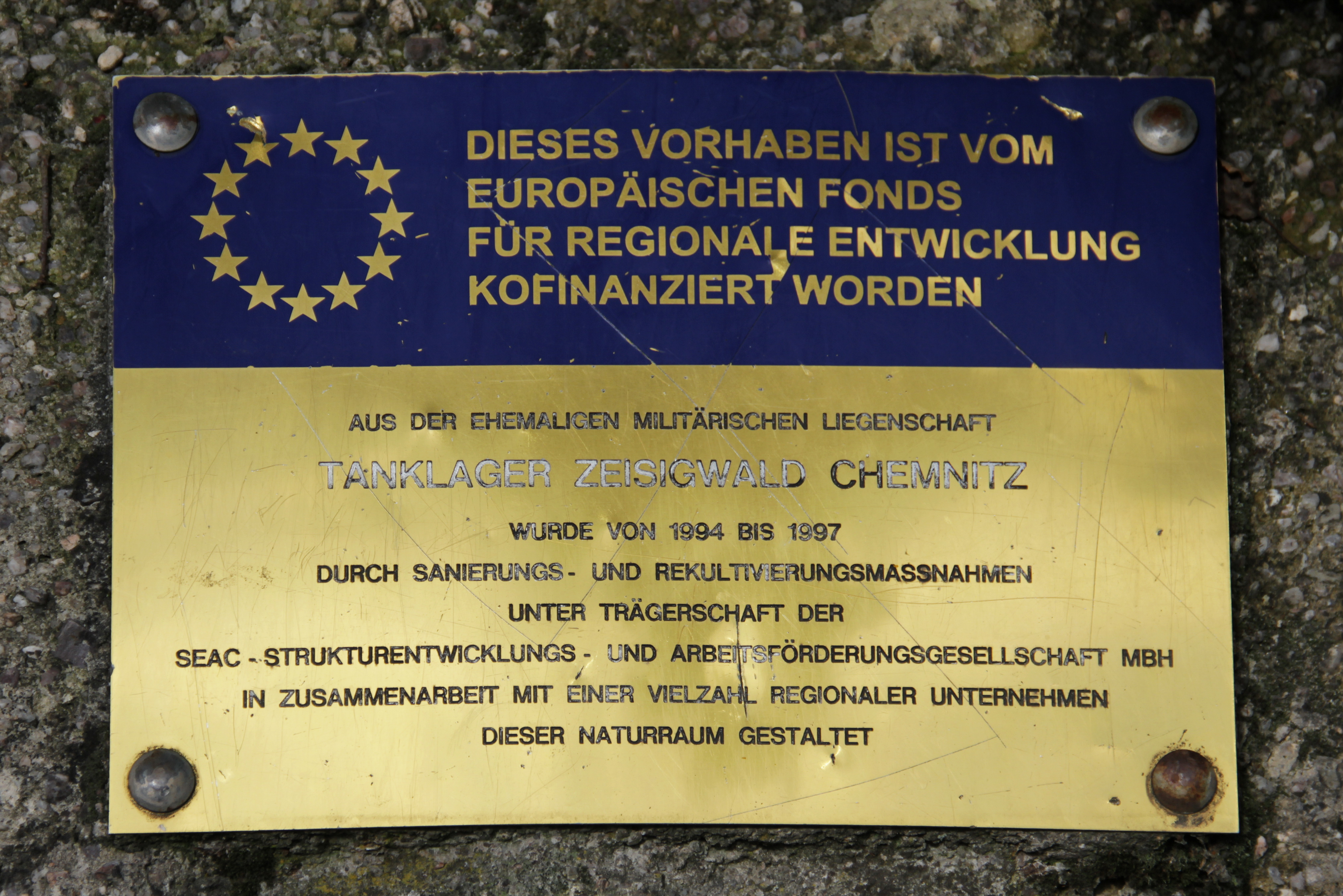
Plakette zur Renaturierung
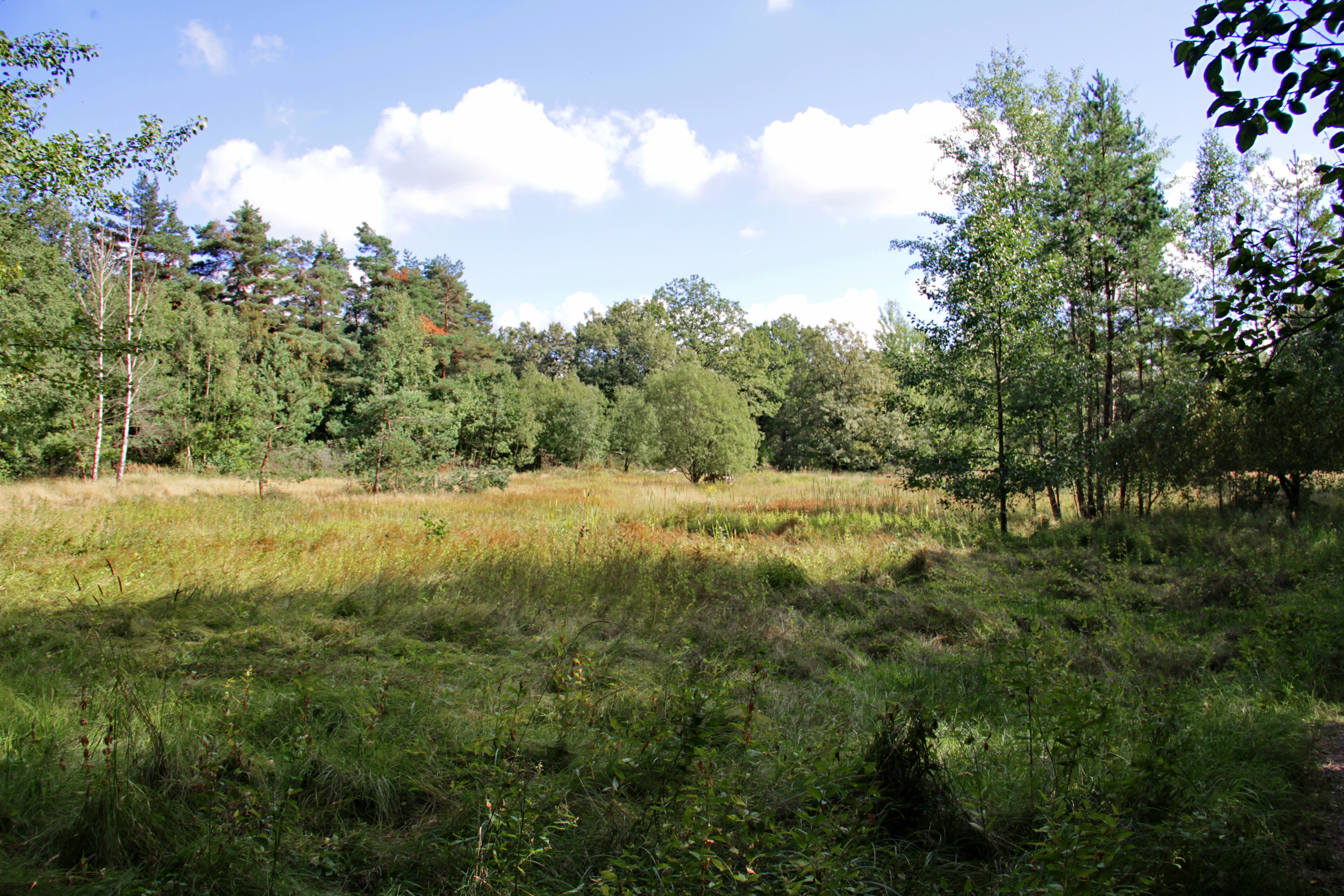
Quellwiese im renaturierten Tanklager
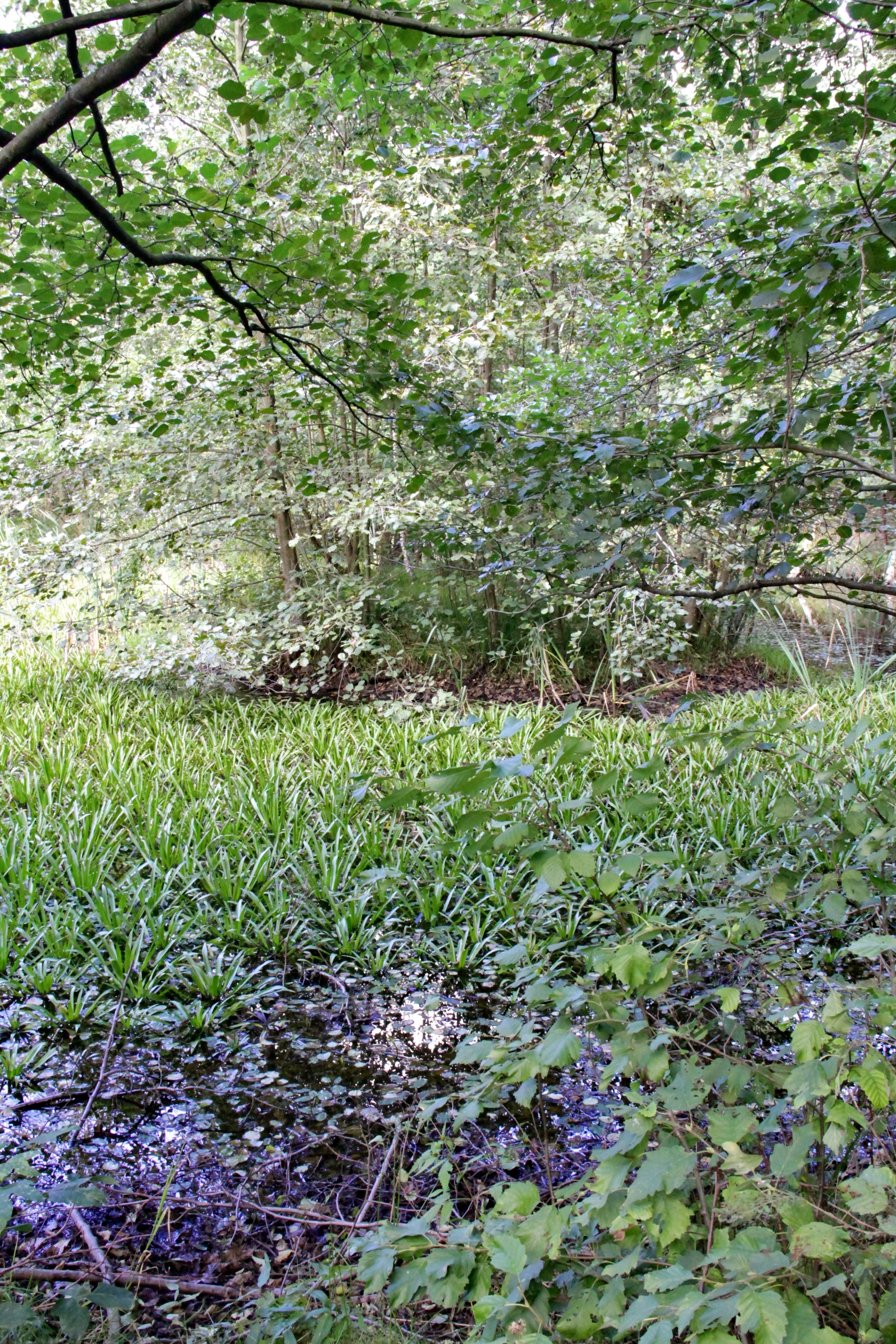
Tümpel
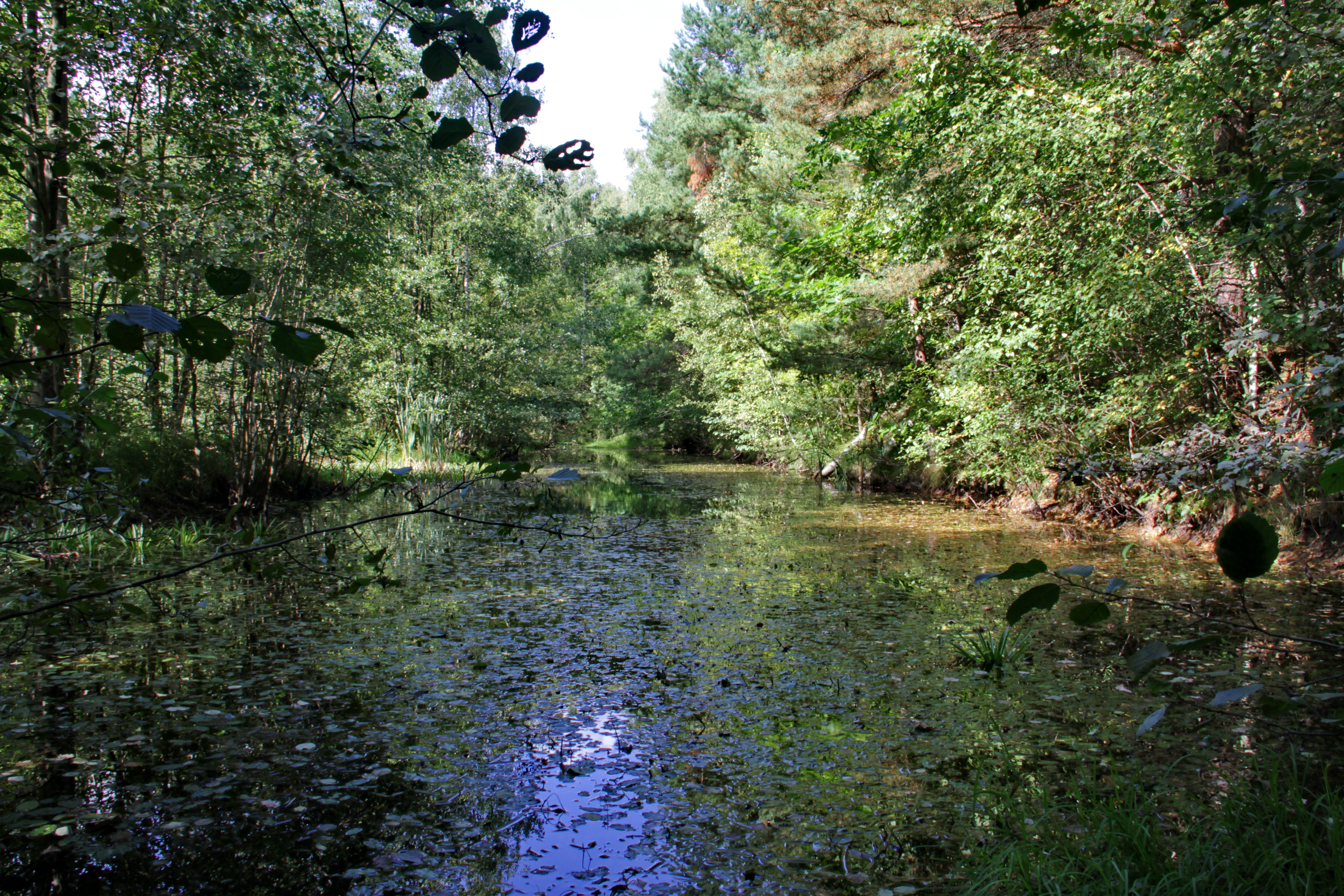
Teich
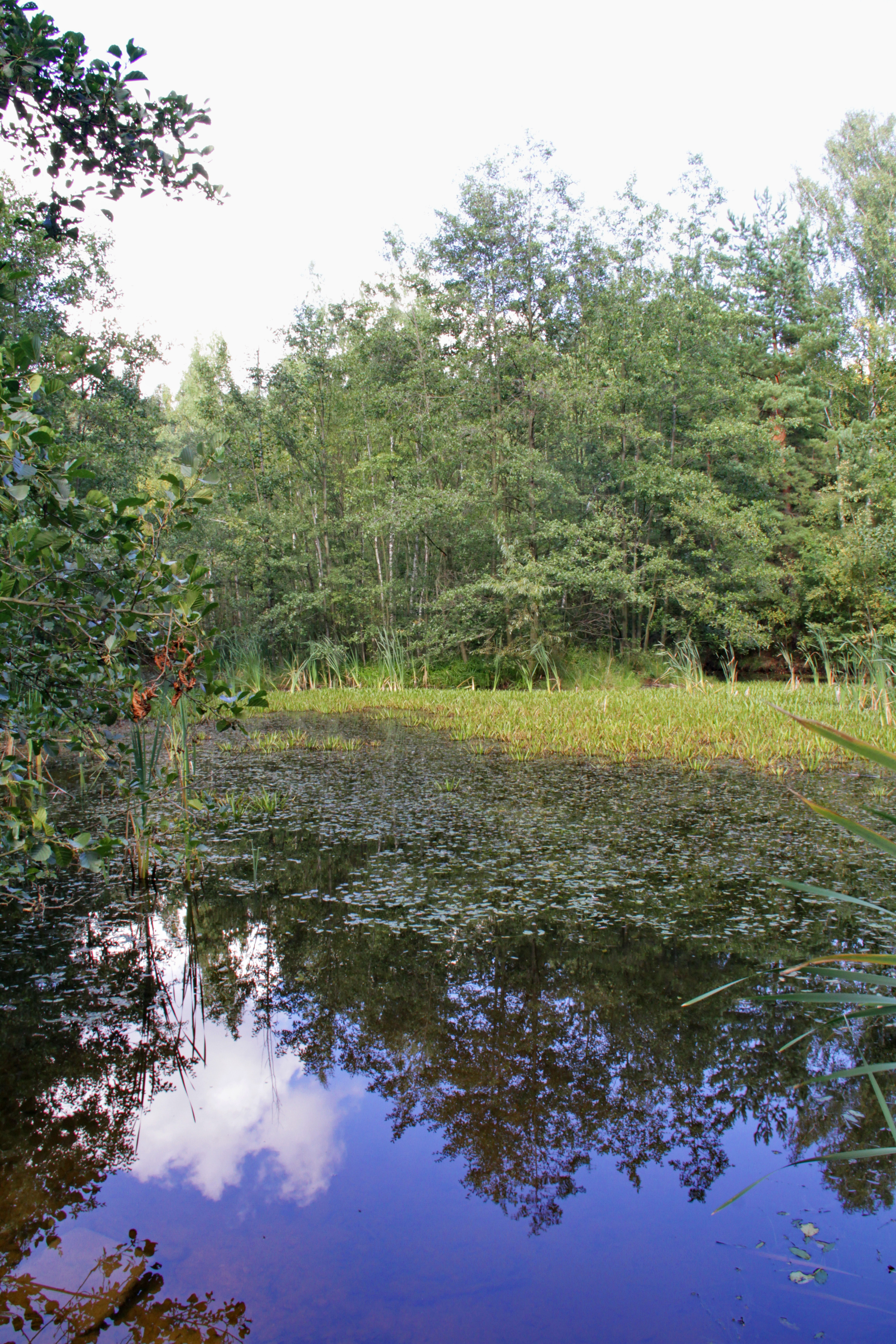
Teich

Flakstellung Beutenberg
Der Beutenberg mit seinem Aussichtsturm diente im Zweiten Weltkrieg als Flakstellung. Östlich des Zeisigwaldes befand sich bereits seit 1930 und bis 1992 ein Standortübungsplatz, der sich bis zum Eibsee und der Talsperre Euba erstreckte. Die Volkspolizei nutzte das Gelände als Schießplatz. In den 1990er Jahren wurden die Areale großflächig renaturiert.
Bombardierung des Zeisigwaldes im Zweiten Weltkrieg
Bei den alliierten Luftangriffen auf Chemnitz im März 1945 entstanden im Zeisigwald 260 Bombenkrater, von denen viele noch heute zu sehen sind. Der Wald war jedoch nicht das Ziel der Angriffe. Die Bomben, die im Zeisigwald niedergingen, waren für drei Ziele bestimmt: Die Treffer im nordwestlichen Waldgebiet sollten den Güter- und Rangierbahnhof Hilbersdorf treffen, im südwestlichen Zeisigwald sollten eigentlich die Kasernen getroffen werden. Die Treffer im Bereich des Beutenberges galten der Flakstellung.

### Trinkwasserversorgung
Mitte des 16. Jahrhunderts wurde die Goldbornquelle erschlossen, um den steigenden Trinkwasserbedarf der wachsenden Stadt Chemnitz zu decken. Da sich im Einzugsgebiet der Quelle vulkanisches Gestein mit guten Filtereigenschaften befand, lieferte die Quelle ein besonders reines Wasser. Auch die nahegelegene Blaubornquelle wurde erschlossen. Von beiden Quellen wurde das Wasser über Holzleitungen in die Stadt geleitet. Um 1870 begann die Nutzung der Quellen als Ausflugsziel für die Stadtbevölkerung, und ihre Bedeutung für die Trinkwasserversorgung nahm ab. Anfang des 20. Jahrhunderts endete die Nutzung der Borne für die Trinkwasserversorgung der Stadt. Heute erinnert noch der als Kontrollweg für die Rohrleitungen angelegte Röhrweg an den ehemaligen Verlauf der Rohrtrasse.
Unweit des Beutenberggipfels wurde um 1900 ein Hochbehälter für Trinkwasser errichtet. Dieser besteht aus zwei Wasserbehältern mit insgesamt 5.000 m³ (5 Millionen Liter) Fassungsvermögen. 2007 bis 2008 wurde dieser umfangreich saniert.

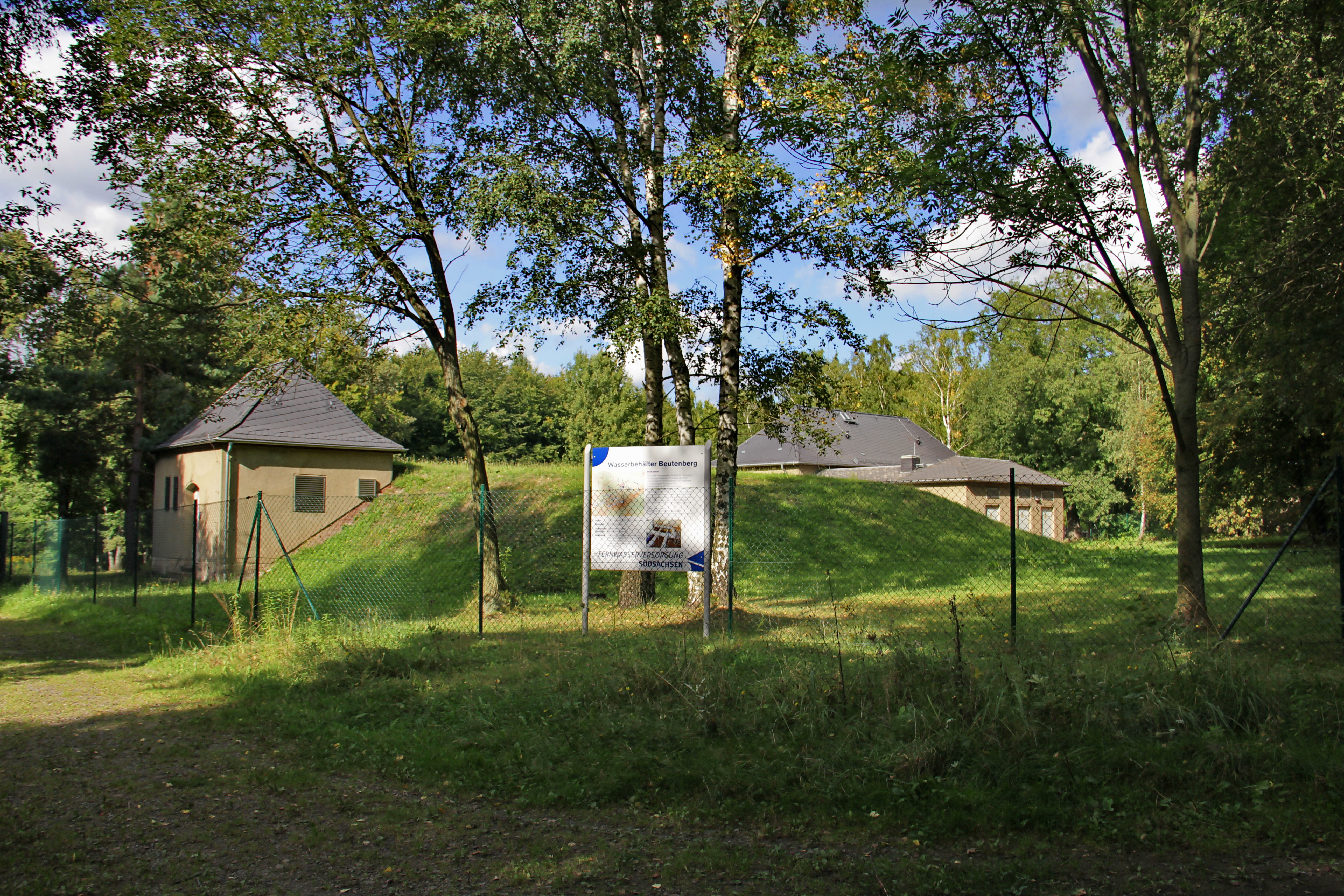
Wasserbehälter Beutenberg
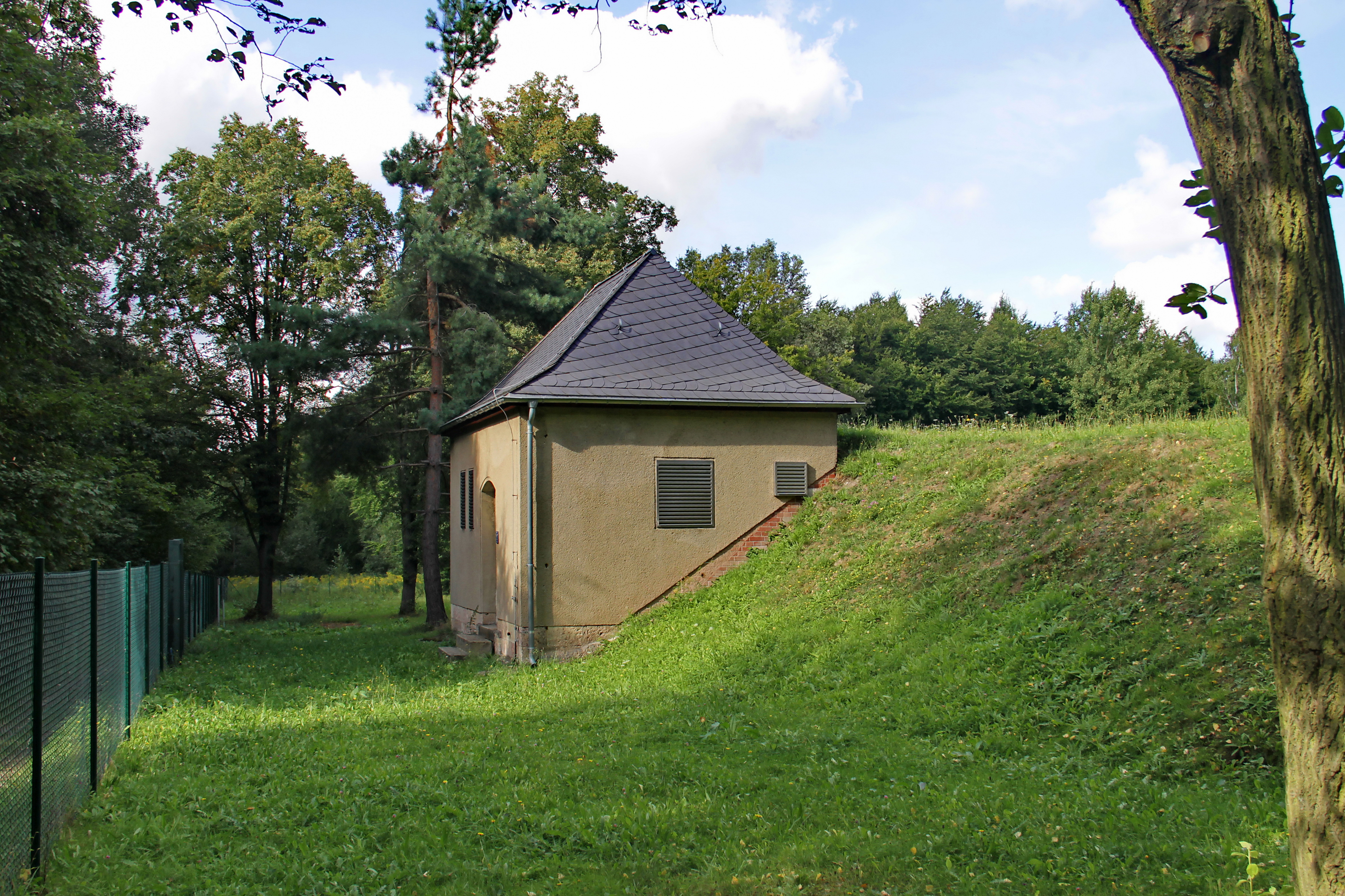
Wasserbehälter Beutenberg
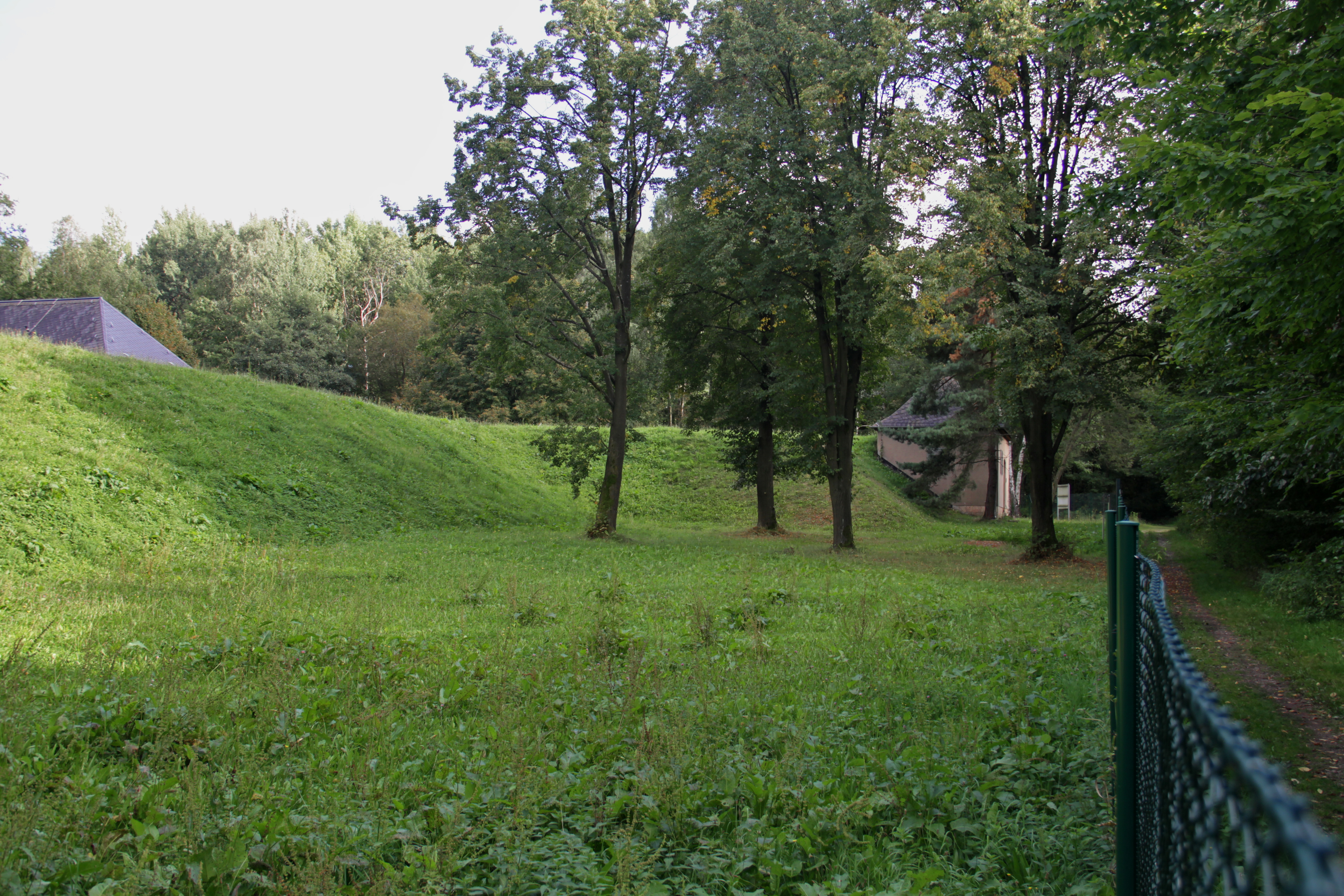
Wasserbehälter Beutenberg

### Sonstige Nutzung
Molkerei
Zwischen den Stadien, an der Forststraße gelegen, wurde 1900 eine Genossenschaftsmolkerei errichtet. Bereits 1911 gehörte sie zu den größten Molkereien Deutschlands. 1930 wurde sie nochmals erweitert und umgebaut. Die tägliche Milchproduktion belief sich in Spitzenzeiten auf 40.000 Liter Milch pro Tag. Nach 1945 wurde die Molkerei in einen Volkseigenen Betrieb umgewandelt. In den 1970er Jahren wurde eine neue Trinkmilchabfüllanlage errichtet. Diese riegelte den südwestlichen Hauptzugang zum Zeisigwald ab und bedeckte Teile des Engelmannteiches. 1992 wurde die Molkerei von der Firma Müllermilch übernommen. Nach einem Molkereineubau in Leppersdorf wurde sie geschlossen und 2002 abgerissen. Im Zeitraum von 2009 bis 2012 wurden die letzten Baureste abgerissen, versiegelte Flächen aufgebrochen und das Gelände nach der Befreiung von Altlasten renaturiert.
Polizeikaserne
1938 wurde am westlichen Ende der Forststraße eine Polizeikaserne errichtet. Ab 1939 war dort das Gendarmeriekorps stationiert. Nach dem Zweiten Weltkrieg war die Polizeikaserne bis 1952 Sitz der Ordnungspolizei der Stadt Chemnitz, anschließend bis zur Wende Sitz der Bezirksbehörde der Deutschen Volkspolizei Karl-Marx-Stadt. 1991 über nahm die Bezirkspolizeibehörde Chemnitz den Komplex, der bis 2005 Sitz der Landespolizeidirektion Chemnitz und des Polizeipräsidiums Chemnitz wurde. Anschließend erfolgte eine umfangreiche Sanierung des Areals. Durch die Neuorganisation der Polizei Sachsen wurde das Polizeipräsidium Chemnitz aufgelöst und die Kriminalpolizeiinspektion Chemnitz bezog den Gebäudekomplex.
Tierkörperbeseitigungsanstalt (TKBA)
1900 wurde vom Stadtrat die Errichtung einer Fleischzersetzungsanstalt zur Tierkadaververwertung nahe der Dresdner Straße bekanntgegeben. Entgegen der laut Sachverständigen-Gutachten prognostizierten geringen „fleischbrüheartigen“ Geruchsbelästigung entwickelte sich darauf eine starke Geruchsbelästigung mit Verwesungsgeruch für das angrenzende Hilbersdorf. Erst mit einer Rekonstruktion der Anlage 1992 konnte den starken Verwesungsgerüchen ein Ende gesetzt werden. Bis 2003 wurde sie unter der Bezeichnung TSA-SN-1 weiterbetrieben, Ende 2003 wurde die Tierkörperverwertung im Zeisigwald eingestellt. Im Zeitraum von 2005 bis 2011 wurde die Anlage rückgebaut und das 0,5 ha große Areal renaturiert.
Abfallwirtschaft
Ab den 1920er Jahren begann die Abfallwirtschaft der Stadt, die stillgelegten Steinbrüche mit Müll aufzufüllen. Eine Mülltrennung fand nicht statt. Stetig steigende Geruchsbelastung für Hilbersdorf sowie sich vermehrende Ratten führten in den 1930er Jahren zur Pflicht, die Abfälle abzudecken. Diese Verfüllung der einzelnen Steinbrüche südlich des Weißen Weges dauerte bis in die 1970er Jahre an. Die Abfälle in den Steinbrüchen wurden planiert und mit einer 2 m Deckschicht aus Erde abgedeckt. Anschließend wurde das Gelände mit Bäumen bepflanzt.
1974 begann dann die geordnete Deponierung von Abfällen nördlich des Weißen Weges auf der neuen Deponie Weißer Weg. Fehlende Mülltrennung und hohe Verdichtung führten zu DDR-Zeiten regelmäßig zu großen Deponiebränden. Außerdem führten die abgelagerten 40.000 m³ Industrieabfälle zu einer immensen Umweltbelastung. Zeitweise wurde die Deponie auch als Schadstoffdeponie betrieben. Nach 1989 wurde die Deponie erst als Kommunaldeponie der Stadt Chemnitz, ab 1997 als Verbandsdeponie des Abfallwirtschaftsverbandes Chemnitz betrieben. Ab 1997 erfolgte eine umfangreiche Sanierung des Deponiekörpers nach dem TASi-Regelwerk. Zu diesem Zeitpunkt hatte die Deponie eine Fläche von 40 ha und eine Höhe von 60 m erreicht, der Deponiekörper umfasste 8 Millionen Kubikmeter Abfall. Die Deponieböschung wurde mit einer Basisabdichtung versehen und rekultiviert, die Oberfläche der Deponie wurde mit einem Asphaltabdichtungssystem abgedeckt. Entstehendes Deponiegas wird nun abgesaugt und energetisch verwertet, Sickerwasser wird aufgefangen und geklärt. Die Sanierungsarbeiten kosteten 48,6 Millionen Euro. Seit 2005 dürfen nur noch Abfälle der Deponieklasse I deponiert werden. Nach Auslauf der Betriebsgenehmigung wurde 2009 die Annahme von Abfällen eingestellt. Der neue Deponiekörper wurde vorläufig abgedeckt und begrünt. Nach endgültiger Setzung soll auch hier eine Endabdichtung erfolgen. Der Eingangsbereich der Deponie wird seit 2009 als Umschlagplatz für Abfälle und Wertstoffhof genutzt.

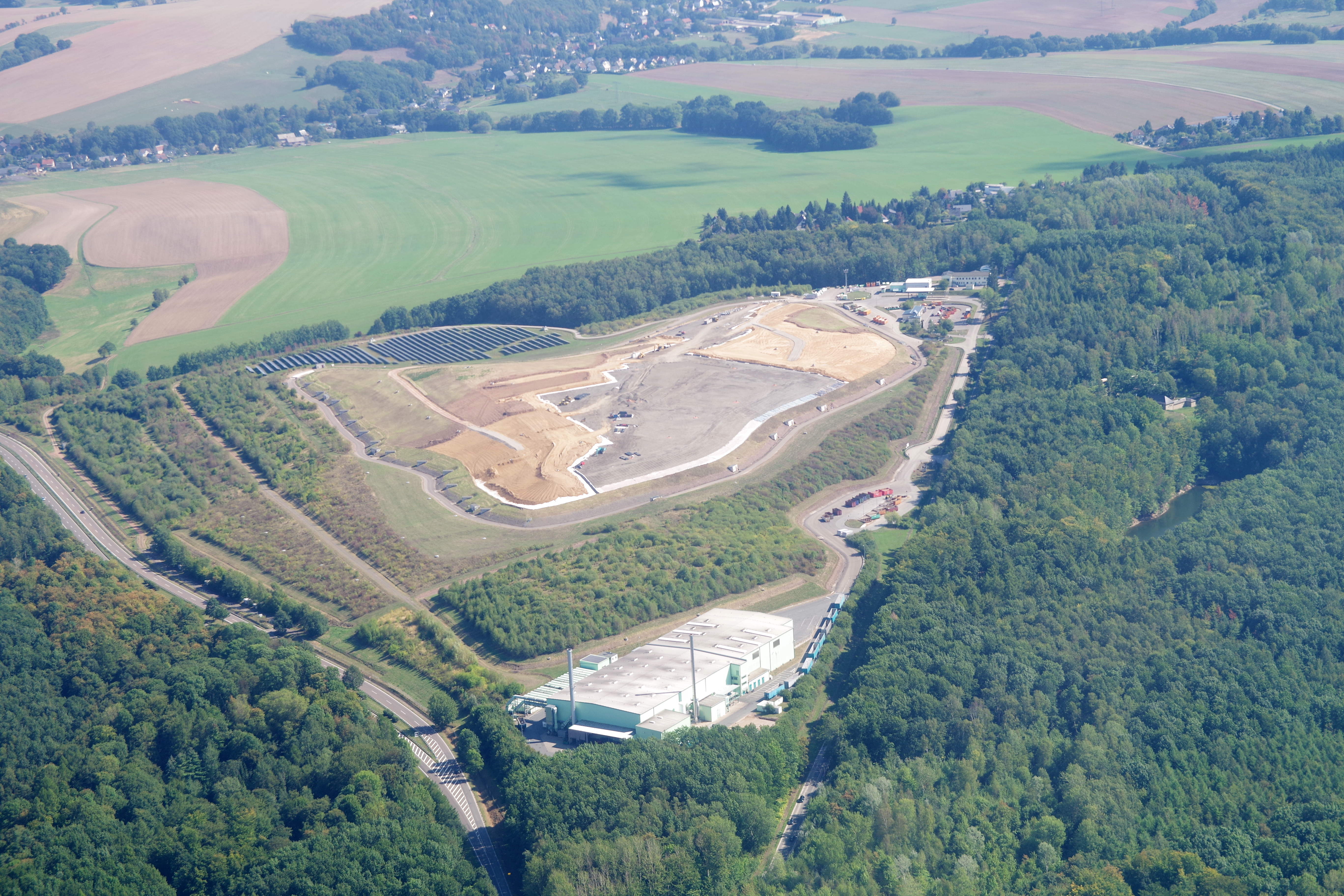
Deponie Weißer Weg
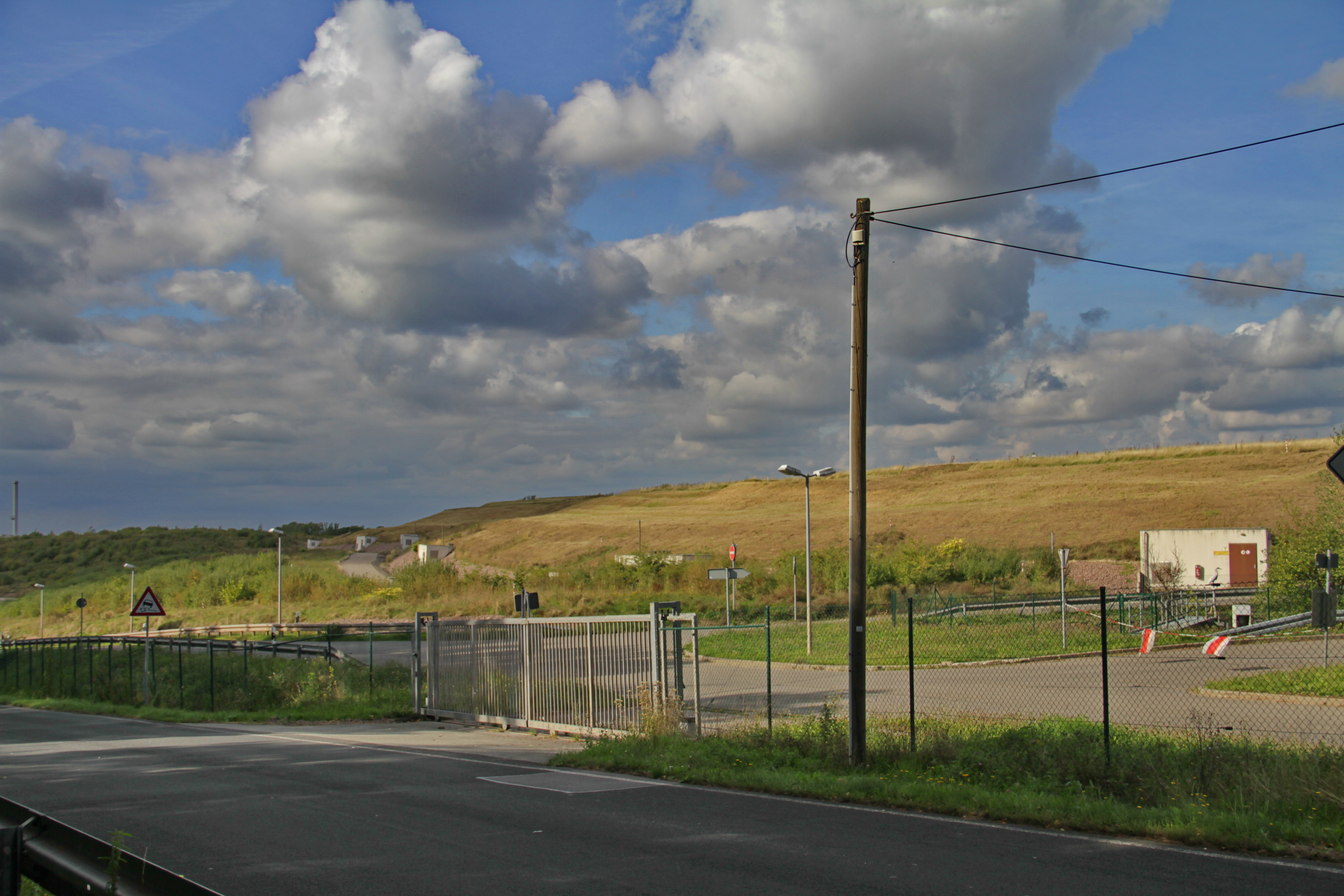
Deponie Weißer Weg

### Übersichtskarte
| Übersichtskarte Zeisigwald | Legende Gebiet der ehemaligen Porphyr- und Porphyrtuff-Steinbrüche ehemaliges Tanklager der Sowjetischen Truppen, zuvor Schießplatz und Polizeibad Mülldeponie Weißer Weg mit Müllsortierungsanlage, zuvor ebenfalls Porphyrtuff-Steinbruch Ehemalige Kasernen des 15. Königlich Sächsisches Infanterie-Regiment Nr. 181 und des 3. Königlich Sächsischen Ulanen-Regiments Nr. 21 Zeisigwaldkliniken Bethanien Chemnitz 1: Gasthaus Zeisigwaldschänke 2: Gasthaus Heideschänke 3: Porphyr-Haus Dresdner Straße 230 des damaligen Obermeisters der Chemnitzer Steinmetzinnung 4: Teufelsbrücken, Zufahrt in den Ratssteinbruch 5: Aussichtspunkt Fuchsberg an der Abbruchkante des Ratssteinbruches 6: ehemaliges Reichsbahnbad 7: ehemaliges Zeisigwaldbad 8: Denkmal für die Gefallenen Soldaten des 15. Königlich Sächsischen Infanterie-Regiments |